# Liste der Biografien/At
Liste der Biografien |
Portal Biografien |
Personensuche
# |
A |
B |
C |
D |
E |
F |
G |
H |
I |
J |
K |
L |
M |
N |
O |
P |
Q |
R |
S |
T |
U |
V |
W |
X |
Y |
Z |
?
 
Aa |
Ab |
Ac |
Ad |
Ae |
Af |
Ag |
Ah |
Ai |
Aj |
Ak |
Al |
Am |
An |
Ao |
Ap |
Aq |
Ar |
As |
At |
Au |
Av |
Aw |
Ax |
Ay |
Az
Die Liste der Biografien führt alle Personen auf, die in der deutschsprachigen Wikipedia einen Artikel haben. Dieses ist eine Teilliste mit 1060 Einträgen von Personen, deren Namen mit den Buchstaben „At“ beginnt.

## At
- AT Beatz (* 1991), deutsch-italienischer Musikproduzent und Toningenieur
- at-Tabrizi, Ala ad-Din (1369–1405), arabischer Schachspieler
- at-Talibi, Ammar (* 1934), algerischer Hochschullehrer und Politiker
- at-Tikriti, Hardan (1925–1971), irakischer Politiker, Militär und Botschafter
- at-Tughrai (1061–1121), persischer Dichter und Arzt
- at-Tunusi, Abu Husain († 2016), tunesischer IS-Terrorist
- at-Turkumānī, ʿAlī ibn ʿUṯmān ibn († 1348), hanafitischer Richter
- at-Turtūschī (1059–1127), islamischer Philosoph und Jurist
- at-Tusi, Humaid ibn Abd al-Hamid, General im Abbasiden-Kalifat zur Zeit des Kalifen al-Ma'mun

### Ata
- Ata (* 1968), deutscher Techno-DJ und -Musiker, Labelbetreiber
- Ata al-Mulk Dschuwaini (1226–1283), persischer Historiker
- Ata Kak (* 1960), ghanaischer Musikproduzent
- Ata, Ayla Akat (* 1976), kurdische Politikerin, Mitglied des türkischen Parlaments
- Ata, Gregor (1815–1899), melkitisch Katholischer Erzbischof in Syrien, Konzilsvater I. Vatikanum
- Ata, Koçkar, turkestanischer Derwisch des Hodscha Ahmed Yesevi, Sufi
- Atabajew, Bolat (1952–2021), kasachischer Theaterregisseur und Menschenrechtskämpfer
- Atabak, Ali Asghar Khan (1858–1907), iranischer Politiker und Ministerpräsident Irans
- Atabay, Cyrus (1929–1996), iranischer Schriftsteller deutscher Sprache
- Atabaýew, Maksat (* 1994), turkmenischer Schachspieler
- Atabek, Bâlâ (* 1985), türkische Schauspielerin
- Atabey, Fahri (1913–1994), türkischer Mediziner und Bürgermeister Istanbuls
- Atabrour, Sanaa (* 1989), marokkanische Taekwondoin
- Ataç, Metin (* 1946), türkischer Admiral
- Ataç, Sezgin (* 1998), türkischer Langstreckenläufer
- Atacan, Yağmur (* 1983), türkischer Schauspieler
- Atachanowa, Qaischa (* 1957), sowjetisch-kasachische Biologin und Umweltaktivistin
- Atack, Emily (* 1989), britische SchauspielerinEmily Atack (* 1989)

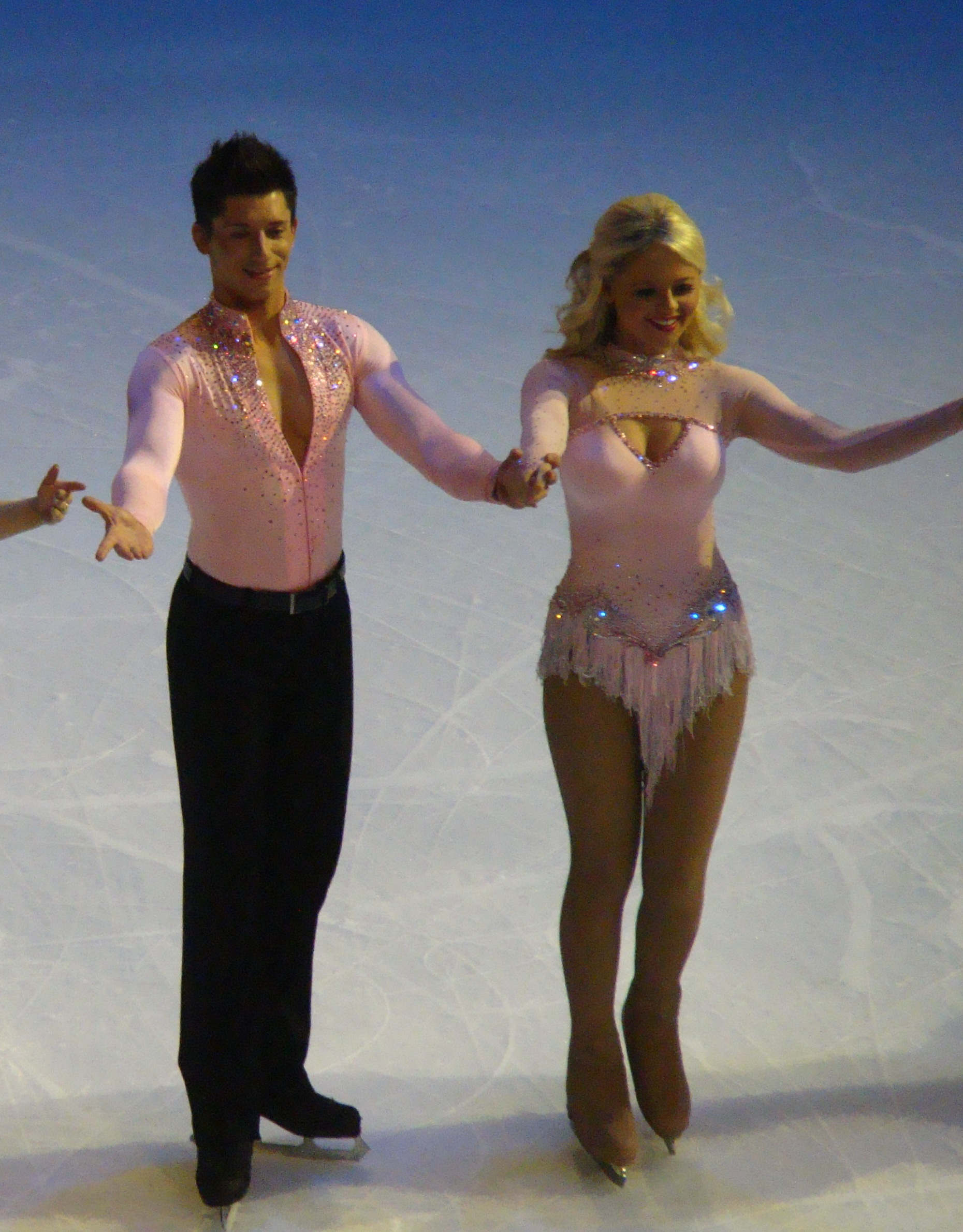
Emily Atack (* 1989)

- Atadan, Makbule (1885–1956), Schwester des Staatsgründers der Türkei
- Ataee, Farzad (* 1991), afghanischer Fußballspieler
- Atafi, Abdulaziz Abdui (* 2001), saudischer Sprinter
- Atağ, Anıl (* 1990), türkischer Fußballtorhüter
- Atagül, Neslihan (* 1992), türkische Schauspielerin
- Atagün, Kadirhan (* 2000), türkischer Fußballspieler
- Atahualpa († 1533), Herrscher des Inkareiches
- Atai, Golineh (* 1974), deutsche KorrespondentinGolineh Atai (* 1974)

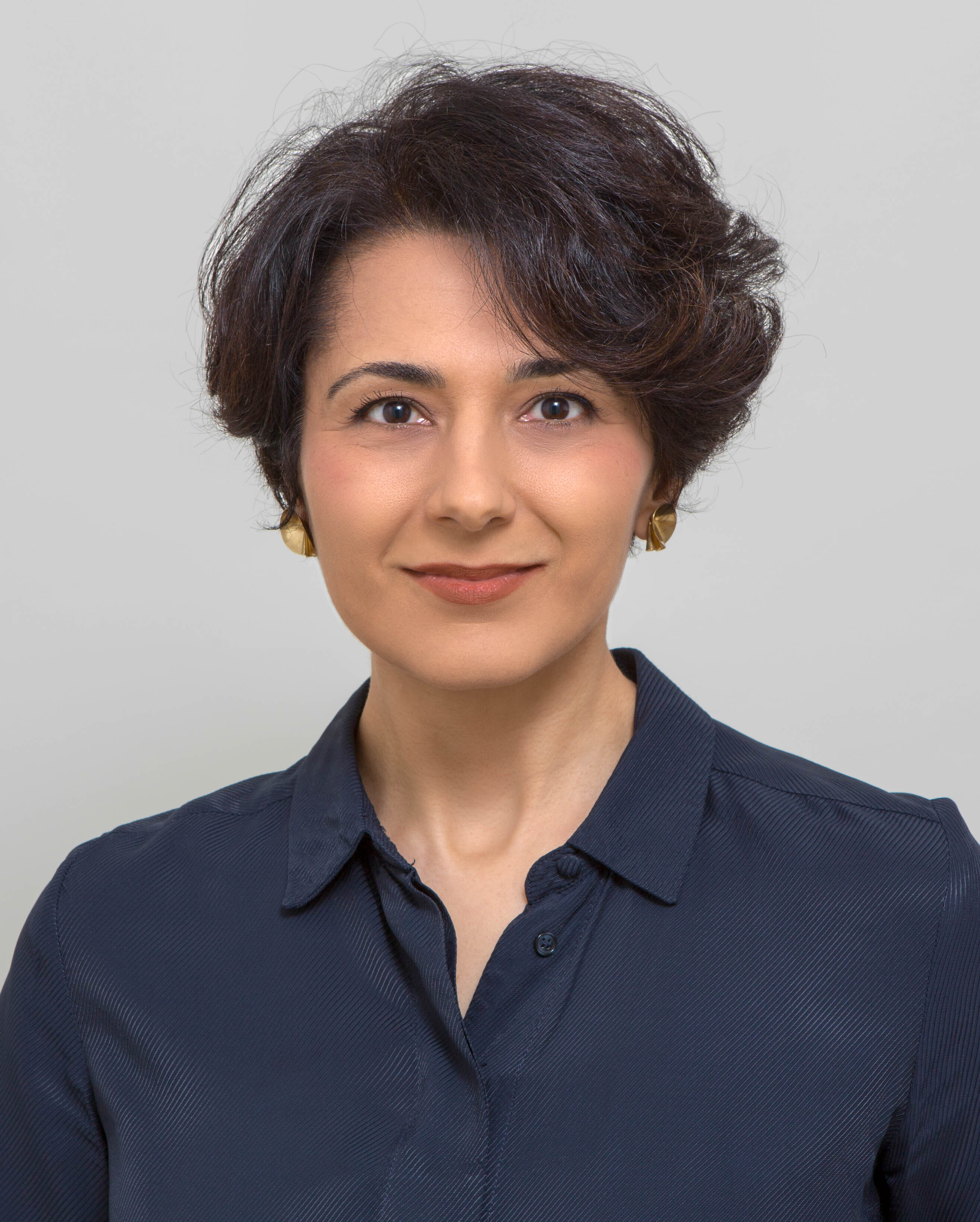
Golineh Atai (* 1974)

- Ataíde, Jorge de (1535–1611), portugiesischer Adlige, Geistlicher, Kronrat, Beinahe-Thronfolger und Generalinquisitor von Portugal
- Ataíde, Luís de († 1581), portugiesischer Adliger und Militär, Vizekönig von Portugiesisch-Indien
- Ataide, Manuel (* 2001), osttimoresischer Kurz- und Mittelstreckenläufer und Olympiateilnehmer
- Atajan, Hajane (* 1959), ukrainische Malerin
- Atajew, Scharabutdin Sairbekowitsch (* 1999), russischer Boxer
- Atajić, Bahrudin (* 1993), bosnisch-herzegowisch-schwedischer Fußballspieler
- ATAK (* 1967), deutscher Comic-Zeichner
- Atak, Burhan (1905–1987), türkischer Fußballspieler
- Atak, Serkan (* 1984), deutsch-türkischer Fußballspieler
- Ataka, Eiichi (1901–1994), japanischer Unternehmer und Mäzen
- Atakan, Cemal (* 1978), türkischer Komiker und Fernsehmoderator mit eigener Fernsehshow
- Atakan, Zahit (1923–2013), türkischer Admiral
- Atakayi, Serge (* 1999), finnischer Fußballspieler
- Atakol, Lokman (* 1984), türkischer Fußballtorhüter
- Atakora, Lalawélé (* 1990), togoischer Fußballspieler
- Atal, Youcef (* 1996), algerischer Fußballspieler
- Atala, Alex (* 1968), brasilianischer Koch
- Atala, Anthony (* 1958), US-amerikanischer Bioingenieur, Urologe und Kinderchirurg
- Atala, Rasim (1905–1969), türkischer Fußballtorhüter
- Atalan, Ali (* 1968), türkisch-deutscher Politiker kurdisch-jesidischer Abstammung (Die Linke, HDP)
- Atalan, Ismail (* 1980), deutscher Fußballtrainer
- Atalay Franck, Oya (* 1968), Schweizer Architektin und Architekturhistorikerin
- Atalay, Akın, türkischer Medienschaffender
- Atalay, Beşir (* 1947), türkischer Soziologe, Hochschulprofessor, Politiker und ehemaliger Innenminister
- Atalay, Can (* 1976), türkischer Menschenrechtsanwalt und AbgeordneterCan Atalay (* 1976)

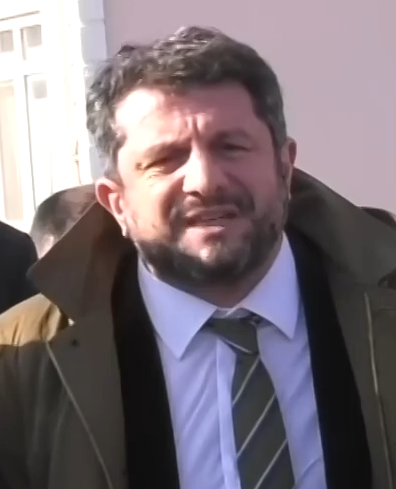
Can Atalay (* 1976)

- Atalay, Canan (* 1990), türkische Schauspielerin
- Atalay, Ecem (* 1999), türkische Schauspielerin
- Atalay, Erdoğan (* 1966), deutscher SchauspielerErdoğan Atalay (* 1966)

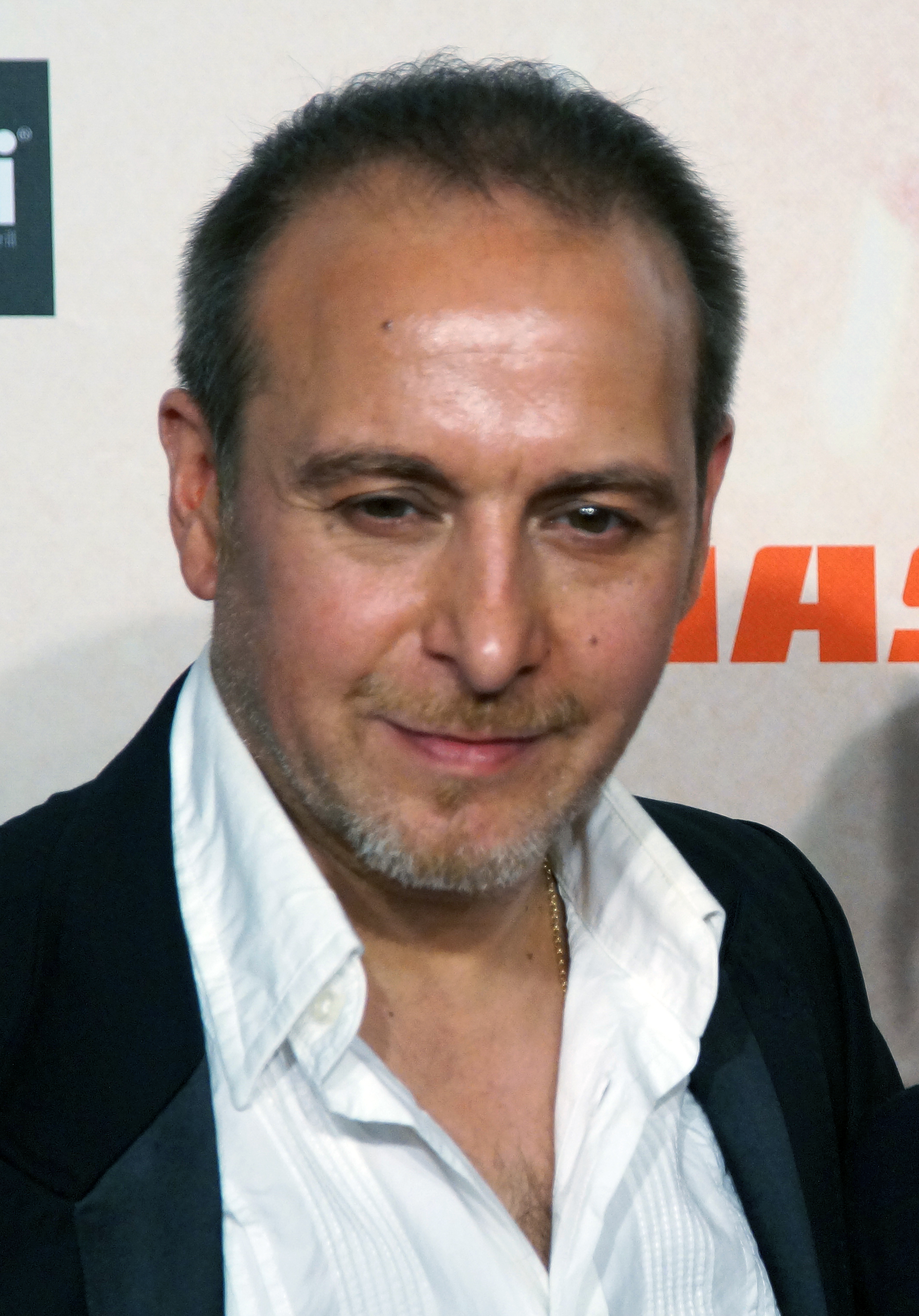
Erdoğan Atalay (* 1966)

- Atalay, Erol (1935–1988), türkischer Klassischer Archäologe
- Atalay, Faruk (* 1981), türkischer Fußballspieler
- Atalay, Hüseyin (* 1991), türkischer Fußballspieler
- Atalay, Mahmut (1934–2004), türkischer Ringer
- Atalay, Muammer (* 1995), türkischer Fußballspieler
- Atalay, Mücahit (* 1991), türkischer Fußballtorhüter
- Atalay, Pinar (* 1978), deutsche Hörfunk- und Fernsehmoderatorin
- Atalena, Loliha (* 1997), südsudanesische Langstreckenläuferin
- Atalı, Eray (* 1989), türkischer Eishockeytorwart
- Atalı, Fikri (* 1992), türkischer Eishockeytorwart
- Atalia, Königin von Assyrien
- Atalık, Ekaterina (* 1982), türkisch-russische Schachgroßmeisterin
- Atalık, Suat (* 1964), türkischer Schachgroßmeister
- Atalja, Königin von Juda (um 841–835 v. Chr.)
- Atalla, Martin M. (1924–2009), US-amerikanischer Ingenieur und Unternehmer
- Atallah, Béatrice Jeanine, madagassische Politikerin und Juristin
- Atallah, Faisal (* 1976), kuwaitischer Eishockeyspieler
- Atallah, Simon (* 1937), libanesischer Geistlicher und emeritierter Bischof von Baalbek-Deir El-Ahmar
- Atam, Muhammed Ali (* 1988), türkischer Fußballspieler
- Ataman, Bülent (* 1974), türkischer Fußballtorhüter
- Ataman, Ergin (* 1966), türkischer Basketballspieler und -trainer
- Ataman, Ferda (* 1979), deutsche Journalistin, Kolumnistin und AutorinFerda Ataman (* 1979)

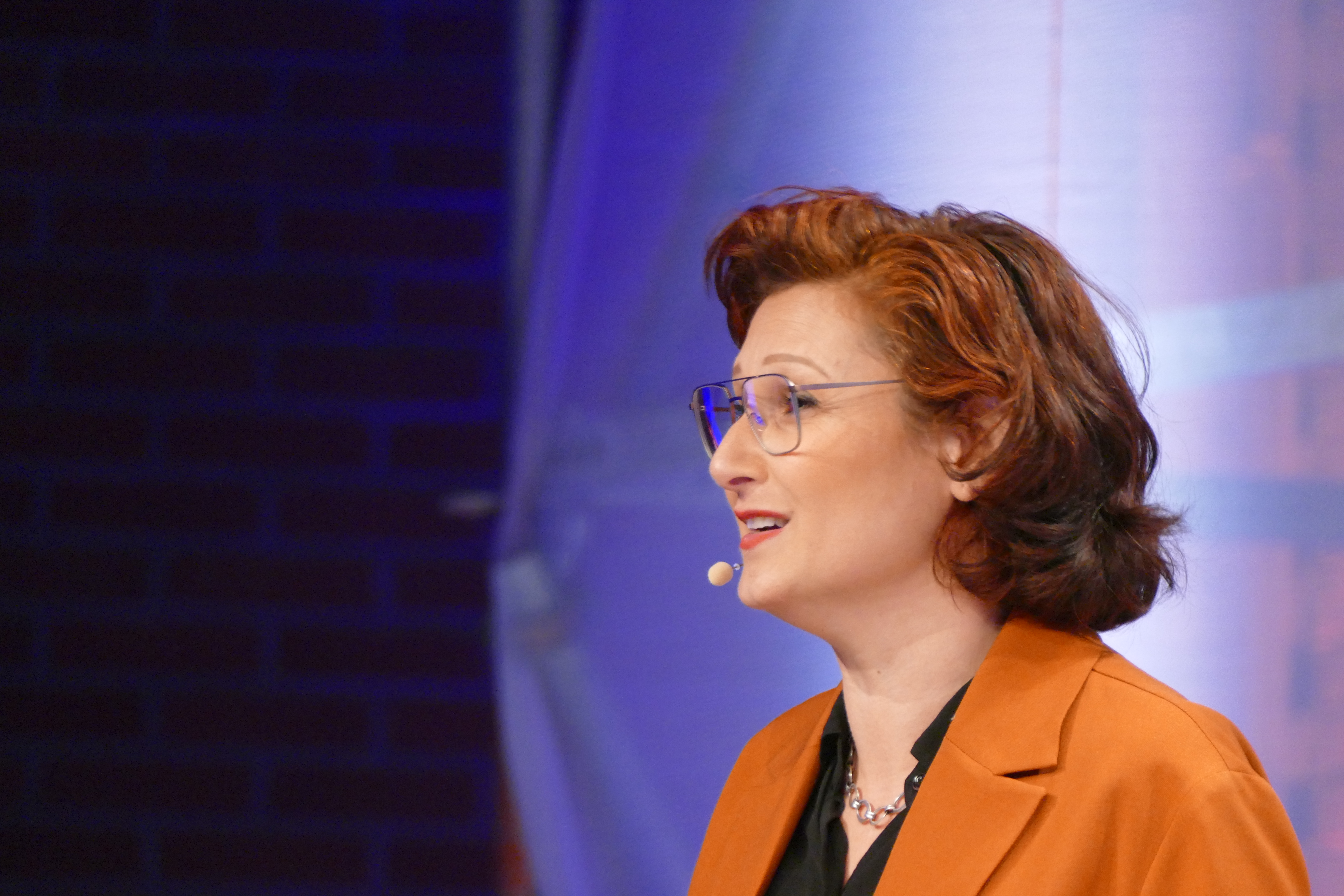
Ferda Ataman (* 1979)

- Ataman, Kutluğ (* 1961), türkischer Filmemacher und Künstler
- Ataman, Mahmut (* 1969), deutsch-türkischer Basketballtrainer
- Ataman, Yalçın (* 1950), türkischer General
- Ataman, Ziya (* 1989), kurdisch-türkischer Journalist
- Atamanjuk, Andrij (* 2002), ukrainischer Leichtathlet
- Atamanow, Lew Konstantinowitsch (1905–1981), sowjetisch-armenischer Trickfilmregisseur
- Atamataka, nubische Königin
- Atambajew, Almasbek (* 1956), kirgisischer Politiker
- Atamqulow, Beibit (* 1964), kasachischer Politiker
- Atan, Adil (1929–1989), türkischer Ringer im Freistil
- Atan, Berk (* 1991), türkischer Schauspieler und Model
- Atan, Çağdaş (* 1980), türkischer FußballspielerÇağdaş Atan (* 1980)

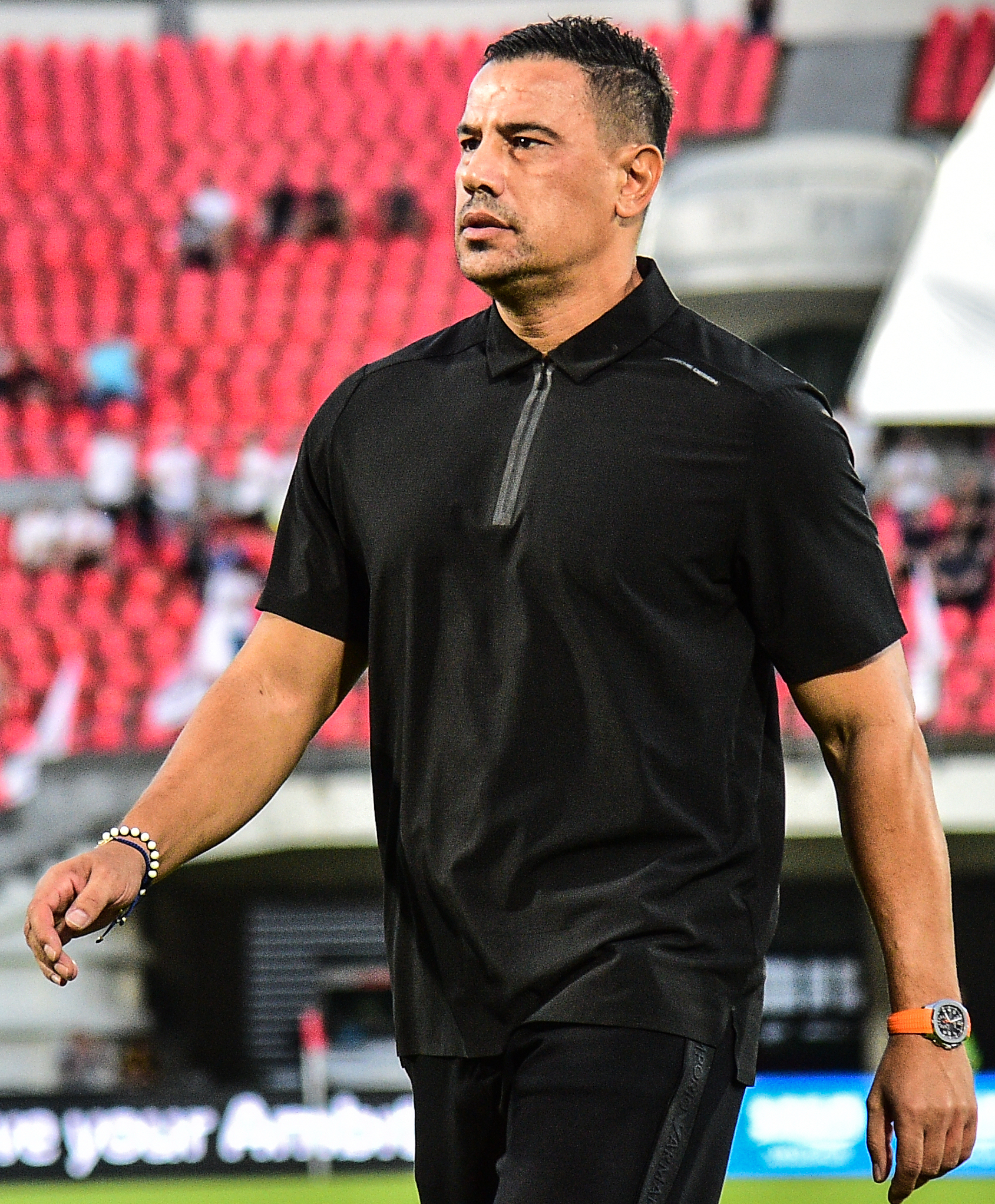
Çağdaş Atan (* 1980)

- Atan, Cem (* 1985), österreichischer Fußballspieler
- Atan, Yahya (1954–2022), malaysischer Hockeyspieler
- Ātanaḫ-Šamaš, kassitischer König
- Atanakines, Sohn und Vater eines Katholikos (Patriarchen) von Armenien
- Atanane, Soukaina (* 1994), marokkanische Langstreckenläuferin
- Atanasescu, Constantin (1885–1949), rumänischer General
- Atanasie Anghel († 1713), rumänischer Bischof in Siebenbürgen
- Atanasijević, Aleksandar (* 1991), serbischer Volleyballspieler
- Atanasiu, Vasile (1886–1964), rumänischer General
- Atănăsoaei, Cătălin (* 1993), rumänischer Leichtathlet
- Atanasoff, John (1903–1995), US-amerikanischer ComputerpionierJohn Atanasoff (1903–1995)

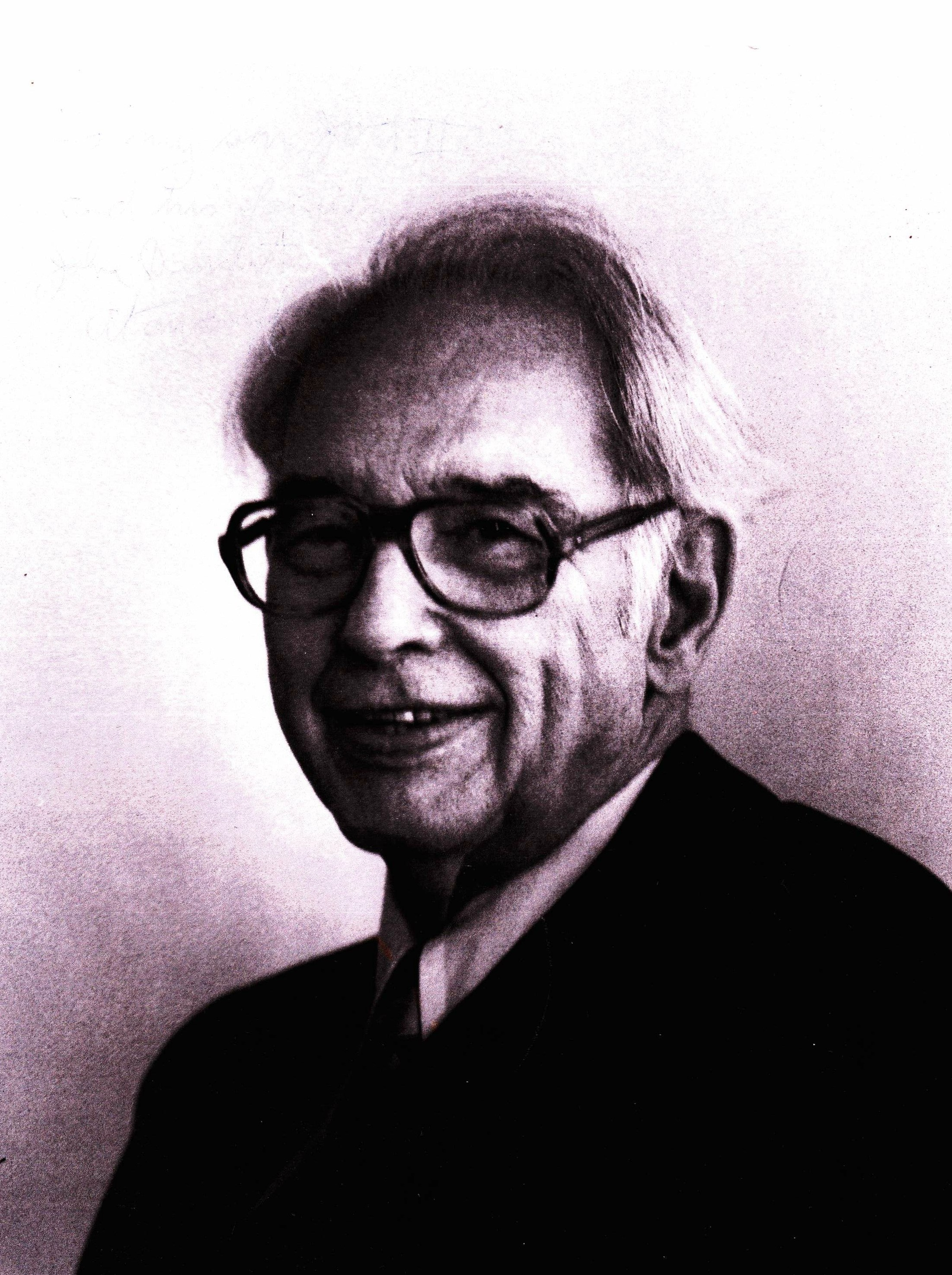
John Atanasoff (1903–1995)

- Atanasov, Jani (* 1999), mazedonischer Fußballspieler
- Atanasov, Stephanie (* 1983), österreichische Sängerin (Mezzosopran)
- Atanasovska, Jana (* 2006), nordmazedonischer Skirennläufer
- Atanasovski, Vasko (* 1977), slowenischer Jazzmusiker (Saxophone, Komposition)
- Atanassova, Alissa (* 1989), bulgarische Schauspielerin
- Atanassow, Atanas (* 1904), bulgarischer Radrennfahrer
- Atanassow, Atanas (1935–2021), bulgarischer Basketballspieler
- Atanassow, Atanas (* 1956), bulgarischer Weitspringer
- Atanassow, Georgi (1882–1931), bulgarischer Komponist und Dirigent
- Atanassow, Georgi (1933–2022), bulgarischer Politiker
- Atanassow, Iwan (* 1957), bulgarischer Eishockeyspieler
- Atanassow, Malin (* 1946), bulgarischer Eishockeyspieler
- Atanassow, Martin (* 1996), bulgarischer Volleyballnationalspieler
- Atanassow, Nikola (1886–1969), bulgarischer Komponist und Musikpädagoge
- Atanassow, Peter (* 1968), deutscher Schauspieler und Theaterregisseur
- Atanassow, Schterjo (1902–1967), bulgarischer Politiker und Offizier
- Atanassow, Swetoslaw (* 1960), bulgarischer Skilangläufer
- Atanassow, Walentin (* 1961), bulgarischer Sprinter
- Atanassowa, Dessislawa (* 1978), bulgarische Politikerin und Verfassungsrichterin
- Atanassowa, Marija (1926–2000), bulgarische Pilotin und Abgeordnete
- Atanes, Carlos (* 1971), spanischer Filmregisseur, Drehbuchautor und Dramatiker
- Atanga, David (* 1996), ghanaischer FußballspielerDavid Atanga (* 1996)

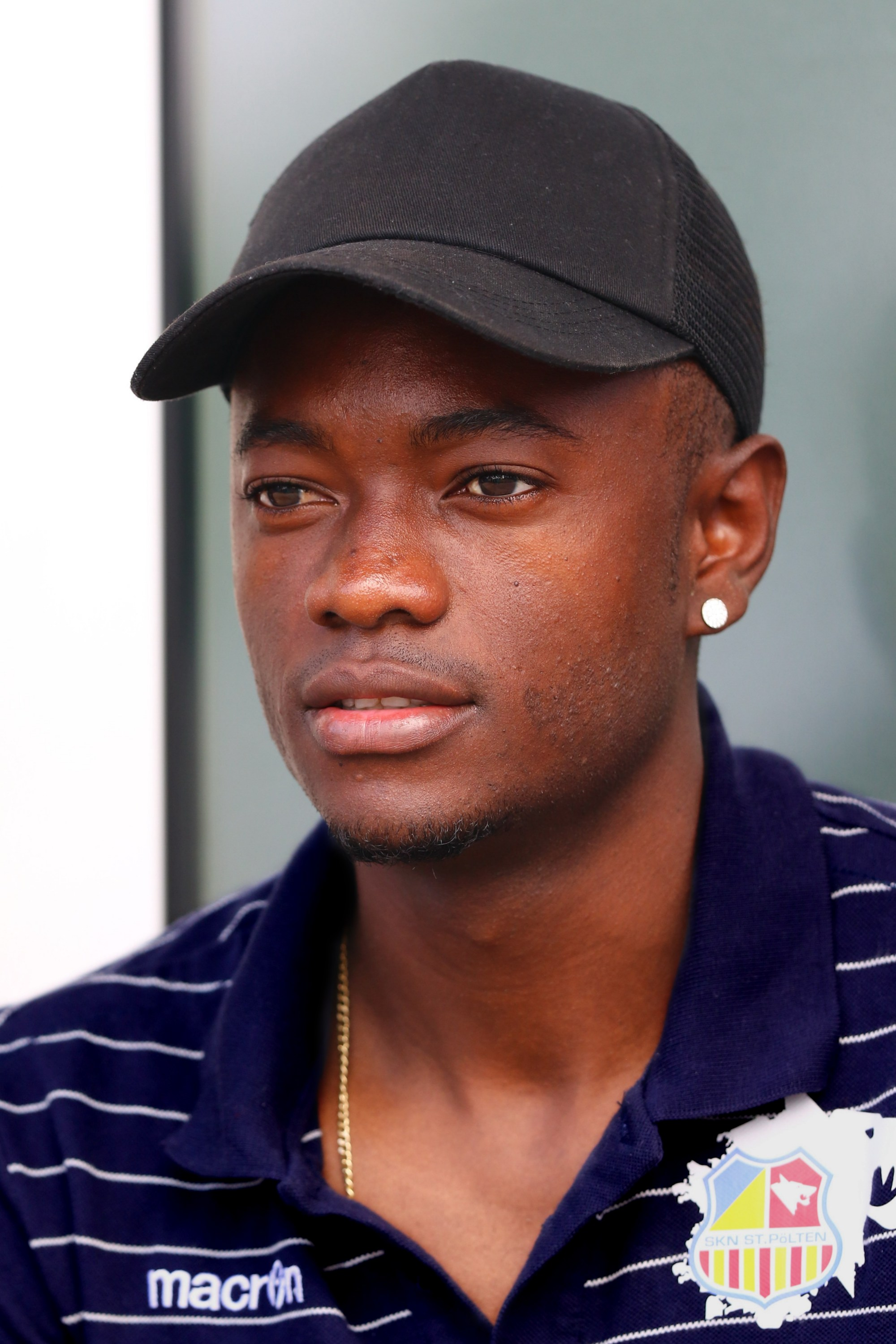
David Atanga (* 1996)

- Atanga, Isaac (* 2000), ghanaischer Fußballspieler
- Atanga, Joseph (* 1952), römisch-katholischer Bischof
- Atangana Bekono, Simone (* 1991), niederländische Schriftstellerin und Dichterin kamerunischer Abstammung
- Atangana Edoa, Valentin (* 2005), französisch-kamerunischer Fußballspieler
- Atangana, Charles († 1943), kamerunischer Politiker
- Atangana, Damase Zinga (* 1964), kamerunischer Geistlicher, römisch-katholischer Bischof von Kribi
- Atangana, Delphine (* 1984), kamerunische Sprinterin
- Atangana, Eric Alima, kamerunischer Fußballspieler
- Ataoğlu, Eyüp Kadri (* 1987), türkischer Fußballspieler
- Ataoğlu, Tijen (* 1989), deutsche Juristin und Politikerin (CDU), MdB
- Ataouat, Miloud (1934–2005), algerischer Rallye-Raid-Fahrer
- Atapaththu, Ranawarathana (* 1986), sri-lankischer Fußballspieler
- Atapuma, Alex (* 1984), kolumbianischer Radrennfahrer
- Atapuma, Darwin (* 1988), kolumbianischer Radrennfahrer
- Atar, Danny (* 1958), israelischer Politiker der Awoda
- Atar, Eliran (* 1987), israelischer Fußballspieler
- Atar, Tirza (1941–1977), israelische Lyrikerin und Kinderbuchautorin
- Atari, Gali (* 1953), israelische Sängerin und SchauspielerinGali Atari (* 1953)

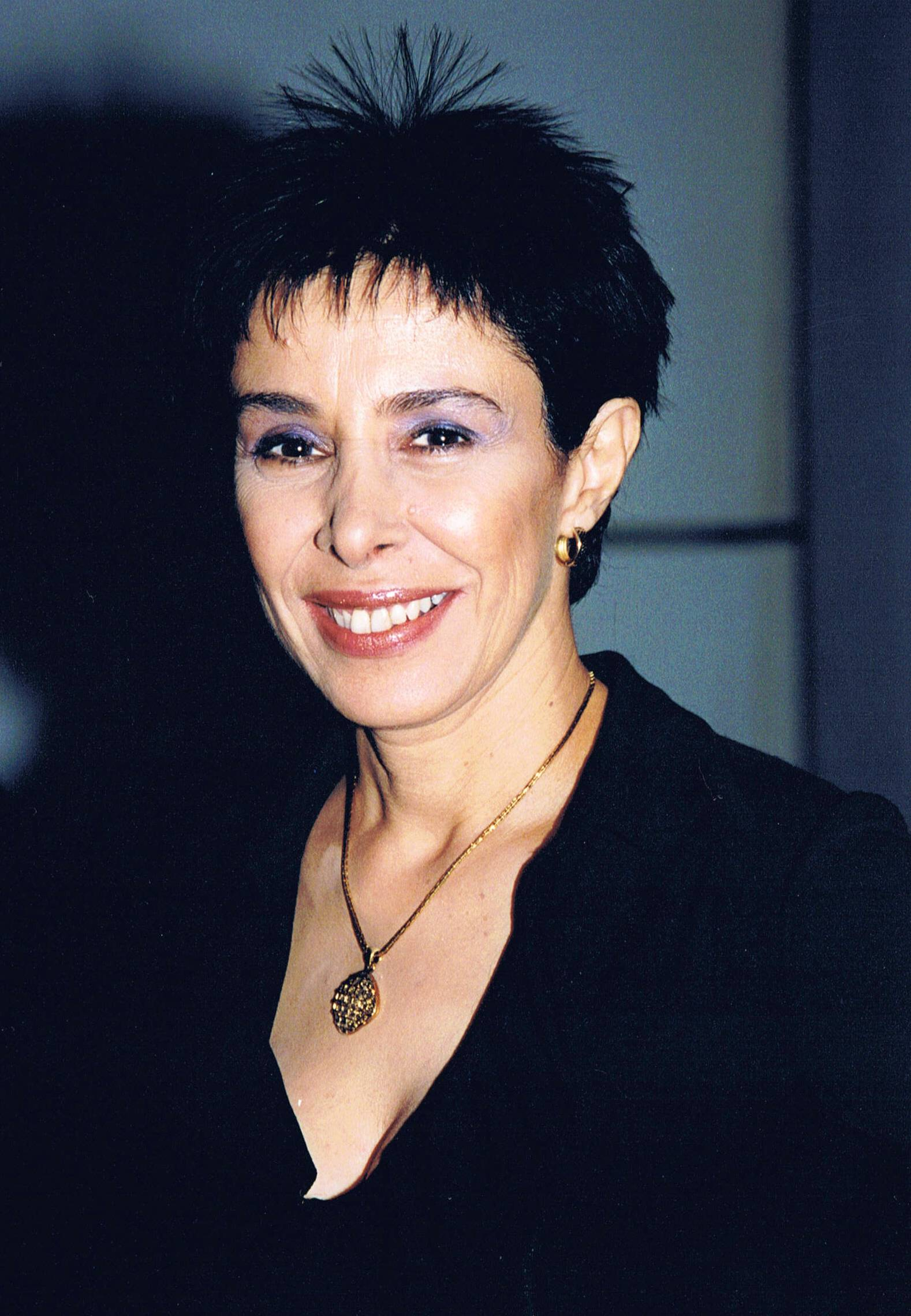
Gali Atari (* 1953)

- Atari, Ira (* 1977), deutsche Musikerin
- Ataršumki, König von Bit-Agusi
- Ataş, Barış (* 1987), türkischer Fußballspieler
- Atas, Dioskorus Benjamin (* 1966), syrischer Geistlicher, Erzbischof und Patriarchalvikar der syrisch-orthodoxen Kirche von Antiochien der Erzdiözese Schweden
- Atas, Tiesan-Yesim (* 1998), deutsche Schauspielerin
- Atasagun, Şenkal (* 1941), türkischer Agent, Direktor des Inlandsnachrichtendiensts (1998–2005)
- Atasamalo, nubische Königsmutter
- Atasayar, Onur (* 1995), türkischer Fußballspieler
- Ataseven, Eray (* 1993), türkischer Fußballspieler
- Atasever, Vildan (* 1981), türkische SchauspielerinVildan Atasever (* 1981)

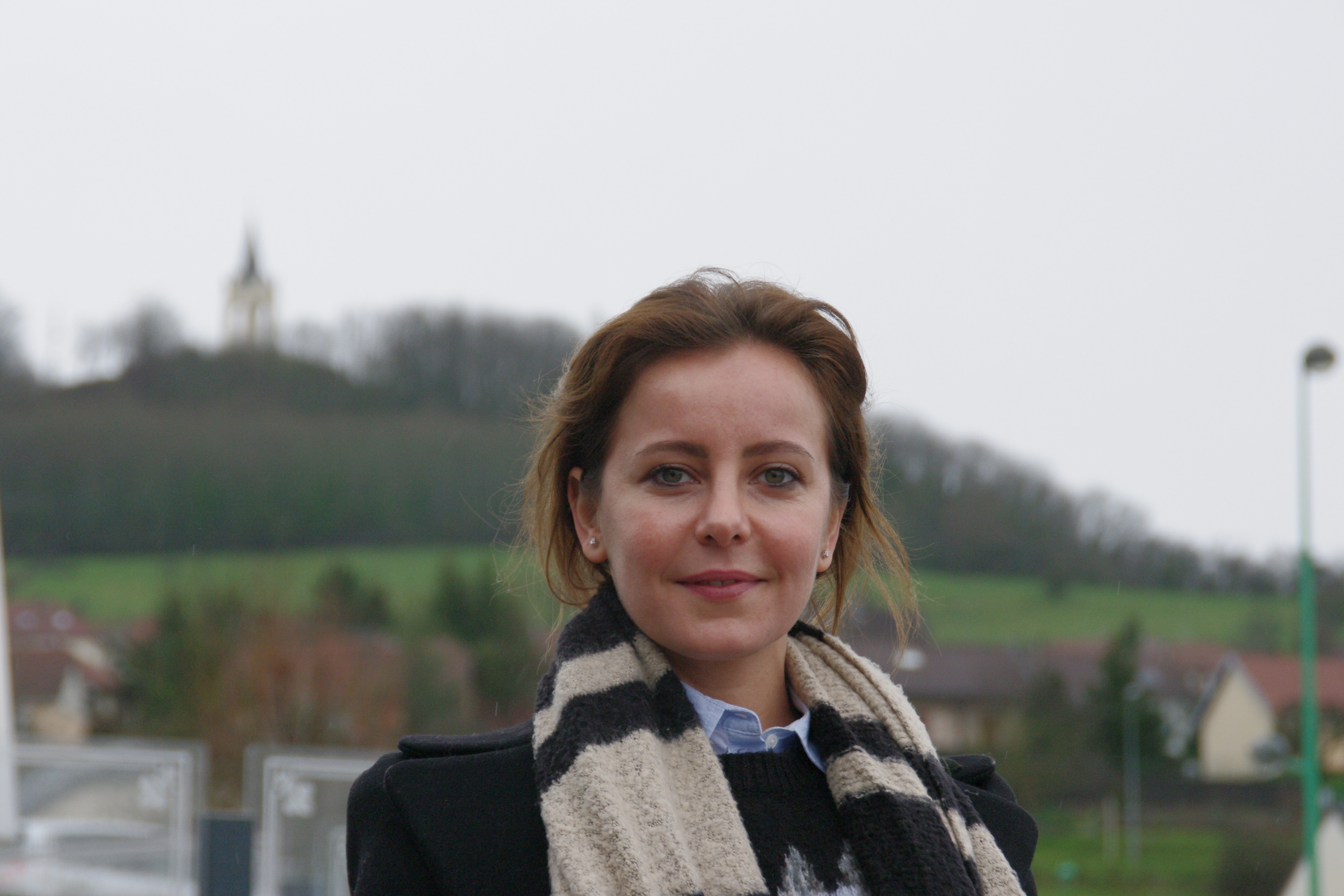
Vildan Atasever (* 1981)

- Atashi, Manouchehr (1931–2005), iranischer Dichter, Übersetzer und Literaturkritiker
- Atəşi, Nuridə (* 1965), aserbaidschanische Autorin und Prähistorikerin
- Atasoy, İlhan (* 1970), deutsch-türkischer Kabarettist, Satiriker und Vortragskünstler
- Atasoy, Nurhan (* 1934), türkische Kunsthistorikerin mit einem Fokus auf türkisch-islamische Kunst
- Atasoy, Salvador (* 1978), Schweizer Soziologe und Recherche-Journalist
- Atassi, Ali al- (* 1967), syrischer Journalist und Bürgerrechtler
- Atassi, Dschamal al- (1922–2000), syrischer Staatsmann
- Atassi, Haschim (1875–1960), syrischer Staatsmann
- Atassi, Nabil (* 1981), deutscher Arzt, Journalist und Moderator
- Atassi, Suheir (* 1971), syrischer Unternehmer und Dissident
- Atasü, Erendiz (* 1947), türkische Schriftstellerin
- Atatür, Mehmet K. (* 1947), türkischer Hydrobiologe und Herpetologe
- Atatürk, Mustafa Kemal (1881–1938), türkischer PolitikerMustafa Kemal Atatürk (1881–1938)

Mustafa Kemal Atatürk (1881–1938)

- Atav, Ayşin (* 1948), türkische Schauspielerin und Synchronsprecherin
- Atav, Müslüm (* 1981), österreichischer Fußballspieler
- Atavar, Michael, britischer Künstler
- Atawin, Wjatscheslaw Wladimirowitsch (* 1967), russischer Handballspieler
- Atawo, Raquel (* 1982), US-amerikanische Tennisspielerin
- Atay, Oğuz (1934–1977), türkischer Schriftsteller
- Atay, Selina (* 2001), türkische Tennisspielerin
- Atay, Ünal (* 1935), türkischer Fußballspieler
- Ataya, Rabih (* 1989), libanesischer Fußballspieler
- Atayan, Vahram (* 1972), deutscher Sprach- und Übersetzungswissenschaftler
- Ataýew, Merdan (* 1995), turkmenischer Schwimmer
- Ataýew, Öwezgeldi (* 1951), turkmenischer Politiker
- Ataýew, Toýly (* 1973), turkmenischer Diplomat
- Ataýewa, Aksoltan (* 1944), turkmenische Politikerin und Diplomatin
- Ataypapi (* 1998), deutscher Rapper
- Atazzi, Pietro (1786–1844), italienischer Mediziner

### Atb

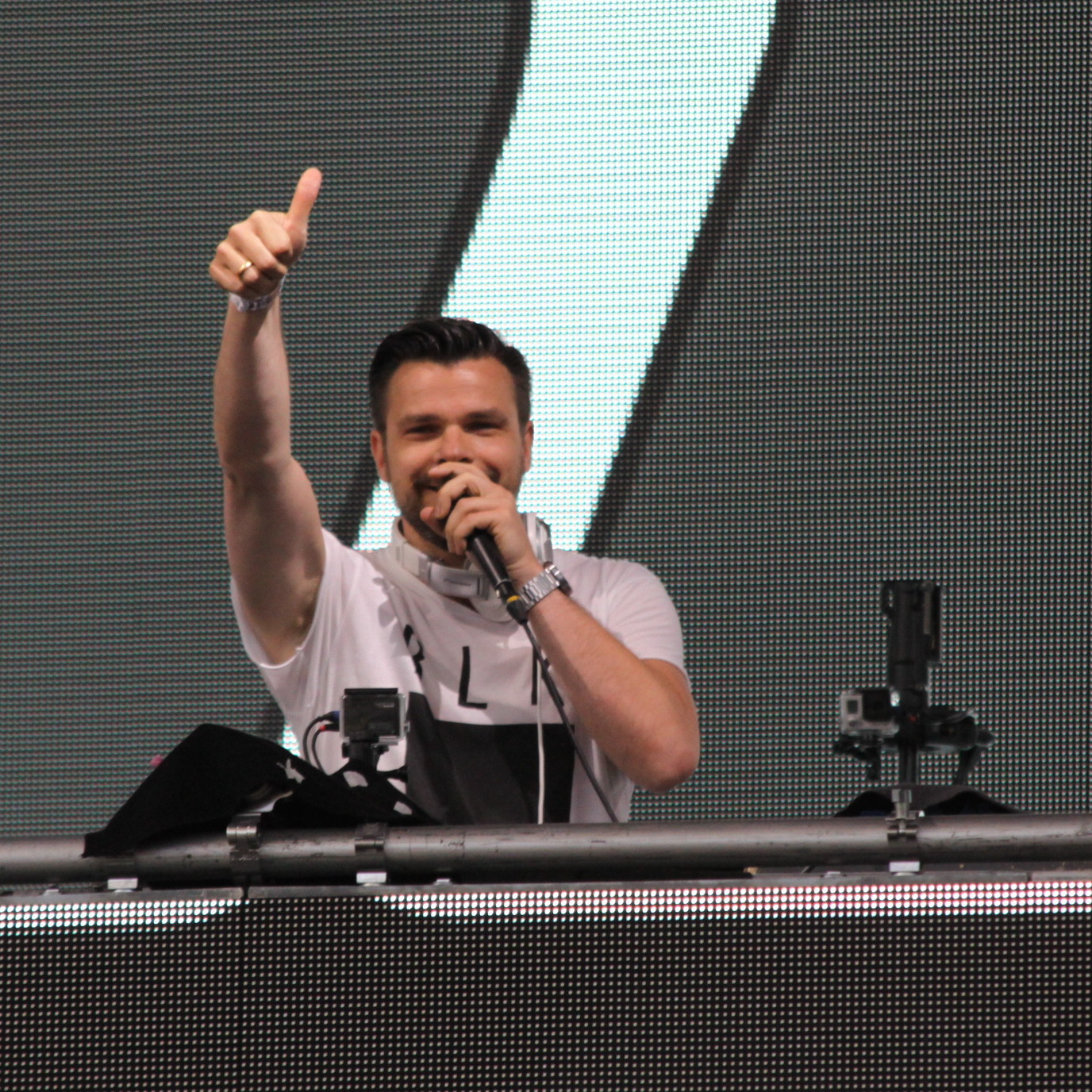
ATB (* 1973)

- ATB (* 1973), deutscher DJATB (* 1973)
- Aṭban, numidischer Steinmetz

### Atc
- Atçalı Kel Mehmet Efe (1780–1830), Zeybek
- Atché, Jane (1872–1937), französische Plakatkünstlerin
- Atcher, Bob (1914–1993), US-amerikanischer Country-Sänger
- Atcher, Randy (1918–2002), US-amerikanischer Country-Sänger und -Musiker
- Atcherley, Richard (1904–1970), britischer Offizier der Luftstreitkräfte des Vereinigten Königreichs
- Atcheson, George Jr. (1896–1947), US-amerikanischer Diplomat
- Atcheynum, Blair (* 1969), kanadischer Eishockeyspieler und -trainer
- Atchison, David Rice (1807–1886), US-amerikanischer Politiker
- Atchison, Tex (1912–1982), US-amerikanischer Country-Musiker
- Atcho, Pierre (* 1992), gabunischer Fußballschiedsrichter
- Atcho-Jaquier, Sarah (* 1995), Schweizer Sprinterin
- Atchugarry, Alejandro (1952–2017), uruguayischer Politiker

### Ate
- Ateba, Joseph Befe (1962–2014), kamerunischer Geistlicher, römisch-katholischer Bischof von Kribi
- Atede, Angela (* 1972), nigerianische Hürdenläuferin
- Ateed, deutsche Sängerin
- Atef, Emily (* 1973), deutsch-französische Regisseurin und Autorin
- Atef, Mohammed (1944–2001), ägyptischer TerroristMohammed Atef (1944–2001)

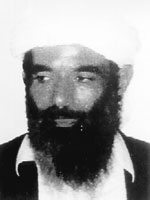
Mohammed Atef (1944–2001)

- Atef, Noha (* 1985), ägyptische politische Bloggerin und Journalistin
- Atef, Samaneh (* 1989), iranische Malerin und Künstlerin der Art Brut
- Atehortúa, Blas Emilio (1943–2020), kolumbianischer Komponist
- Atehortúa, Julián (* 1983), kolumbianischer Straßenradrennfahrer
- Ateius Capito, Gaius († 22), römischer Jurist und Politiker
- Ateius, Gaius, römischer Jurist
- Atelian, Taylor (* 1995), US-amerikanische Schauspielerin
- Atem, Gen (* 1967), Schweizer bildender Künstler, Performance-Künstler, Musiker, Schriftsteller und Zen-Meister
- Atem, Valentine (* 1978), kamerunischer Fußballspieler
- Ateman, Marcell (* 1994), US-amerikanischer American-Football-Spieler
- Atenstädt, Felix (1866–1943), deutscher Klassischer Philologe und Gymnasiallehrer
- Ateş, Ahmed (1911–1966), türkischer Orientalist und Erforscher der persischen Literatur
- Ateş, Atilla (* 1937), türkischer General
- Ateş, Berkay (* 1987), türkischer Schauspieler
- Ateş, Bülent (* 1942), türkischer Jazzmusiker (Schlagzeug)
- Ates, Burak (* 1994), Schweizer Schauspieler mit türkischen Wurzeln
- Ateş, Ceyda (* 1988), türkische Schauspielerin
- Ateş, Cihad (* 1998), türkischer Fußballspieler
- Ateş, Güler (* 1964), türkische Klassische Archäologin
- Ateş, Hakan (* 1988), türkischer Fußballspieler
- Ateş, Necati (* 1980), türkischer Fußballspieler
- Ateş, Ömer (* 1981), türkischer Fußballspieler
- Ates, Roscoe (1895–1962), US-amerikanischer Schauspieler und Sänger
- Ateş, Seyran (* 1963), deutsche Rechtsanwältin, Autorin und Frauenrechtlerin türkisch-kurdischer HerkunftSeyran Ateş (* 1963)

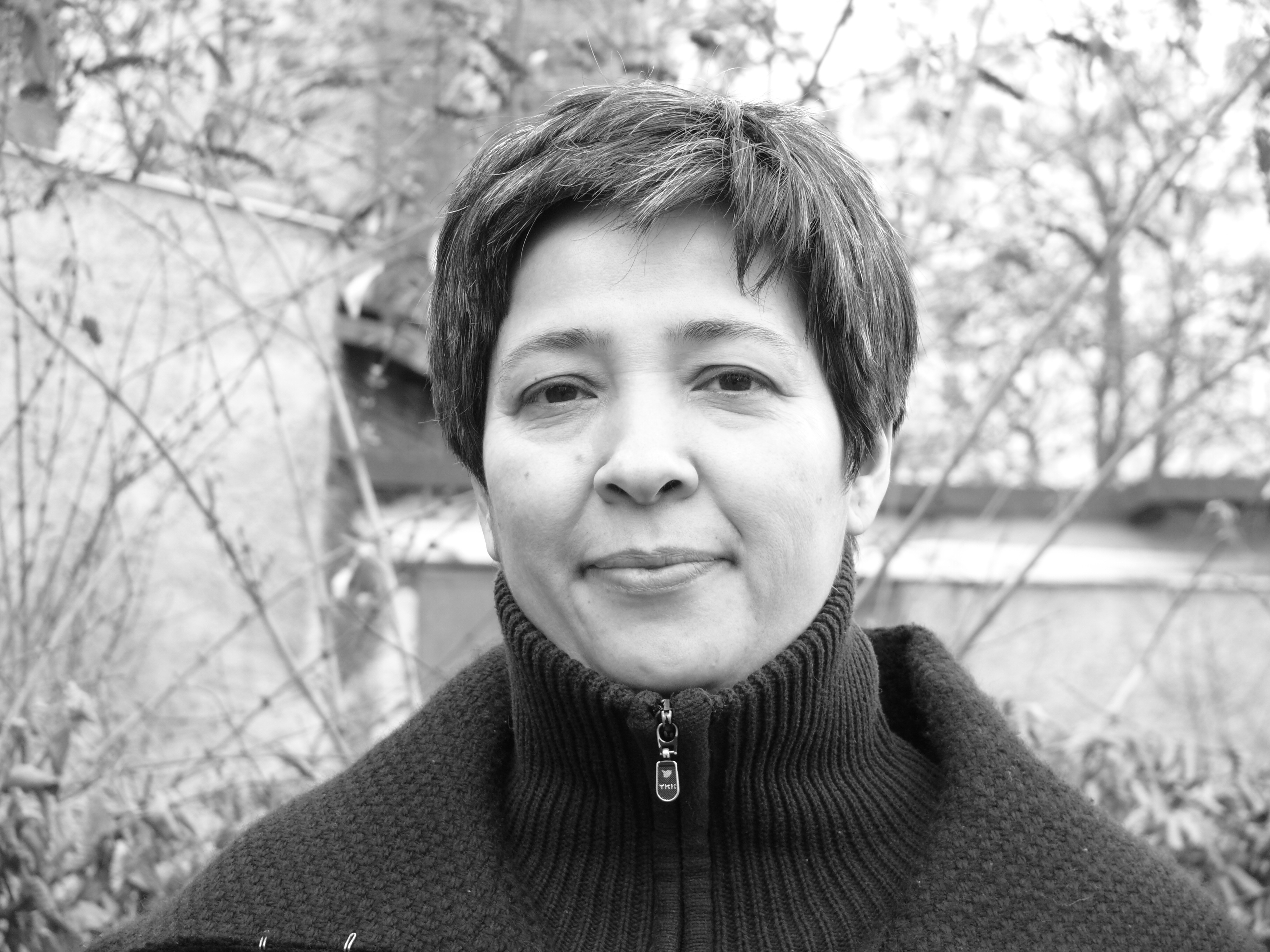
Seyran Ateş (* 1963)

- Ateş, Ufuk (* 1978), türkischer Fußballspieler
- Ateş, Utku (* 1990), türkischer Schauspieler
- Ateşçi, Mehmet (* 1987), deutscher Schauspieler
- Ateshbaz i-Veli, persönlicher Koch von Mevlana Dschalal ad-Din Rumi
- Ateşyan, Aram (* 1954), armenischer Patriarch
- Atezambong, Carine (* 1984), kamerunische Fußballschiedsrichterassistentin

### Atf
- Atfah, Lina (* 1989), syrische Lyrikerin und Autorin
- Atfaiyasch, Muhammad ibn Yūsuf († 1914), algerischer Rechtsgelehrter

### Atg
- Atger, Virginie (* 1984), französische Distanzreiterin
- Atger, Xavier (1758–1833), französischer Beamter, Kunstsammler und Mäzen
- Atget, Eugène (1857–1927), französischer Fotograf

### Ath
- Athai, Basilio (* 1956), myanmarischer Geistlicher, römisch-katholischer Erzbischof von Taunggyi
- Athaide, Dominic (1909–1982), indischer Ordensgeistlicher und römisch-katholischer Erzbischof von Agra
- Athaiya, Bhanu (1926–2020), indische Kostümbildnerin
- Athalarich (516–534), König der Ostgoten auf der italienischen Halbinsel
- Athale, Joseph (* 1995), neukaledonischer Fußballspieler
- Athanagild († 567), westgotischer König von Spanien
- Athanarich († 381), Richterkönig der Terwingen
- Athanas, Stephan (* 1960), Schweizer Musiker (E-Bass, Komposition)
- Athanasia von Ägina, Heilige
- Athanasiadis, Atha (* 1969), österreichischer Journalist
- Athanasiadis, Caroline (* 1980), österreichische Kabarettistin, Autorin, Musicaldarstellerin und SchauspielerinCaroline Athanasiadis (* 1980)

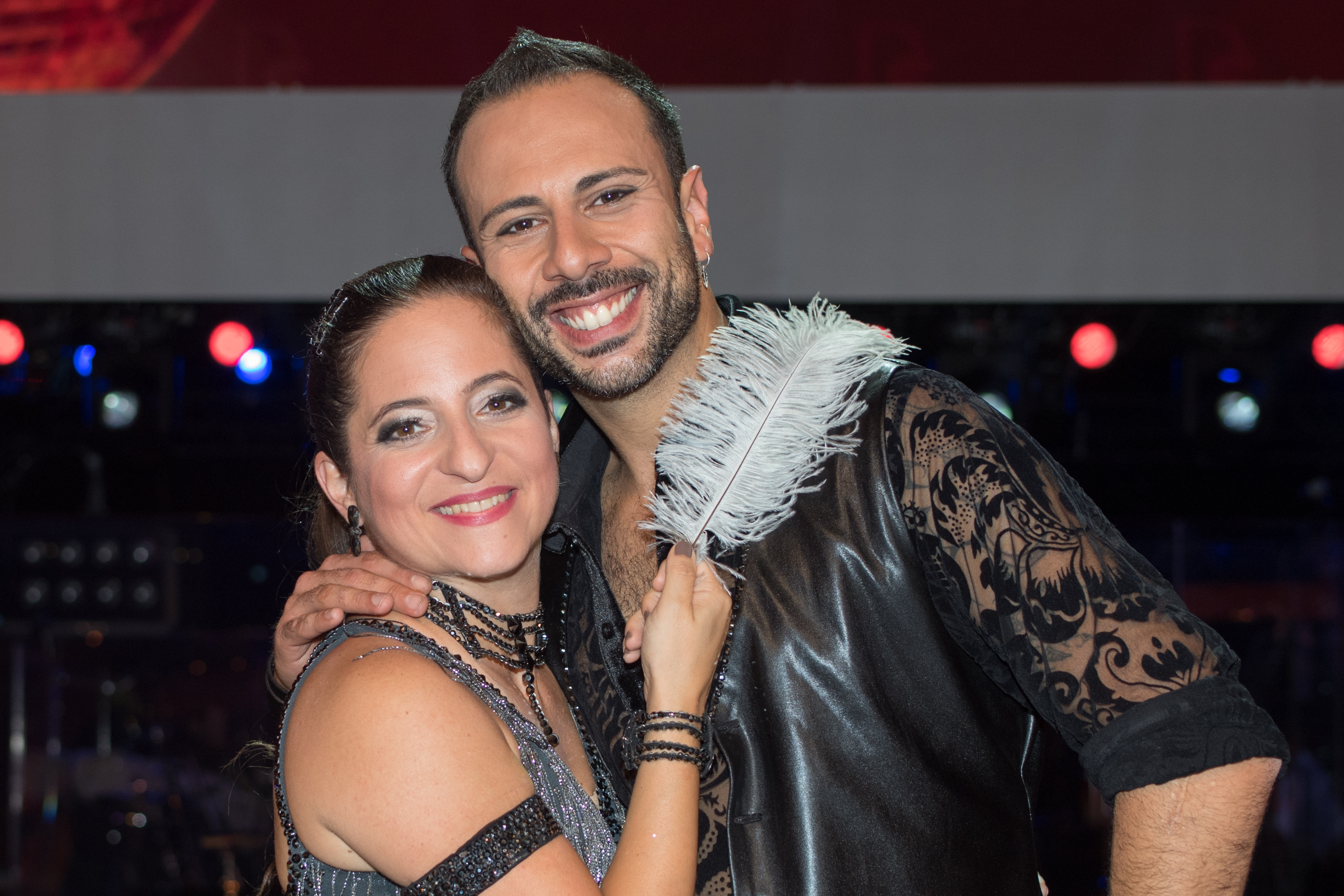
Caroline Athanasiadis (* 1980)

- Athanasiadis, Giorgos (* 1993), griechischer Fußballtorwart
- Athanasiadis, Marios (* 1986), zyprischer Mountainbiker und Straßenradrennfahrer
- Athanasiadis, Stefanos (* 1988), griechischer Fußballspieler
- Athanasiadis-Novas, Giorgos (1893–1987), griechischer Politiker und Ministerpräsident
- Athanasiadou, Anna (* 1981), griechische Gewichtheberin
- Athanasieff, Wassilij (1788–1823), Erzpriester, Hofkaplan von Katharina Pawlowna, Gründer der russisch-orthodoxen Gemeinde in Stuttgart
- Athanasio, Mitri Haji (* 1937), syrischer Priester der Melkitischen Griechisch-Katholischen Kirche
- Athanasios Athonitis, byzantinischer Mönch, der das Kloster Megisti Lavra auf dem Berg Athos gründete
- Athanasios I. (1230–1310), Patriarch von Konstantinopel, Heiliger der griechisch-orthodoxen Kirche
- Athanasios II. († 1244), griechischer Patriarch von Jerusalem
- Athanasios III., Patriarch von Alexandria
- Athanasios IV. Dabbas (1647–1724), Patriarch von Antiochia
- Athanasios Parios († 1813), griechischer Priestermönch, Lehrer, theologischer Schriftsteller, Heiliger der Griechisch-orthodoxen Kirche
- Athanasios Rhetor († 1663), zypriotischer Priester
- Athanasiou, Andreas (* 1994), kanadischer Eishockeyspieler
- Athanasiou, Stefanos (* 1981), deutscher orthodoxer Theologe
- Athanasiu, Alexandru (* 1955), rumänischer Politiker, MdEP und Jurist
- Athanasius, Bischof von Speyer
- Athanasius (1923–2000), ägyptischer koptisch-orthodoxer Bischof und Ordensgründer
- Athanasius der Große († 373), Bischof von Alexandria in ÄgyptenAthanasius der Große († 373)

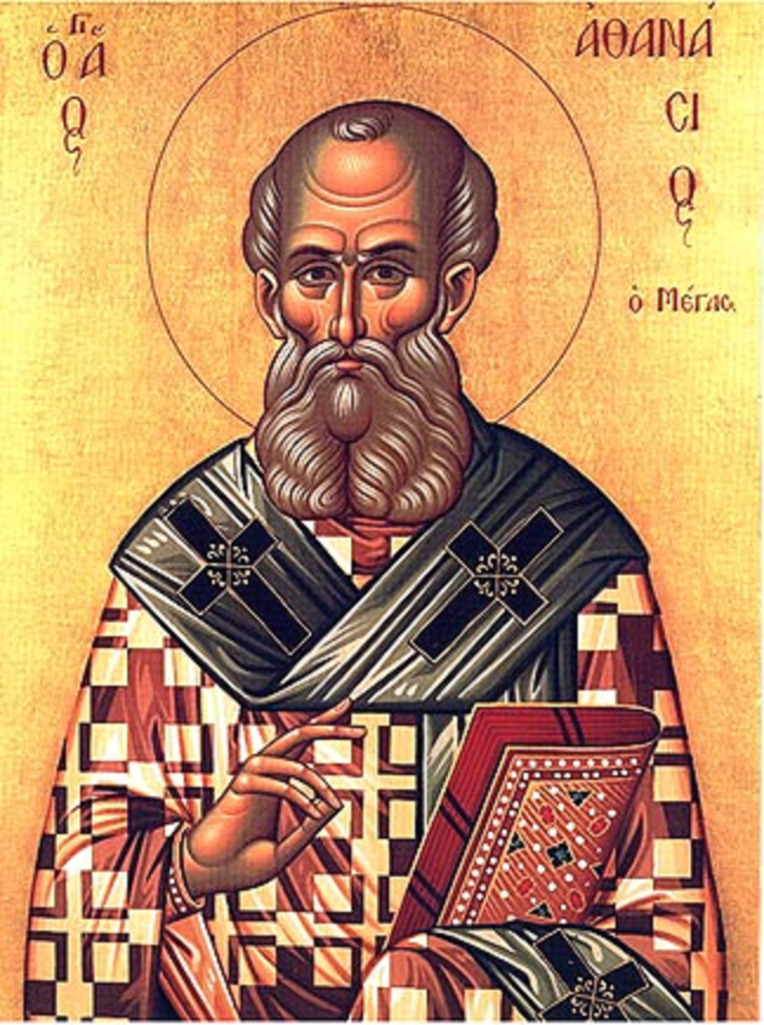
Athanasius der Große († 373)

- Athanasopoulos, Giannis (* 1978), griechischer Volleyball-Trainer
- Athanasopoulos, Sotirios, griechischer Turner
- Athanasopoulou, Maria, griechische Neogräzistin und Komparatistin
- Athanasov, Mikuláš (1930–2005), tschechoslowakischer Ringer
- Athanassiadi, Polymnia (* 1946), griechische Althistorikerin und Religionshistorikerin
- Athanassoulas, Lambros (* 1976), griechischer Rallyefahrer
- Athanis, antiker griechischer Geschichtsschreiber auf Sizilien
- Athanodoros, griechischer Bildhauer
- Athanodoros aus Achaia, griechischer Bildhauer
- Athans, Gary (* 1961), kanadischer Skirennläufer
- Athans, Greg (1955–2006), kanadischer Freestyle-Skisportler und Wasserskiläufer
- Athans, Peter (* 1957), US-amerikanischer Bergsteiger
- Athapaththu, Chamari (* 1990), sri-lankische Cricketspielerin
- Atharid, Herrscher der Terwingen
- Athatcha Rahongthong (* 1997), thailändischer Fußballspieler
- Athaulf († 415), Herrscher der Westgoten
- Athavale, Shantaram (1910–1975), indischer Liedtexter, Filmregisseur, Dokumentarfilmer, Dichter und Autor
- Atheas († 339 v. Chr.), skythischer König
- Athekame, Zachary (* 2004), Schweizer Fussballspieler
- Athelwold, Bischof von Carlisle
- Athena (* 1988), US-amerikanische WrestlerinAthena (* 1988)

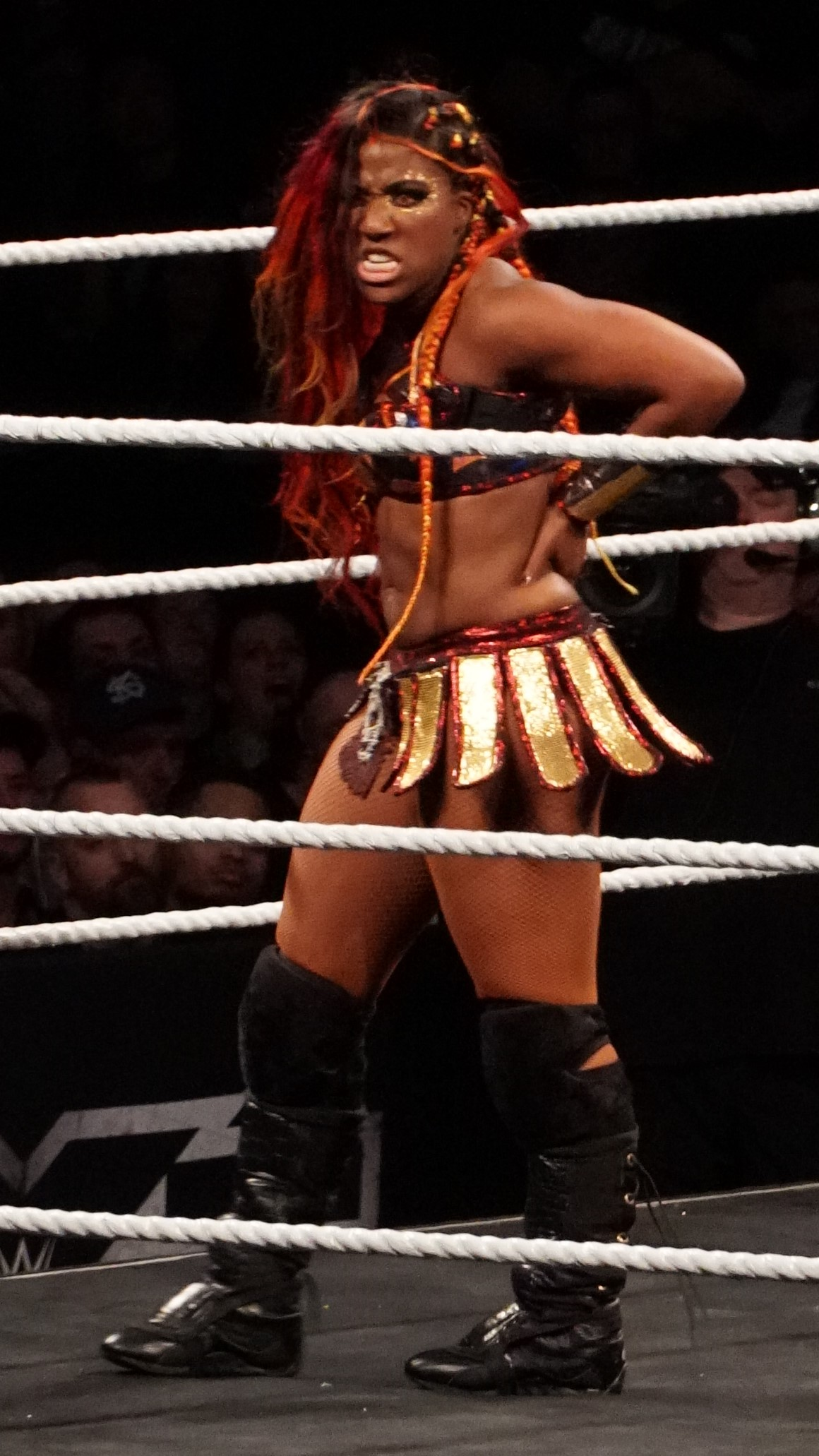
Athena (* 1988)

- Athena zu Dänemark (* 2012), Tochter von Joachim zu Dänemark und Marie von Dänemark
- Athena-Maler, attisch-schwarzfiguriger Vasenmaler
- Athenades, antiker griechischer Goldschmied
- Athenagoras, antiker griechischer Zimmermann
- Athenagoras von Athen, griechischer christlich-platonischer Philosoph
- Athenaios, griechischer Militärschriftsteller
- Athenaios, griechischer Rhetor und Grammatiker
- Athenaios von Attaleia, antiker griechischer Mediziner
- Athénas, Georges (1877–1953), französischer Schriftsteller, Historiker und Kunstkritiker
- Athenion, griechischer Rhetor und ephemerer Tyrann Athens
- Athenion, ptolemäischer Stratege
- Athenion († 101 v. Chr.), Anführer der Sklaven im zweiten römischen Sklavenkrieg
- Athenobios, seleukidischer General
- Athenodoros, griechischer Offizier im Heer Alexanders des Großen
- Athenodoros Kananites, stoischer Philosoph
- Athenodorus († 497), oströmischer Rebell in Isaurien
- Athenodorus von Byzanz († 148), Bischof von Byzanz
- Athenokles, antiker griechischer Toreut
- Athens, Andrew (1921–2013), US-amerikanischer Geschäftsmann, Philanthrop und Kriegsveteran griechischer Abstammung
- Athenstädt, Christina (* 1979), deutsche Schauspielerin
- Athenstedt, Dieter (1922–2015), deutscher Fechter und Fechttrainer
- Athequa, George († 1537), römisch-katholischer Bischof von Llandaff
- Atherfold, Nigel (* 1963), neuseeländischer Ruderer
- Atherley, Michelle (* 1995), US-amerikanische Siebenkämpferin
- Atherley, Robert (1878–1963), englischer Fußballspieler
- Atherly, Courtney (1948–2000), guyanischer Boxer
- Atherly, Ian (* 1954), Radrennfahrer aus Trinidad und Tobago
- Atherstone, Edwin (1788–1872), englischer Dichter
- Atherstone, William Guybon (1814–1898), südafrikanischer Arzt, Paläontologe und Geologe
- Atherton, Alfred (1921–2002), US-amerikanischer Diplomat
- Atherton, Charles G. (1804–1853), US-amerikanischer Politiker
- Atherton, Charles Humphrey (1773–1853), US-amerikanischer Politiker
- Atherton, Claire (* 1963), französisch-amerikanische Filmeditorin
- Atherton, Dan (* 1982), britischer Mountainbiker
- Atherton, David (* 1944), britischer Dirigent
- Atherton, Gee (* 1985), britischer MountainbikefahrerGee Atherton (* 1985)

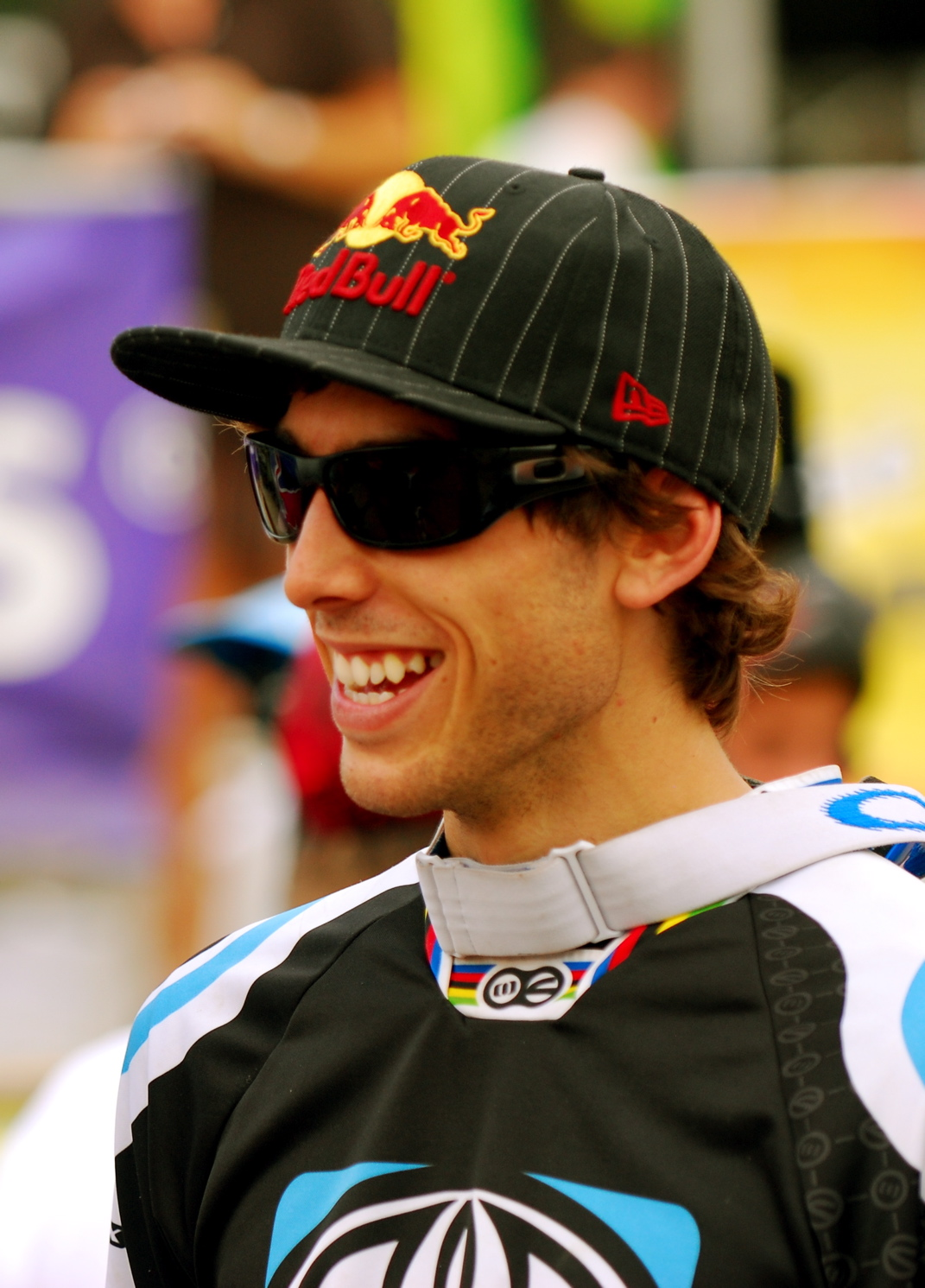
Gee Atherton (* 1985)

- Atherton, Gertrude (1857–1948), US-amerikanische Schriftstellerin
- Atherton, Gibson (1831–1887), US-amerikanischer Politiker
- Atherton, Howard (* 1947), britischer Kameramann
- Atherton, Jack (1917–1961), englischer Fußballspieler
- Atherton, John (1598–1640), englischer anglikanischer Bischof
- Atherton, John (1837–1913), britisch-australischer Entdecker
- Atherton, Nancy (* 1955), US-amerikanische Krimiautorin
- Atherton, Peter (* 1970), englischer Fußballspieler
- Atherton, Rachel (* 1987), britische Mountainbikefahrerin
- Atherton, Ray (1883–1960), US-amerikanischer Architekt und Diplomat
- Atherton, Ted (* 1962), kanadischer Schauspieler, Drehbuchautor, Autor von Theaterstücken und ehemaliger Englischlehrer
- Atherton, William (* 1947), US-amerikanischer FilmschauspielerWilliam Atherton (* 1947)

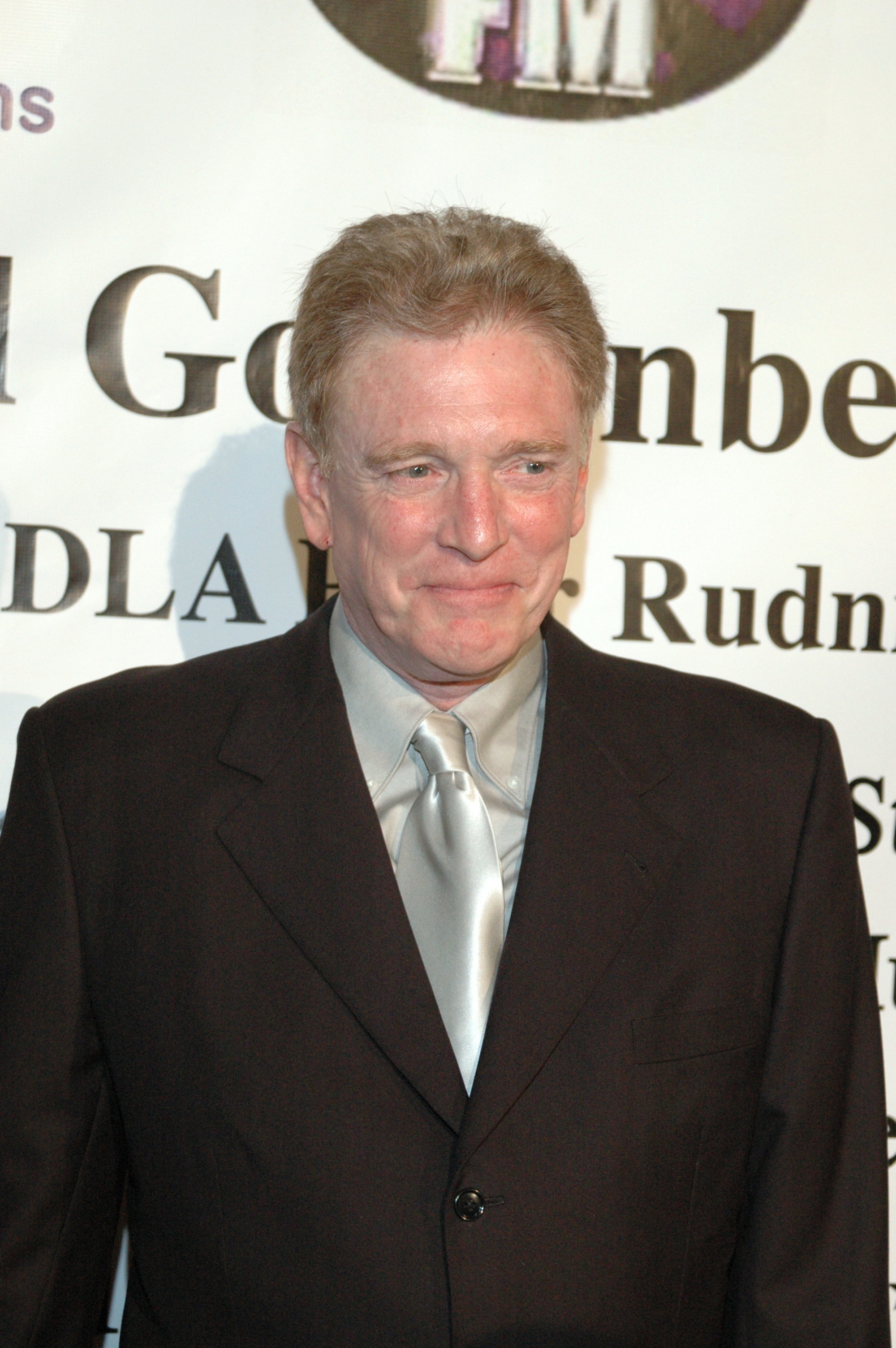
William Atherton (* 1947)

- Atherton-Smith, Aline (* 1875), britische Quäkerin
- Athey, Ron (* 1961), US-amerikanischer Performancekünstler und Musiker
- Athey, Susan (* 1970), US-amerikanische Wirtschaftswissenschaftlerin
- Athfield, Ian (1940–2015), neuseeländischer Architekt
- Athias, Josef († 1700), hebräischer Drucker, Kaufmann und Verleger in Amsterdam
- Athibordee Atirat (* 1992), thailändischer Fußballspieler
- Athie, Mamoudou (* 1988), mauretanisch-US-amerikanischer Schauspieler
- Athié, Sebastián (1995–2020), mexikanischer Fernsehschauspieler und Sänger
- Athikalam, James (* 1958), indischer Ordensgeistlicher, syro-malabarischer Bischof von Sagar
- Athill, Diana (1917–2019), britische Verlegerin, Autorin, Memoirenschreiberin und Literaturkritikerin
- Athinagoras (1886–1972), Patriarch von Konstantinopel (1948–1972)Athinagoras (1886–1972)

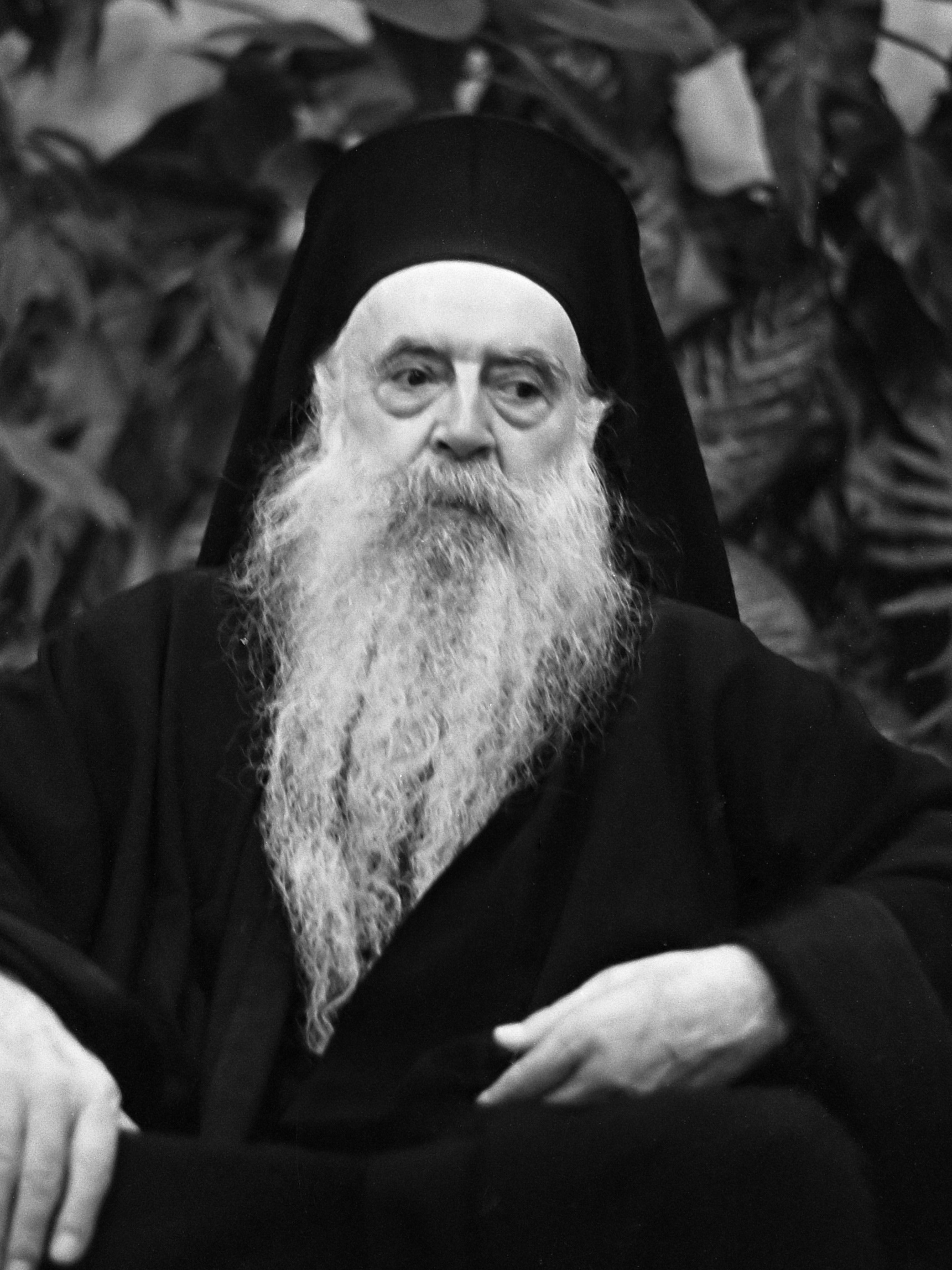
Athinagoras (1886–1972)

- Athinaiou, Ioannis (* 1988), griechischer Basketballspieler
- Athing, Gerhard (* 1945), deutscher Jurist, Richter am Bundesgerichtshof
- Athipozhiyil, Stephen (1944–2022), indischer Geistlicher und römisch-katholischer Bischof von Alleppey
- Athīr al-Dīn al-Abharī, Mathematiker, Astronom und Philosoph
- Athirajendra Chola († 1070), indischer Herrscher
- Athirat Jantrapho (* 2006), thailändischer Fußballspieler
- Athirson (* 1977), brasilianischer Fußballspieler
- Athit Wisetsilpa (* 1993), thailändischer Fußballspieler
- Athittayawong (* 1618), König von Ayutthaya in Siam
- Athiwat Hamarn (* 2001), thailändischer Fußballspieler
- Athiwat Poolsawat (* 1997), thailändischer Fußballspieler
- Athmani, Skander Djamil (* 1992), algerischer Leichtathlet
- Athmstett, Johann, oberösterreichischer Landesphysikus, Medicus in Perg in Oberösterreich und auch Leibarzt von Kaiser Rudolf II. in Prag
- Athor Deng, George (1962–2011), südsudanesischer Politiker, führt Rebellion gegen südsudanesische Regierung
- Athos d’Autevielle, Armand de Sillègue d’ (1615–1645), französischer Musketier
- Athreya, Krishna B. (1939–2023), indischer Mathematiker
- Athulf, Bischof von Hereford

### Ati
- Ati Zigi, Lawrence (* 1996), ghanaischer FußballspielerLawrence Ati Zigi (* 1996)

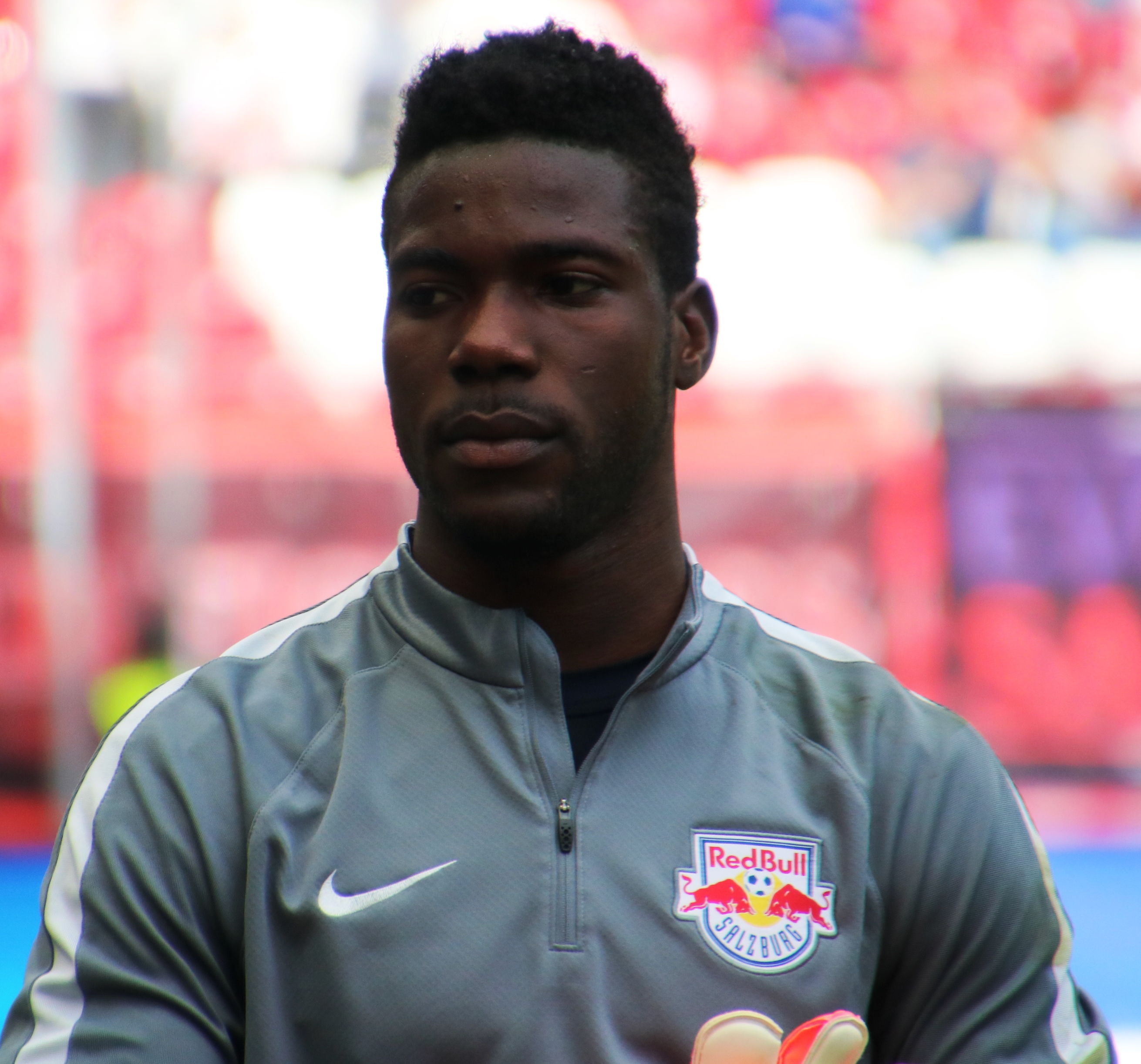
Lawrence Ati Zigi (* 1996)

- Atia († 43 v. Chr.), Mutter des römischen Kaisers Augustus
- Atia, Yossi (* 1979), israelischer Künstler
- Atiabou, Benjamin (* 2004), österreichischer Fußballspieler
- Atias, Ariel (* 1970), israelischer Politiker (Knesset)
- Atias, Ariel (* 1999), israelischer Leichtathlet
- Atias, Israel (* 1987), israelischer Schauspieler
- Atias, Moran (* 1981), israelische Fernseh- und Filmschauspielerin sowie Model
- Atici, Mustafa (* 1969), Schweizer Politiker (SP)
- Atiemwen, Iyayi (* 1996), nigerianischer Fußballspieler
- Atieno, Martha (* 1956), kenianische Leichtathletin
- Atieno, Nicole (* 1997), deutsches Model
- Atieno, Taiwo (* 1985), kenianischer Fußballspieler
- Atienza Serna, Jesús (* 1944), spanischer Botschafter
- Atienza, Ángel (1931–2015), spanischer Fußballspieler
- Atienza, Arnold (* 1972), philippinischer Sportler, Politiker und Nachrichtensprecher
- Atienza, Daniel (* 1974), spanischer Radrennfahrer
- Atienza, Narcisa (* 1979), philippinische Leichtathletin
- Atif, Manzoor Hussain (1928–2008), pakistanischer Hockeyspieler und Sportfunktionär
- Atijas, Anabela (* 1975), bosnische Pop-Sängerin
- Atik, Barış (* 1995), türkisch-deutscher FußballspielerBarış Atik (* 1995)

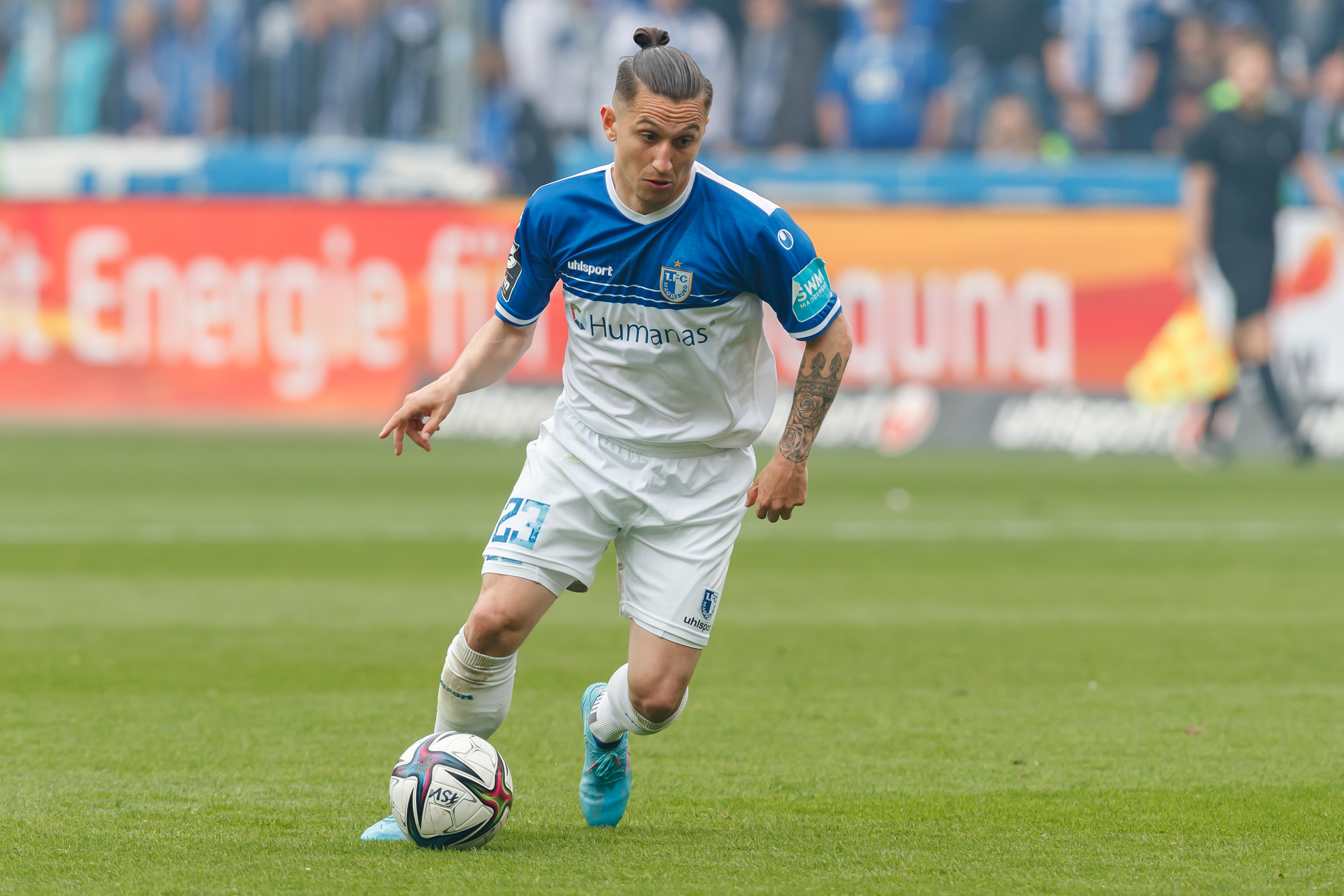
Barış Atik (* 1995)

- Atik, Celal (1918–1979), türkischer Ringer
- Atik, Fatih (* 1984), türkisch-französischer Fußballspieler
- Atik, Neşe (* 1954), türkische Klassische Archäologin
- Atik, Rita (* 1997), marokkanische Tennisspielerin
- Atika, Aure (* 1970), französische Filmschauspielerin und RegisseurinAure Atika (* 1970)

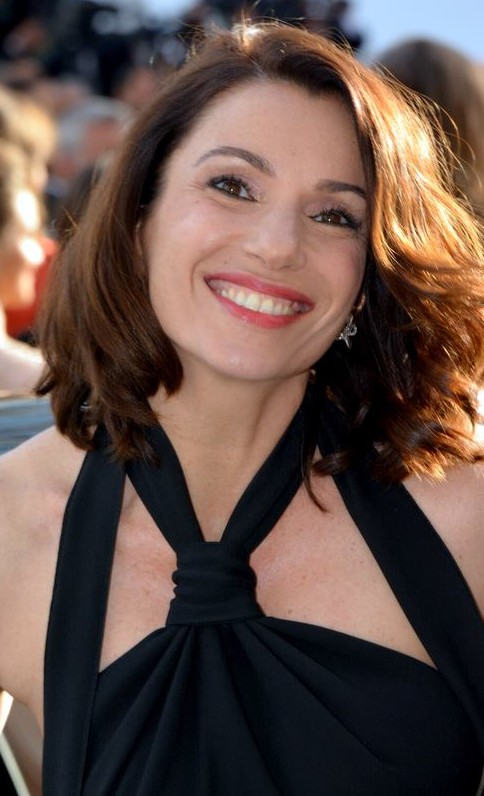
Aure Atika (* 1970)

- Atiker, Ömer (* 1969), deutscher Sachbuchautor
- Atikhun Meethoum (* 1995), thailändischer Fußballspieler
- Atiksoy, Yıldız Çağrı (* 1986), türkische Schauspielerin
- Atila, Cengiz (* 1966), türkischer Fußballspieler
- Atila, Jessy (* 1987), belgische Fußballspielerin
- Atilano, Carlos (* 1952), venezolanischer Komponist und Gitarrist
- Atılgan, Kürşat (* 1956), türkischer Politiker und Parlamentsabgeordneter der MHP
- Atilgan, Osman (* 1999), deutscher Fußballspieler
- Atılgan, Yusuf (1921–1989), türkischer Schriftsteller
- Atilhan, Cevat Rıfat (1892–1967), türkischer Schriftsteller und Militär
- Atilius, römischer Dramatiker
- Atilius Barbarus, Gaius, Konsul 71
- Atilius Caiatinus, Aulus, römischer Konsul, Feldherr in Italien (um 250 v. Chr.)
- Atilius Regulus Calenus, Marcus, römischer Konsul 335 v. Chr.
- Atilius Regulus, Gaius, römischer Konsul 257 und 250 v. Chr.
- Atilius Regulus, Gaius († 225 v. Chr.), römischer Konsul 225 v. Chr.

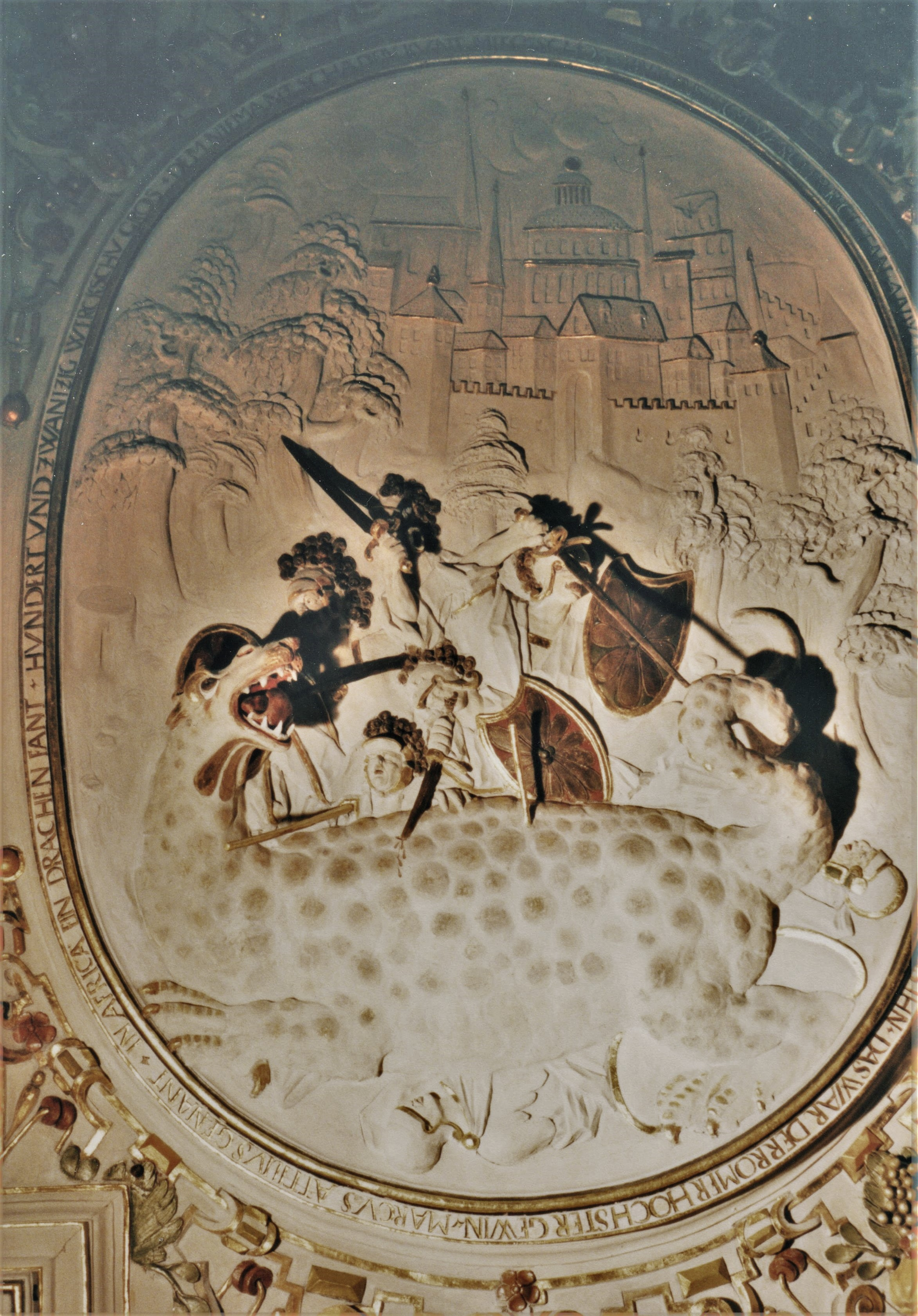
Marcus Atilius Regulus

- Atilius Regulus, Marcus, römischer Konsul 227 und 217 v. Chr., Zensor 214 v. Chr.
- Atilius Regulus, Marcus, römischer Politiker und FeldherrMarcus Atilius Regulus
- Atilius Regulus, Marcus, römischer Konsul 294 v. Chr. und Prätor 293 v. Chr.
- Atilius Rufus Titianus, Titus, römischer Politiker, Konsul (127)
- Atilius Rufus, Titus, römischer Statthalter
- Atilius Serranus, Aulus, römischer Konsul 170 v. Chr.
- Atilius Serranus, Gaius, römischer Suffektkonsul (120)
- Atilius Serranus, Sextus, römischer Politiker, Konsul 136 v. Chr.
- Atilius, Lucius, römischer Militär
- Atilius, Lucius, römischer Prätor 197 v. Chr.
- Atilius, Lucius, römischer Volkstribun 210 v. Chr.
- Atilius, Lucius, römischer Volkstribun 311 v. Chr.
- Atilius, Lucius († 216 v. Chr.), römischer Quästor 216 v. Chr.
- Atilla, Can (* 1969), türkischer Komponist und Musiker
- Atilla, Onur (* 1986), türkischer Schauspieler
- Atine-Venel, Teddy (* 1985), französischer Sprinter
- Atinius Paternus, Aulus, römischer Offizier (Kaiserzeit)
- Atipat Rojanapaibulya, thailändischer Diplomat und Botschafter
- Atiq-uz-Zaman (* 1975), pakistanischer Cricketspieler und Trainer
- Atisha (980–1054), indischer Pandit und Abt der Klosteruniversität von Vikramashila
- Atisha Contreras, Moisés Carlos (* 1969), chilenischer Geistlicher, römisch-katholischer Bischof von San Marcos de Arica
- Atit Daosawang (* 1992), thailändischer Fußballspieler
- Atius Anteros, Marcus, antiker römischer Toreut oder Händler
- Atius Balbus, Marcus, römischer Prätor und Großvater des Kaisers Augustus
- Atius Dometius, Marcus, antiker römischer Toreut oder Händler
- Atiya, Aziz (1898–1988), ägyptischer Koptologe und Historiker
- Atiyah, Michael Francis (1929–2019), britischer MathematikerMichael Francis Atiyah (1929–2019)
- Atiyeh, Joseph (* 1957), syrischer Ringer

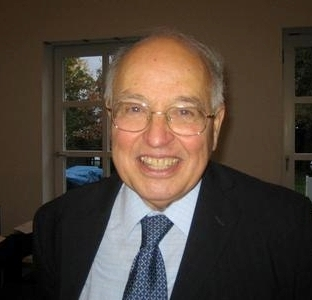
Michael Francis Atiyah (1929–2019)

- Atiyeh, Victor G. (1923–2014), US-amerikanischer Politiker
- Atizyes († 333 v. Chr.), Satrap von Phrygien

### Atj
- Atja, Esra († 1970), israelischer ultraorthodoxer Rabbiner
- Atjuschow, Witali Georgijewitsch (* 1979), russischer Eishockeyverteidiger

### Atk
- Atkeson, William O. (1854–1931), US-amerikanischer Politiker
- Atkey, Ronald (1942–2017), kanadischer Politiker, Jurist und Hochschullehrer
- Atkielski, Roman Richard (1898–1969), US-amerikanischer Geistlicher und Weihbischof in Milwaukee
- Atkin, A. O. L. (1925–2008), britisch-US-amerikanischer Mathematiker
- Atkin, Fred (1886–1964), englischer Fußballspieler
- Atkin, Harvey (1942–2017), kanadischer Filmschauspieler und Synchronsprecher
- Atkin, Isabel (* 1998), britische Freestyle-Skisportlerin
- Atkin, James, Baron Atkin (1867–1944), britischer Jurist
- Atkin, Jen, Hairstylistin, Unternehmerin und Kolumnistin
- Atkın, Kadir (* 1989), türkischer Fußballspieler
- Atkin, Laurie, Techniker
- Atkin, Sam (* 1993), britischer Langstreckenläufer
- Atkin, Zoe (* 2003), britische Freestyle-Skisportlerin
- Atkine, Féodor (* 1948), französischer Schauspieler
- Atkins, Anna (1799–1871), englische Botanikerin, Illustratorin und Fotopionierin
- Atkins, Ariel (* 1996), US-amerikanische Basketballspielerin
- Atkins, Benjamin (1968–1997), US-amerikanischer Serienmörder
- Atkins, Boyd (1900–1965), US-amerikanischer Jazzmusiker
- Atkins, Chester G. (* 1948), US-amerikanischer Politiker
- Atkins, Chet (1924–2001), US-amerikanischer Country-Musiker und Musikproduzent
- Atkins, Christopher (* 1961), US-amerikanischer SchauspielerChristopher Atkins (* 1961)

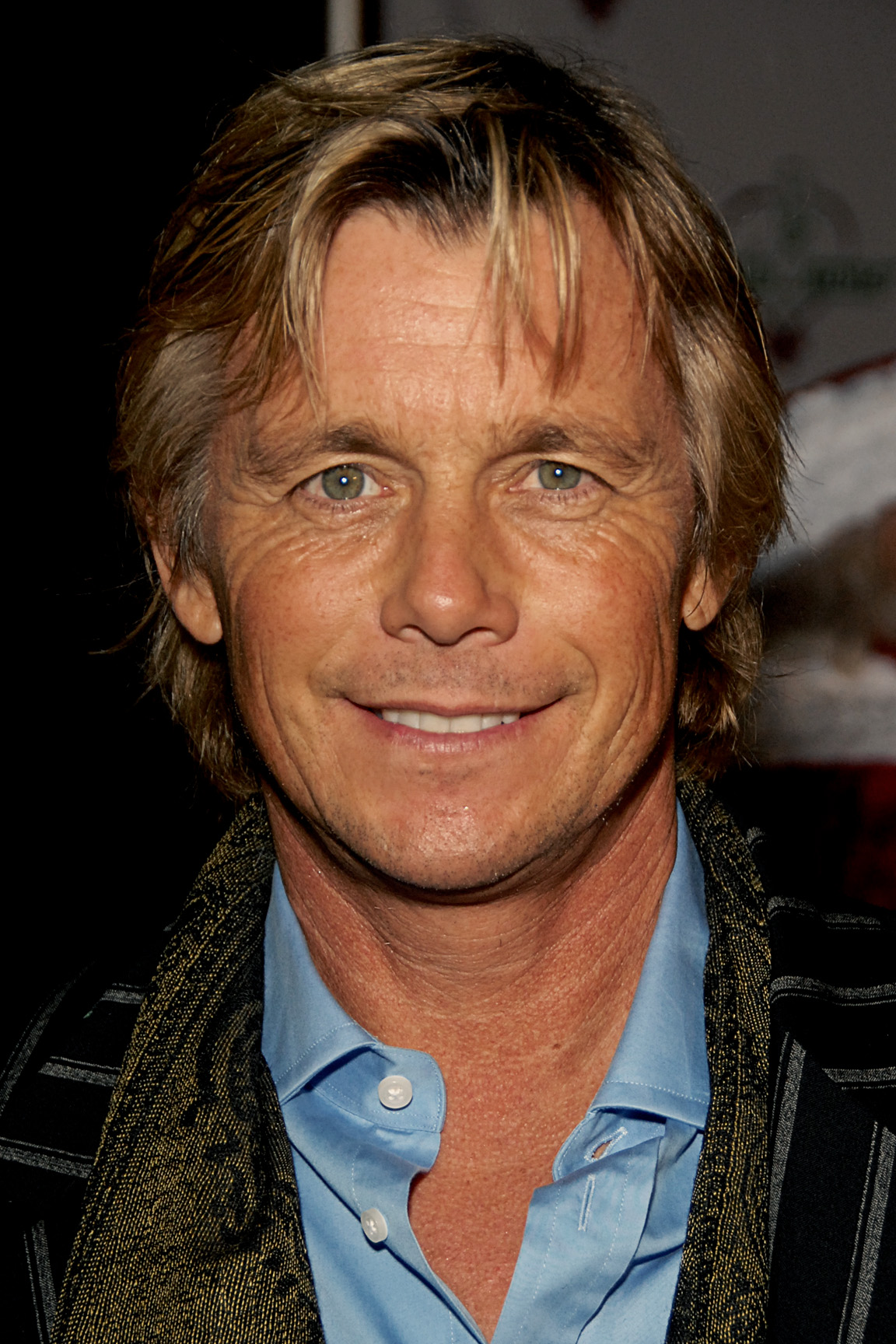
Christopher Atkins (* 1961)

- Atkins, Chucky (* 1974), US-amerikanischer Basketballspieler
- Atkins, Dana T. (* 1955), US-amerikanischer Offizier, Generalleutnant der US Air Force
- Atkins, Daryl (* 1978), US-amerikanischer Krimineller
- Atkins, David (* 1955), australischer Regisseur, Produzent und Choreograf
- Atkins, Derrick (* 1984), bahamaischer Leichtathlet
- Atkins, Doug (1930–2015), US-amerikanischer Footballspieler
- Atkins, Ed (* 1982), britischer Künstler
- Atkins, Eileen (* 1934), britische SchauspielerinEileen Atkins (* 1934)

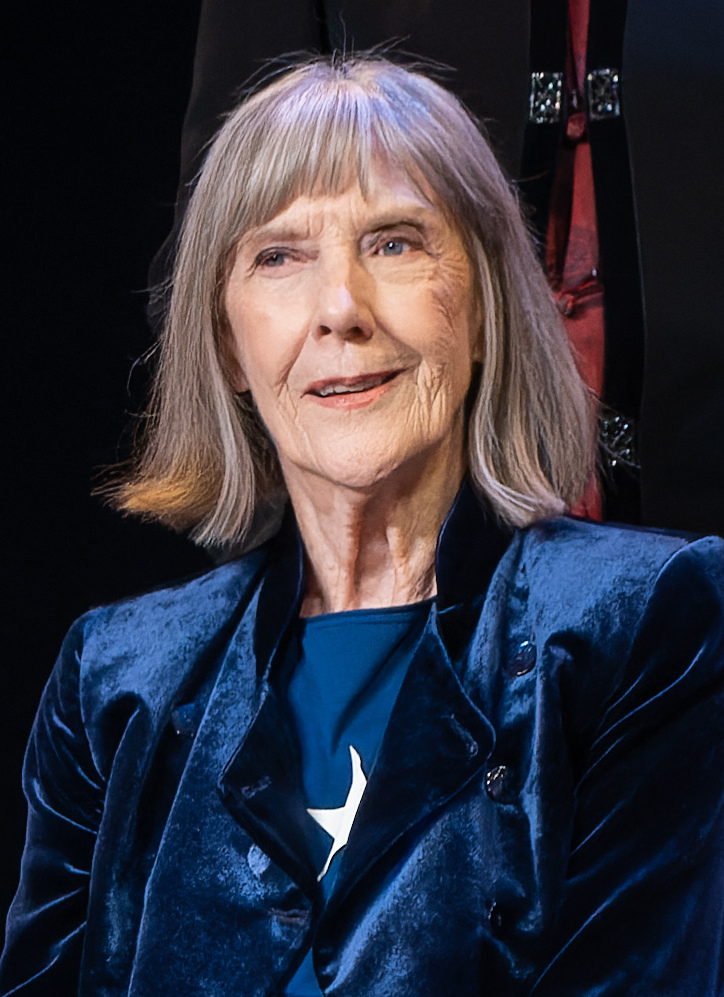
Eileen Atkins (* 1934)

- Atkins, Essence (* 1972), US-amerikanische Schauspielerin
- Atkins, Fred (* 1944), australischer Radrennfahrer
- Atkins, Geno (* 1988), US-amerikanischer American-Football-Spieler
- Atkins, Henry Ernest (1872–1955), englischer Schachspieler
- Atkins, Humphrey (1922–1996), britischer Politiker (Conservative Party), Mitglied des House of Commons
- Atkins, Ian (* 1957), englischer Fußballspieler und -trainer
- Atkins, Ivor (1869–1953), walisischer Organist, Chordirigent und Komponist
- Atkins, Jeanne, US-amerikanische Politikerin
- Atkins, Jill (* 1963), britische Feldhockeyspielerin
- Atkins, Jim, US-amerikanischer Country-Musiker
- Atkins, Joanna (* 1989), US-amerikanische Sprinterin
- Atkins, John (* 1942), britischer Radrennfahrer
- Atkins, John DeWitt Clinton (1825–1908), US-amerikanischer Politiker
- Atkins, Juan (* 1962), US-amerikanischer Techno Musiker und Produzent
- Atkins, Kyle (* 1986), US-amerikanischer Fußballschiedsrichterassistent
- Atkins, Lexi (* 1993), US-amerikanische Filmschauspielerin und Sängerin
- Atkins, Mark, US-amerikanischer Kameramann, Filmregisseur, Drehbuchautor und Filmeditor
- Atkins, Mark (* 1957), australischer Musiker und Künstler
- Atkins, Mark (* 1968), englischer Fußballspieler
- Atkins, Martin (* 1965), englischer Dartspieler
- Atkins, Martin (* 1975), englischer Dartspieler
- Atkins, Peter (* 1940), britischer Chemiker und LehrbuchautorPeter Atkins (* 1940)

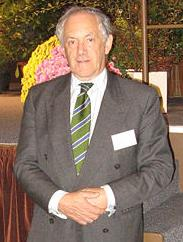
Peter Atkins (* 1940)

- Atkins, Peter (* 1955), britischer Drehbuchautor
- Atkins, Robert (1930–2003), US-amerikanischer Kardiologe und Ernährungswissenschaftler
- Atkins, Robert (* 1946), britischer Politiker, Mitglied des House of Commons, MdEP
- Atkins, Rodney (* 1969), US-amerikanischer Countrysänger
- Atkins, Ronald (1936–2025), britischer Jazzautor
- Atkins, Ronnie (* 1964), dänischer Sänger
- Atkins, Roxanne (1912–2002), kanadische Hürdenläuferin
- Atkins, Sharif (* 1975), US-amerikanischer Filmschauspieler und Filmproduzent
- Atkins, Susan (1948–2009), US-amerikanische MörderinSusan Atkins (1948–2009)

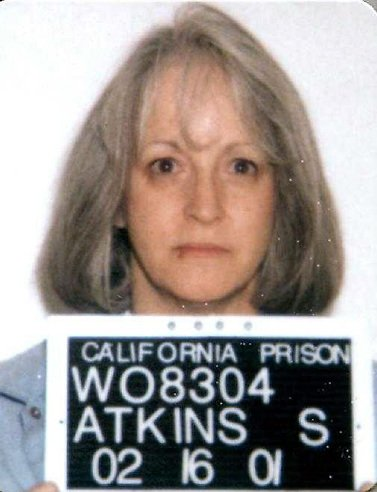
Susan Atkins (1948–2009)

- Atkins, Tom (* 1935), US-amerikanischer Schauspieler
- Atkins, Toni (* 1962), US-amerikanische Politikerin
- Atkins, Trevor (1941–2022), englischer Fußballspieler
- Atkins, Vera (1908–2000), britische Nachrichtendienstoffizierin
- Atkins, Victoria (* 1976), britische Politikerin, Abgeordnete im britischen Unterhaus
- Atkins, Xavier, britischer Schauspieler
- Atkinson, Alia (* 1988), jamaikanische Schwimmerin
- Atkinson, Amy (* 1989), guamnische Leichtathletin
- Atkinson, Anthony (1944–2017), britischer Ökonom und Autor
- Atkinson, Archibald (1792–1872), US-amerikanischer Politiker
- Atkinson, Arthur (1909–1983), englischer Fußballspieler
- Atkinson, Ashlie (* 1977), US-amerikanische Schauspielerin
- Atkinson, Beverly Hope (1935–2001), US-amerikanische Schauspielerin
- Atkinson, Bill (1944–2013), englischer Fußballspieler
- Atkinson, Bill (1951–2025), US-amerikanischer Programmierer und Naturfotograf
- Atkinson, Bridget (1732–1814), englische Landwirtin und Sammlerin
- Atkinson, Brooks (1894–1984), US-amerikanischer Theaterkritiker
- Atkinson, Cam (* 1989), US-amerikanischer Eishockeyspieler
- Atkinson, Carlyle (1892–1968), britischer Schwimmer
- Atkinson, Caroline (* 1952), US-amerikanische Wirtschaftswissenschaftlerin und Journalistin
- Atkinson, Christopher (* 1979), australischer Rallyefahrer
- Atkinson, Courtney (* 1979), australischer Duathlet und Triathlet
- Atkinson, Dalian (1968–2016), englischer Fußballspieler
- Atkinson, Diane, britische Historikerin
- Atkinson, Dorothy (* 1966), britische SchauspielerinDorothy Atkinson (* 1966)

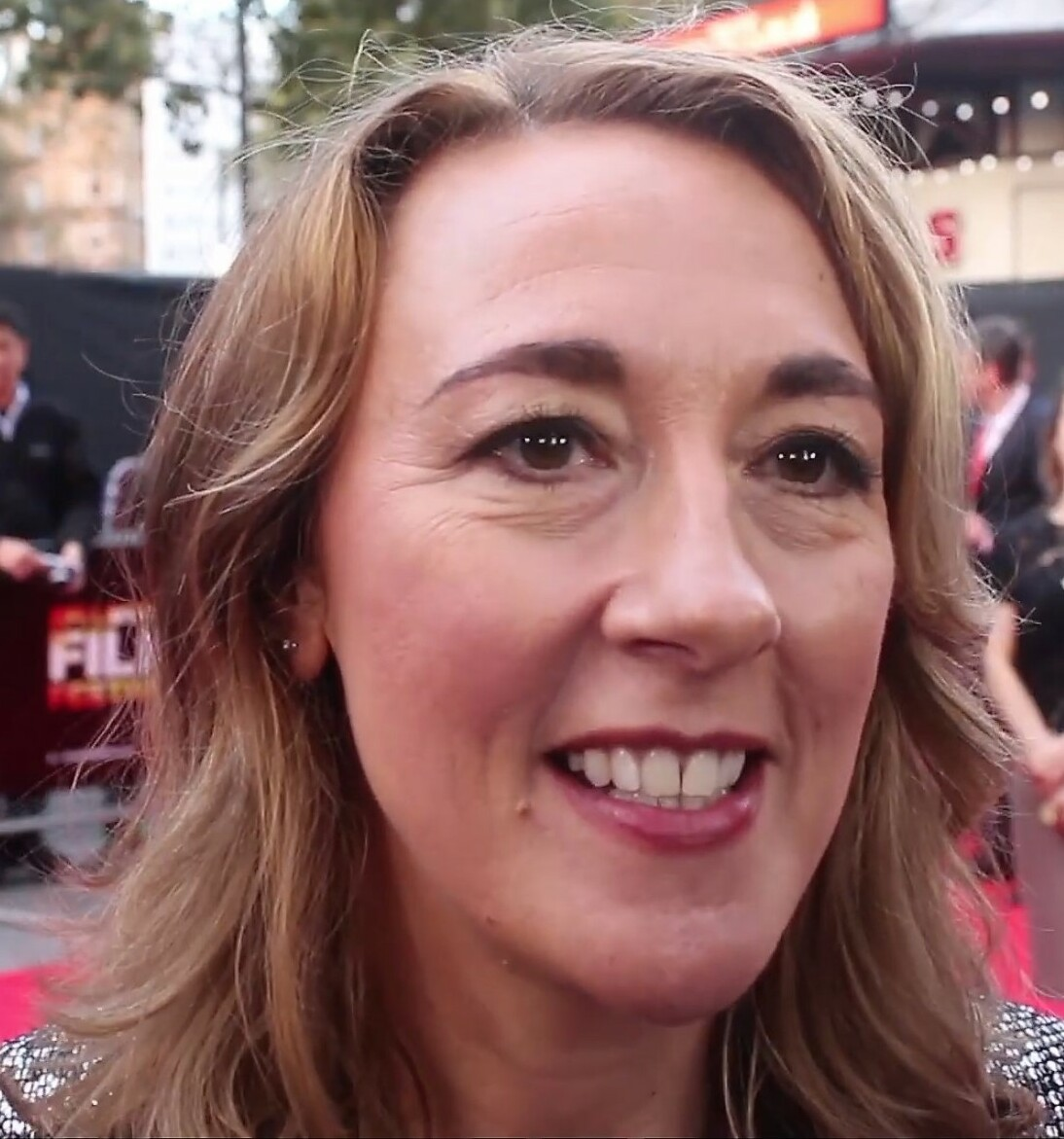
Dorothy Atkinson (* 1966)

- Atkinson, Edward (1881–1929), britischer Parasitologe, Arzt bei der Royal Navy und Polarforscher
- Atkinson, Eugene (1927–2016), US-amerikanischer Politiker
- Atkinson, Francis George (1874–1902), britischer Verwaltungsbeamter
- Atkinson, Frank (1903–1977), englischer Fußballspieler
- Atkinson, Frederick Valentine (1916–2002), britischer Mathematiker
- Atkinson, Gemma (* 1984), britische Schauspielerin und Glamourmodel
- Atkinson, Geoffroy (1892–1960), US-amerikanischer Romanist
- Atkinson, George (1935–2005), US-amerikanischer Stuntman, Laienschauspieler und Geschäftsmann
- Atkinson, George H., britischer Olympiateilnehmer im Motorbootfahren
- Atkinson, George W. (1845–1925), US-amerikanischer Jurist und Politiker
- Atkinson, Gus (* 1998), englischer Cricketspieler
- Atkinson, Harry (1831–1892), neuseeländischer Politiker und Premierminister
- Atkinson, Isibeal (* 2001), irische Fußballspielerin
- Atkinson, James (1929–2010), US-amerikanischer Bobfahrer
- Atkinson, Janice (* 1962), britische Politikerin (UK Independence Party), MdEP
- Atkinson, Jayne (* 1959), britisch-US-amerikanische SchauspielerinJayne Atkinson (* 1959)

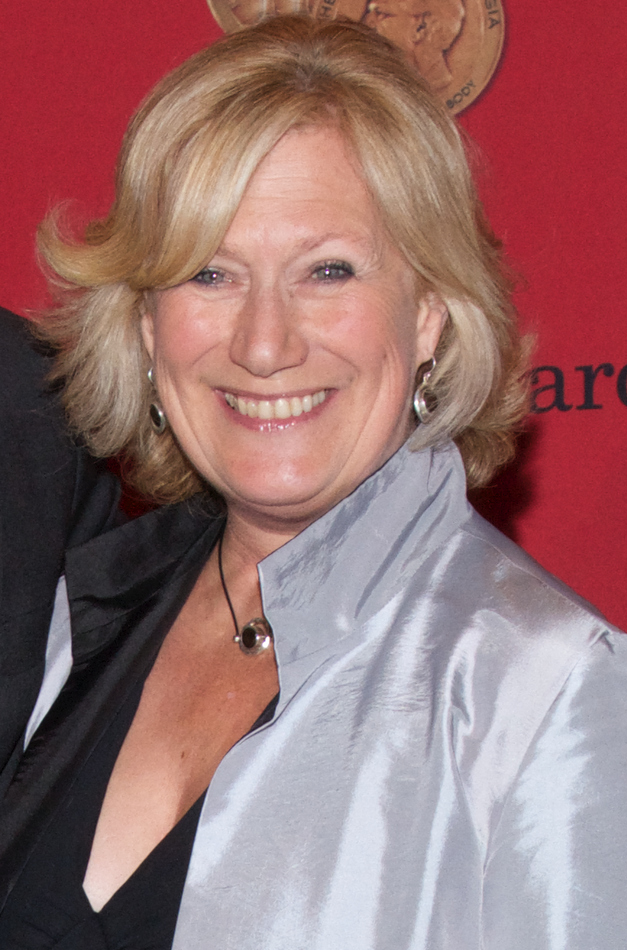
Jayne Atkinson (* 1959)

- Atkinson, Jeff (* 1963), US-amerikanischer Mittel- und Langstreckenläufer
- Atkinson, John H. (* 1942), britischer Geotechnik-Ingenieur
- Atkinson, John William (1923–2003), US-amerikanischer Psychologe
- Atkinson, John, Baron Atkinson (1844–1932), irisch-britischer Jurist und Politiker, Mitglied des House of Commons
- Atkinson, Joseph E. (1865–1948), kanadischer Journalist und Chefredakteur
- Atkinson, Joshua (* 2003), thailändischer Leichtathlet
- Atkinson, Juliette (1873–1944), US-amerikanische Tennisspielerin
- Atkinson, Kate (* 1951), englische SchriftstellerinKate Atkinson (* 1951)

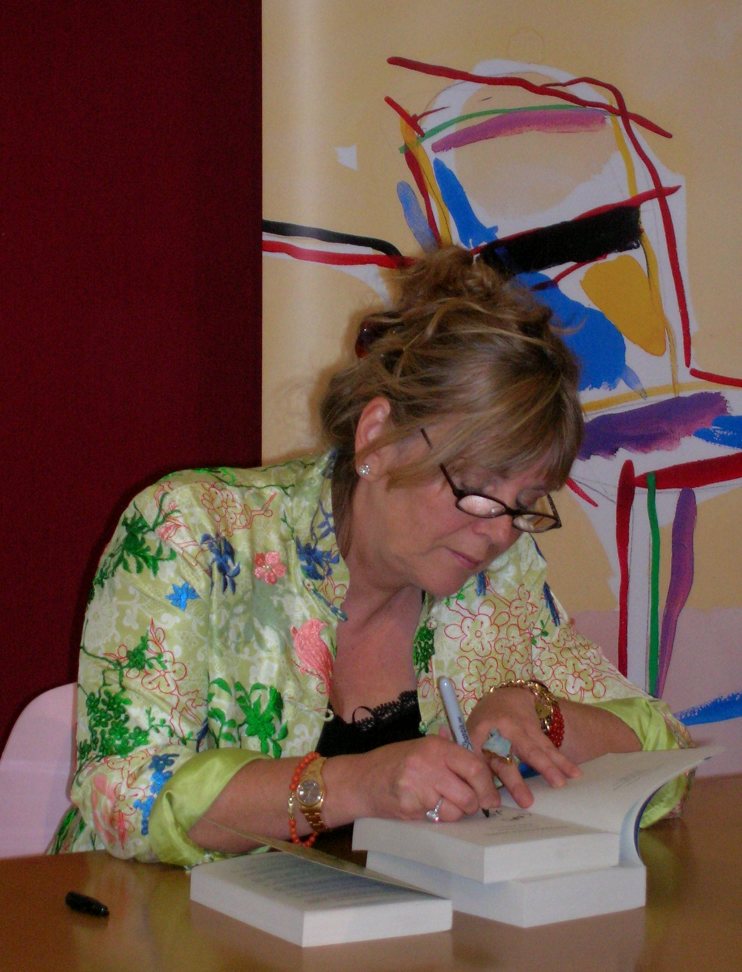
Kate Atkinson (* 1951)

- Atkinson, Kathleen (1875–1957), US-amerikanische Tennisspielerin
- Atkinson, Kelvin (* 1969), US-amerikanischer Politiker (Demokratischen)
- Atkinson, Kenny (* 1967), US-amerikanischer Basketballtrainer und -spieler
- Atkinson, Kevaughn (* 1995), jamaikanischer Fußballspieler
- Atkinson, Lily (1866–1921), neuseeländische Kampagnenführerin für Abstinenz, Suffragette und Feministin
- Atkinson, Lisle (1940–2019), US-amerikanischer Jazzmusiker (Kontrabass)
- Atkinson, Lorne (1921–2010), kanadischer Radrennfahrer
- Atkinson, Louis E. (1841–1910), US-amerikanischer Politiker
- Atkinson, Louisa (1834–1872), australische Botanikerin und Autorin
- Atkinson, Maria (1824–1914), neuseeländische Frauenrechtlerin
- Atkinson, Mark (* 1970), neuseeländischer Fußballspieler
- Atkinson, Martin (* 1971), englischer Fußballschiedsrichter
- Atkinson, Matthew (* 1988), US-amerikanischer Schauspieler
- Atkinson, Michael (* 1958), australischer Rechtsanwalt und Politiker (Liberal Party), Präsident des South Australian House of Assembly
- Atkinson, Nathaniel (* 1999), australischer Fußballspieler
- Atkinson, Peter (1924–1972), englischer Fußballspieler
- Atkinson, Peter (1929–2000), englischer Fußballspieler
- Atkinson, Peter (* 1949), englischer Fußballspieler
- Atkinson, Ralph B. (1907–1975), US-amerikanischer Filmtechniker und -produzent
- Atkinson, Richard C. (* 1929), US-amerikanischer Psychologe
- Atkinson, Richard J. C. (1920–1994), britischer Archäologe
- Atkinson, Richard Merrill (1894–1947), US-amerikanischer Politiker
- Atkinson, Rick (* 1952), US-amerikanischer Journalist, Militärhistoriker und SachbuchautorRick Atkinson (* 1952)

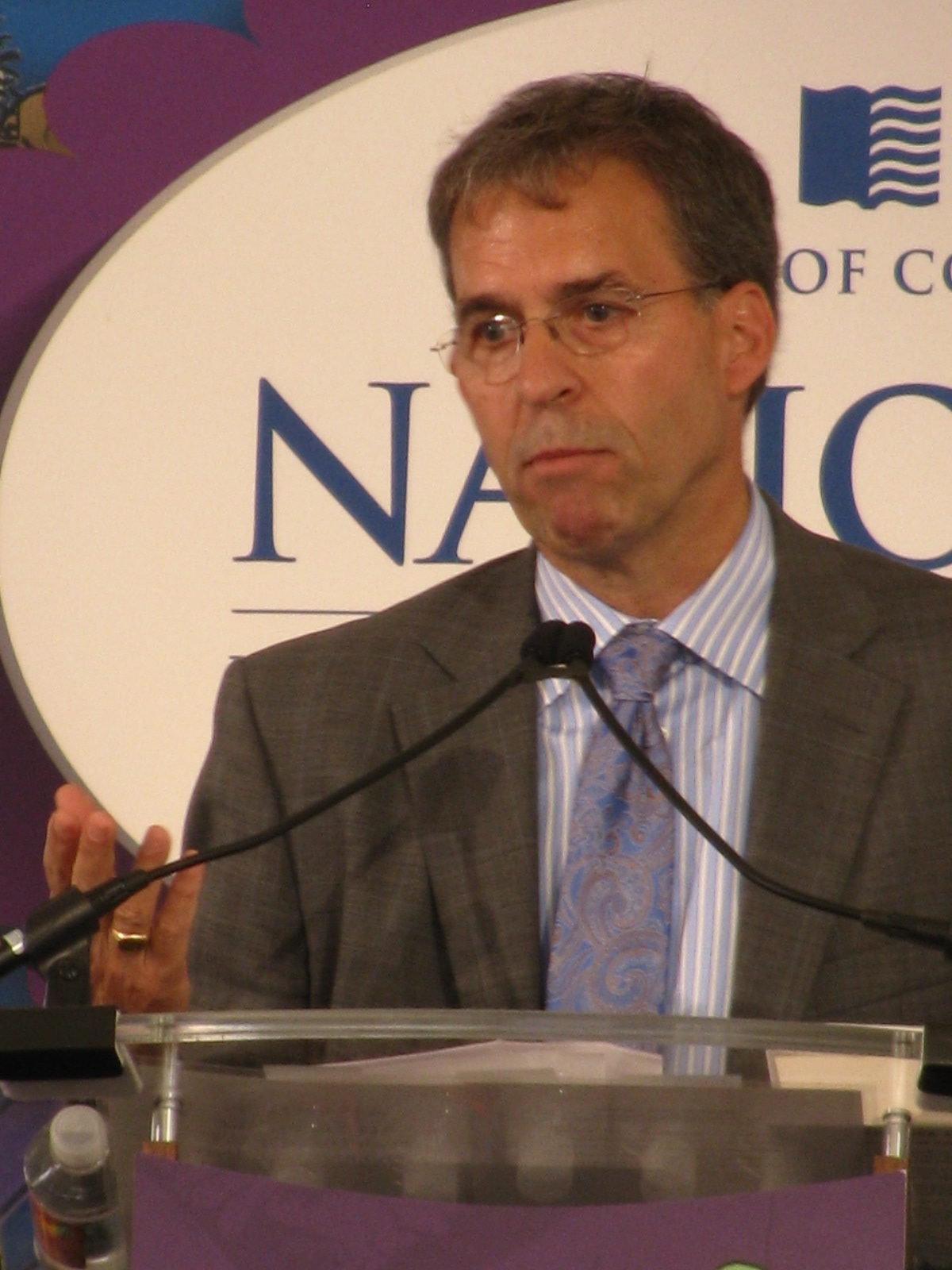
Rick Atkinson (* 1952)

- Atkinson, Robert d’Escourt (1898–1982), britischer Astronom, Physiker und Erfinder
- Atkinson, Rodney (* 1948), englischer Wirtschaftswissenschaftler, Publizist und Politiker
- Atkinson, Ron (* 1939), englischer Fußballspieler, Fußballtrainer und Fußballexperte im Fernsehen
- Atkinson, Rosalind (1900–1977), neuseeländische Schauspielerin
- Atkinson, Rowan (* 1955), britischer Komiker und SchauspielerRowan Atkinson (* 1955)

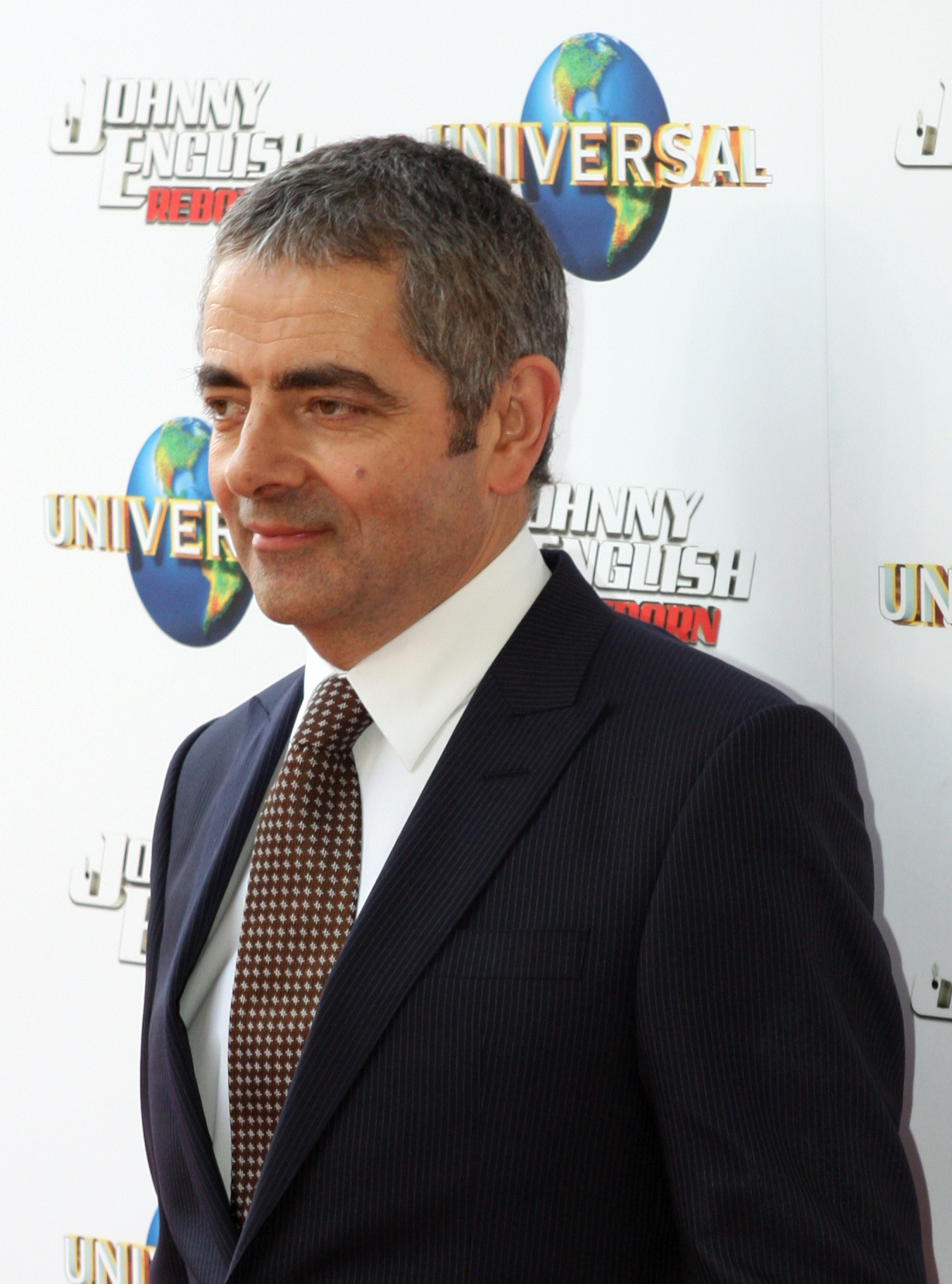
Rowan Atkinson (* 1955)

- Atkinson, Ruth (1918–1997), kanadische Comicautorin und Comiczeichnerin
- Atkinson, Sidney (1901–1977), südafrikanischer Hürdenläufer
- Atkinson, Steve (1948–2003), kanadischer Eishockeyspieler
- Atkinson, Terry (* 1939), britischer Konzeptkünstler, Maler und Autor
- Atkinson, Thomas († 1616), englischer römisch-katholischer Priester
- Atkinson, Thomas Witlam (1799–1861), englischer Reiseschriftsteller
- Atkinson, Ti-Grace (* 1938), US-amerikanische feministische Philosophin, Aktivistin und Essayistin
- Atkinson, Vanessa (* 1976), niederländische Squashspielerin
- Atkinson, Will (* 1988), englischer Fußballspieler
- Atkinson, Will (* 1990), schottischer DJ und Musikproduzent in den Genres Tech Trance und Techno
- Atkinson, William Christopher (1902–1992), britischer Romanist, Historiker, Hispanist und Lusitanist
- Atkinson, William Walker (1862–1932), US-amerikanischer AutorWilliam Walker Atkinson (1862–1932)

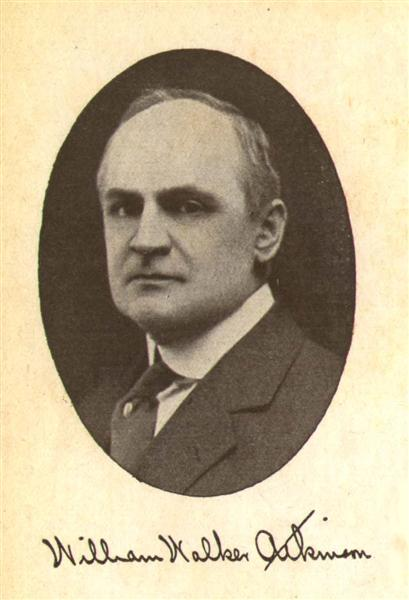
William Walker Atkinson (1862–1932)

- Atkinson, William Yates (1854–1899), US-amerikanischer Politiker, Gouverneur von Georgia
- Atkow, Oleg Jurjewitsch (* 1949), sowjetischer Kosmonaut und Kardiologe
- Atkyns, Robert (1620–1710), englischer Jurist und Staatsmann

### Atl
- Atlagic, Carlos (1915–1987), chilenischer Fußballspieler
- Atlan, Jean-Michel (1913–1960), französischer Philosoph, Maler und Illustrator
- Atlanersa, nubischer König
- Atlantow, Wladimir Andrejewitsch (* 1939), russischer Opernsänger (Tenor)
- Atlas, Charles (1892–1972), italoamerikanischer Bodybuilder
- Atlas, Charles (* 1949), US-amerikanischer Filmregisseur, Performance- und Videokünstler
- Atlas, David (1924–2015), US-amerikanischer Meteorologe
- Atlas, Jake (* 1994), amerikanischer Wrestler
- Atlas, Leopold (1907–1954), US-amerikanischer Drehbuchautor und Dramatiker
- Atlas, Mariam Semjonowna (1912–2006), sowjetisch-russische Ökonomin und Hochschullehrerin
- Atlas, Martin (* 1878), österreichisch-ungarischer Schriftsteller
- Atlas, Natacha (* 1964), belgische Musikerin
- Atlas, Scott (* 1955), US-amerikanischer Neuroradiologe und Politikberater
- Atlas, Teddy (* 1956), US-amerikanischer Boxtrainer und Fernsehkommentator
- Atlas, Tony (* 1954), US-amerikanischer Wrestler, Bodybuilder und PowerlifterTony Atlas (* 1954)

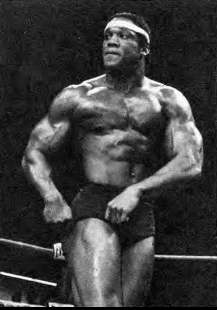
Tony Atlas (* 1954)

- Atlas, Zeb (* 1970), US-amerikanischer Pornodarsteller, Bodybuilder und Model
- Atlassow, Wladimir Wassiljewitsch (1661–1711), russischer Entdecker
- Atle Basili Hhando, Nicodemus (1926–1997), tansanischer Geistlicher, römisch-katholischer Bischof von Mbulu
- Atlee, Samuel John (1739–1786), britisch-amerikanischer Politiker
- Atleo, Shawn (* 1967), kanadischer Politiker
- Atli Eðvaldsson (1957–2019), isländischer Fußballspieler
- Atli Gíslason (* 1947), isländischer Politiker
- Atli Heimir Sveinsson (1938–2019), isländischer Komponist und Dirigent
- Atli Örvarsson (* 1970), isländischer Filmkomponist
- Atli Steinarsson (1929–2017), isländischer Schwimmer
- Atli Sveinsson (* 2002), isländischer Eishockeyspieler
- Atlı, Doğan Seyfi (1980–2001), türkischer Fußballspieler
- Atlı, İsmet (1931–2014), türkischer Ringer
- Atli, Sebahat (* 1971), deutsche Politikerin (SPD), MdA

### Atm
- Atmaca, Cemre (* 1985), türkischer Fußballspieler
- Atmaca, Dildar (* 2002), deutscher Fußballspieler
- Atman, Pawel Nikolajewitsch (* 1987), russischer Handballspieler
- Atmane, Térence (* 2002), französischer TennisspielerTérence Atmane (* 2002)

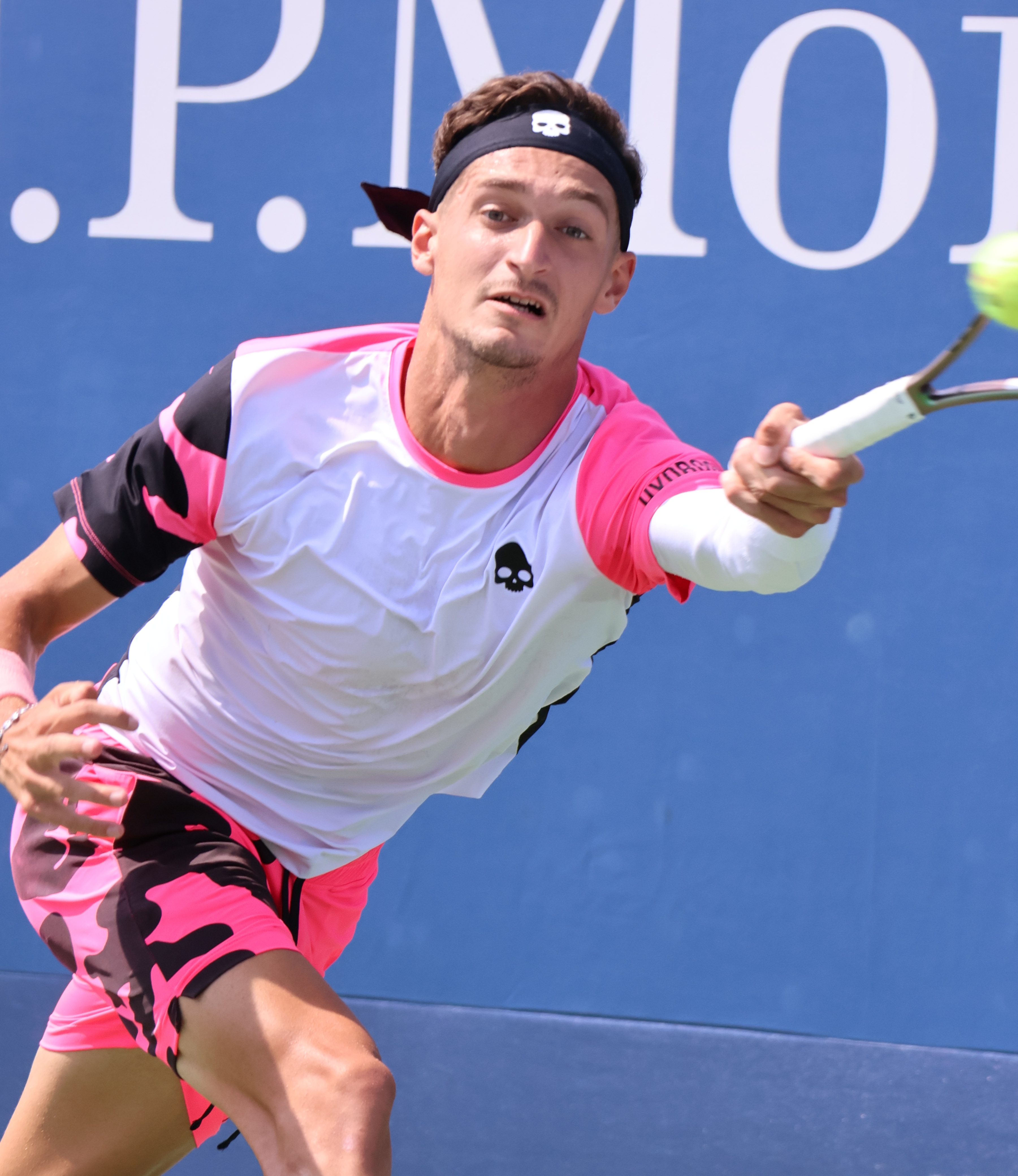
Térence Atmane (* 2002)

- Atmanspacher, Harald (* 1955), deutscher Physiker
- Atmanspacher, Otto (* 1861), deutscher Pädagoge
- Atmar, Mohammad Hanif (* 1968), afghanischer Politiker und Außenminister
- Atmer, Hans (1893–1982), deutscher Architekt
- Atmodikoro, Maarten (* 1971), surinamisch-niederländischer Fußballspieler
- Atmozfears (* 1992), niederländischer DJ und Musikproduzent

### Ato
- Atōda, Takashi (* 1935), japanischer Schriftsteller
- Atoji, Yoshio (1913–1997), japanischer Soziologe
- Atolagbe, Tosin Damilola (* 1994), nigerianische Badmintonspielerin
- Atomi, Kakei (1840–1926), japanische Pädagogin
- Atomic Steif, deutscher Heavy-Metal-Schlagzeuger
- Atonen, Meelis (* 1966), estnischer Politiker, Mitglied des Riigikogu
- Atonio, Uini (* 1990), neuseeländisch-französischer Rugby-Union-Spieler
- Atopare, Silas (1951–2021), papua-neuguineischer Politiker, Generalgouverneur von Papua-Neuguinea
- Ator, Alf, Keyboarder einer Fun-Metal-Band
- Atorf, Walter (1910–1998), deutscher Verwaltungsbeamter und Präsident des Landesrechnungshofes von Baden-Württemberg
- Atori, Keiko (1969–2004), japanische Manga-Zeichnerin und Illustratorin
- Atossa (550 v. Chr.–475 v. Chr.), Mutter der Achämeniden
- Atossa († 358 v. Chr.), Achämenidin, Tochter und Frau des Großkönigs Artaxerxes II.
- Atotos, griechischer Bildhauer
- Atouba, Timothée (* 1982), kamerunischer FußballspielerTimothée Atouba (* 1982)

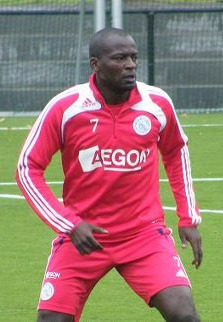
Timothée Atouba (* 1982)

- Atoui, Tarek (* 1980), libanesisch-französischer elektroakustischer Musiker und Klangkünstler
- Atour, Yasen, britischer Schauspieler und Filmproduzent
- Atovor, Edem (* 1994), ghanaische Fußballspielerin
- Atoyebi, Ayo-Maria (1944–2025), ghanaischer Ordensgeistlicher, römisch-katholischer Bischof von Ilorin
- Atoyev, Abbos (* 1986), usbekischer Boxer

### Atp
- Atpa, Name eines Statthalters

### Atr
- Atrache, Farid el (1915–1974), syrischer Sänger, Komponist und Schauspieler
- Atran, Scott (* 1952), US-amerikanischer Anthropologe
- Atrane, etruskischer Keramikproduzent
- Atras, Przemysław (* 1984), polnischer Squashspieler
- Atrasch, Sultan al- (1891–1982), syrischer RevolutionärSultan al-Atrasch (1891–1982)

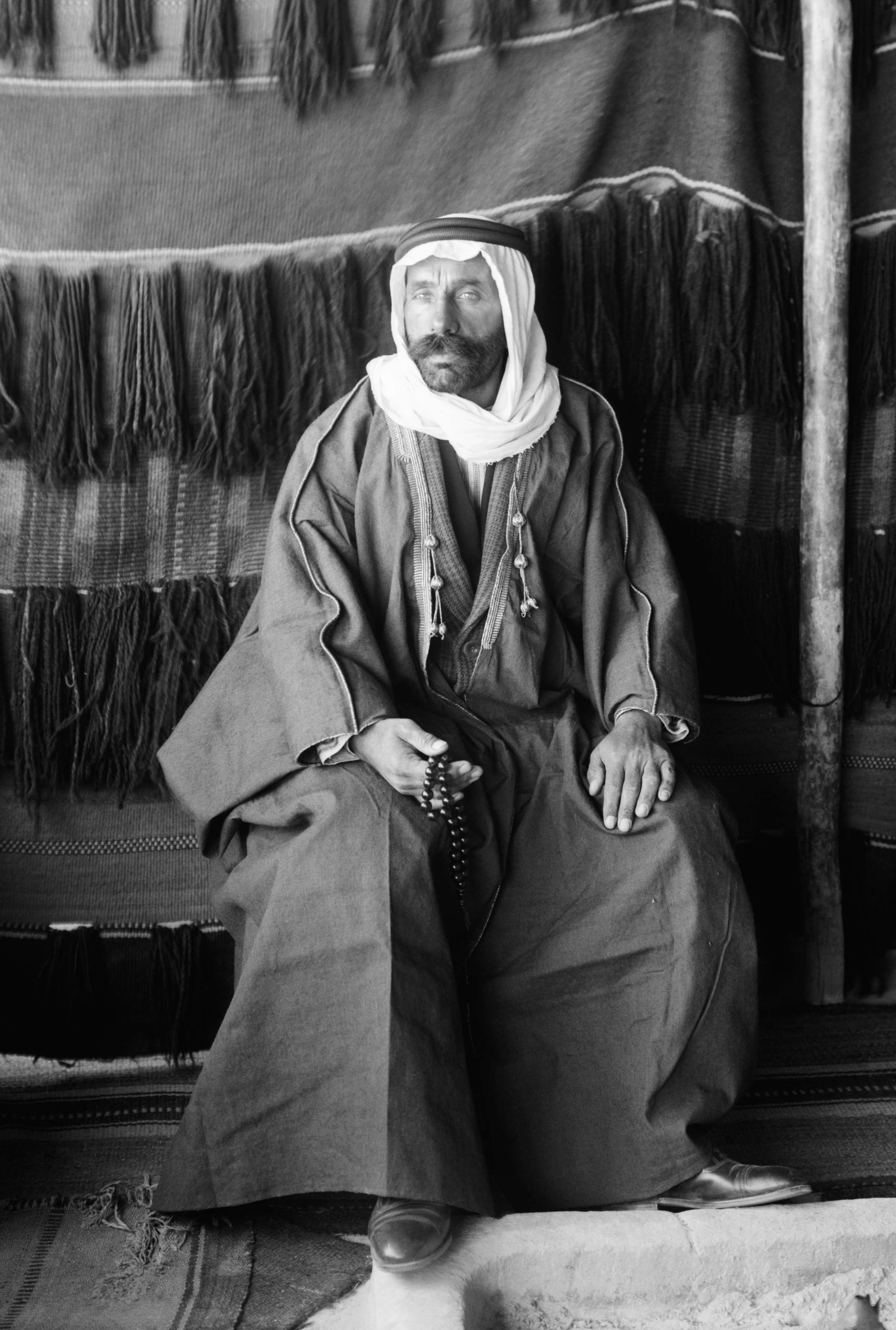
Sultan al-Atrasch (1891–1982)

- Atraschtschenkow, Walerij (* 1984), ukrainischer Badmintonspieler
- Atre, Prabha (1932–2024), indische klassische Sängerin, Komponistin und Musikpädagogin
- Atrebanus († 782), Mönch und Missionar
- Ātrens, Pēteris (1905–1952), lettischer Fußballspieler
- Atreya, Raja (* 1975), Immunologe und Professor an der Universität Erlangen-Nürnberg
- Atria, Rita (1974–1992), italienische Informantin der Justiz in Ermittlungen gegen die sizilianische Mafia
- Atricus, antiker römischer Toreut
- Atrius Clonius, Quintus, römischer Statthalter
- Atrius, Quintus, römischer Militär
- Atrocianus, Johannes, Dichter, Humanist und Gegner der Reformation
- Atropates, persischer Satrap, Herrscher von Atropatene
- Atrops, Johann (1921–2001), deutscher Ingenieur und Professor für Bauingenieurwesen und Gründungsrektor der Fachhochschule Köln
- Atrott, Hans Henning (1944–2018), deutscher Politologe, Gründer und erster Präsident der DGHS
- Atrous, Samuel (* 1990), französischer Fußballtorhüter
- Atrushi, Ahmad Muhammad Said al- (* 1947), kurdischer Politiker
- Atryganjew, Nikolai Alexejewitsch (1823–1892), russischer Landschaftsmaler

### Ats
- Áts, Erika (1934–2020), ungarische Dichterin und Redakteurin
- Atsa, Ateu, kamerunischer Holzbildhauer
- Atsada Homhual (* 2006), thailändischer Fußballspieler
- Atsadawut Changthong (* 2001), thailändischer Fußballspieler
- Atsadayut Pholbua (* 1998), thailändischer Fußballspieler
- Atschikgjosjan, Simon (1939–1991), armenischer Anführer der paramilitärischen armenischen Militäreinheiten in Bergkarabach
- Atschiksai, Sitara († 2009), deutsch-afghanische Politikerin und Frauenrechtlerin
- Atschirgina, Tatjana Jurjewna (* 1944), russisch-eskimoische Journalistin und Lyrikerin
- Atschkina, Rita Nikolajewna (* 1938), sowjetische Skilangläuferin
- Atsé, Ange (* 1988), ivorische Fußballspielerin
- Atshimene, Charles (* 2001), nigerianischer Fußballspieler
- Atsiz ibn Uwak († 1078), türkischstämmiger Militärführer
- Atsız, Nihal (1905–1975), türkischer Autor, Rassist und Vordenker der ülkücü-Bewegung in der Türkei
- Atsız, Yağmur (1939–2023), türkischer Journalist, Kolumnist, Essayist und Dichter
- Atsma, Barry (* 1972), niederländischer SchauspielerBarry Atsma (* 1972)

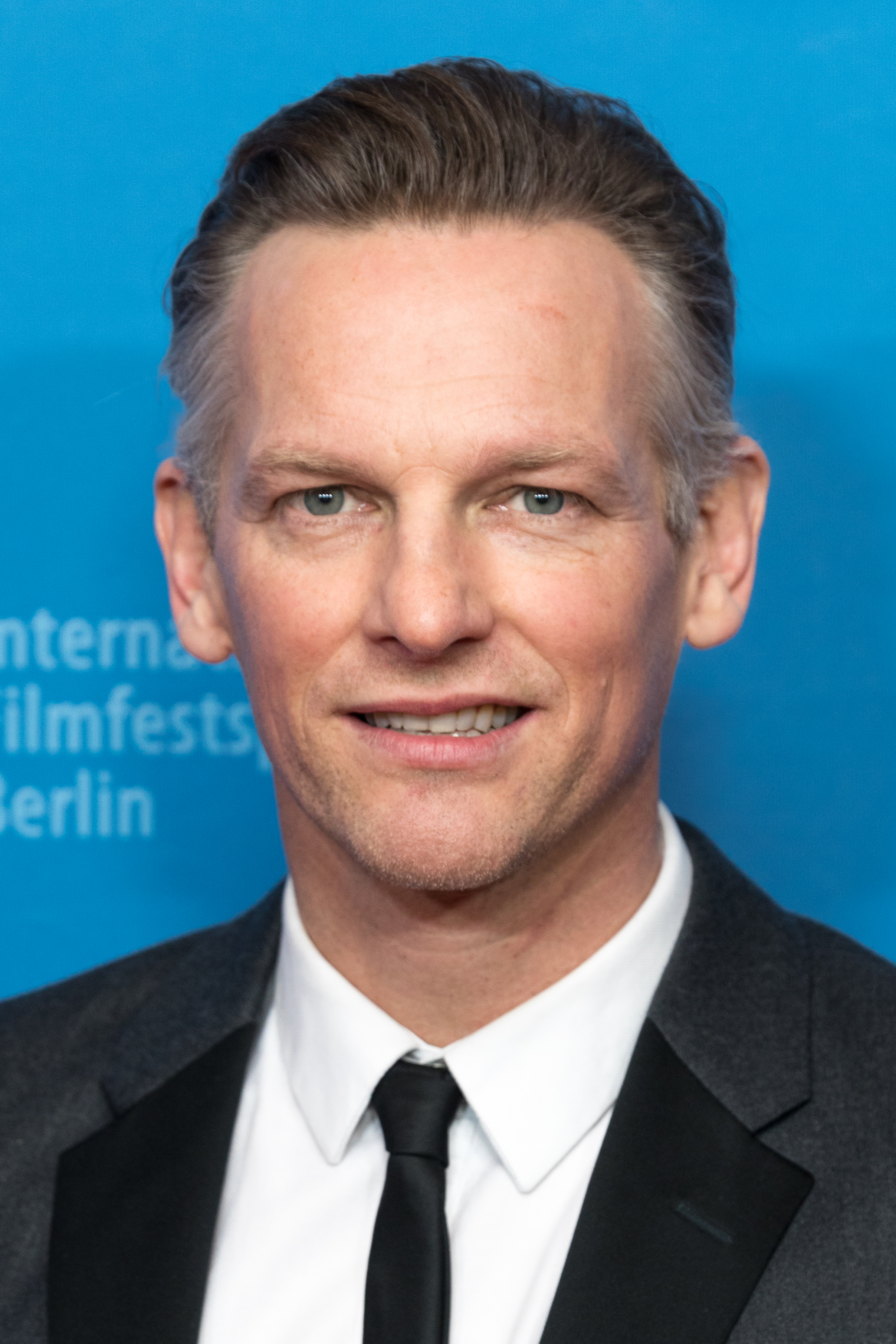
Barry Atsma (* 1972)

- Atsma, Hartmut (1937–2009), deutscher Historiker und Diplomatiker
- Atsma, Joop (* 1956), niederländischer Politiker
- Atsou, Edem Komlan Franck (* 1978), togoischer Fußballspieler
- Atsu, Christian (1992–2023), ghanaischer Fußballspieler
- Atsuakira (994–1051), japanischer Prinz
- Atsukawa, Norimasa (* 1995), japanischer Fußballspieler
- Atsumi, Jirō (* 1952), japanischer Sänger
- Atsumi, Kiyoshi (1928–1996), japanischer Schauspieler
- Atsür, Engin (* 1984), türkischer Basketballnationalspieler, er spielt in der Pointguard-Position
- Atsüren, Necdet (* 1940), türkischer Fußballspieler
- Atsushi, Wakatakakage (* 1994), japanischer Sumoringer
- Atsuta, Makoto (* 1976), japanischer Fußballspieler
- Atsuta, Shūji (* 1951), japanischer Jazztrompeter

### Att

#### Atta
- Atta, Arthur (* 2003), französisch-beninischer Fußballspieler
- Atta, Habibah, ghanaische Sprinterin
- Atta, Mohammed (1968–2001), islamistischer TerroristMohammed Atta (1968–2001)

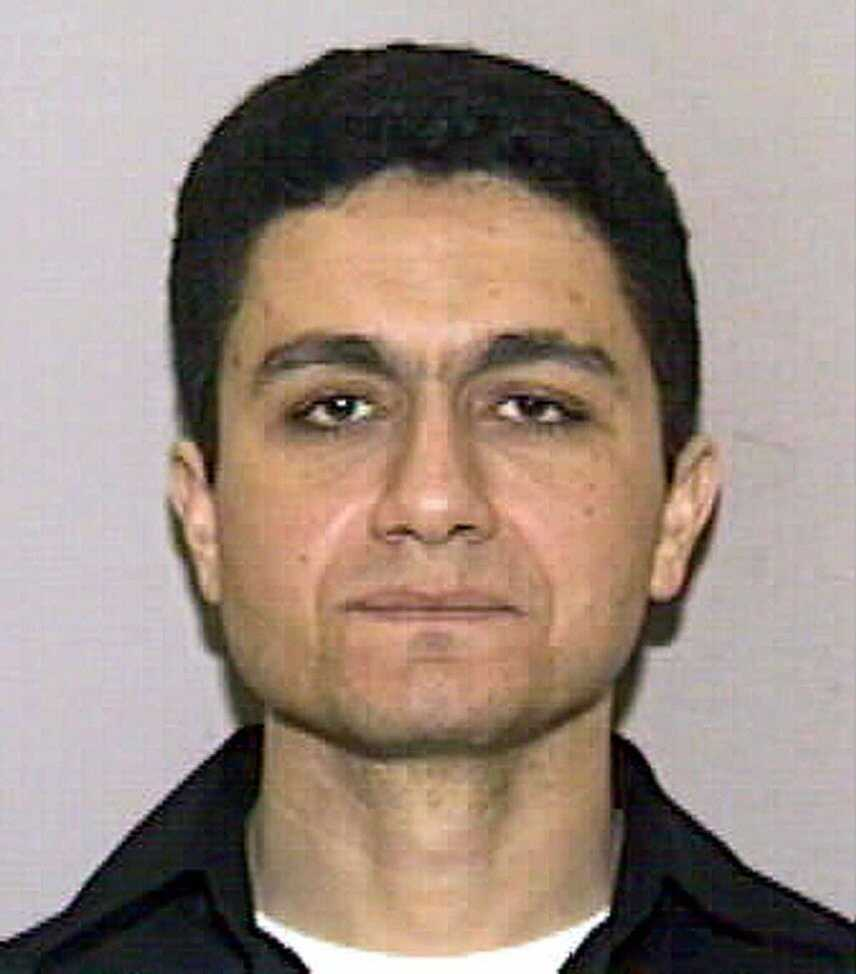
Mohammed Atta (1968–2001)

- Atta, Sayed Ali (* 1913), afghanischer Hockeyspieler
- Atta, Sefi (* 1964), nigerianische Schriftstellerin
- Atta, Titus Quinctius († 77 v. Chr.), römischer Komödiendichter und ein Hauptvertreter der fabula togata
- Atta, Walid (* 1986), äthiopisch-schwedisch-eritreischer Fußballspieler
- Atta-hamiti-Inšušinak I., elamitischer König
- Atta-hamiti-Inšušinak II., elamischer König
- Attadía, Alfredo (1914–1982), argentinischer Bandoneonist, Bandleader, Arrangeur und Komponist
- Attaf, Ahmed (* 1953), algerischer Diplomat und Politiker
- Attaffi, Francesco Antonio (1706–1784), italienischer Geistlicher, römisch-katholischer Bischof von Nicotera
- Attafua, Asrifi Bonsu (1923–1997), ghanaischer Diplomat
- Attaginos, thebanischer Adliger
- Attaguile, Francesco (* 1945), italienischer Politiker, Anwalt, Notar und ehemaliger Automobilrennfahrer
- Attaguile, Gioacchino (1915–1994), italienischer Politiker
- Attah, Abraham (* 2001), ghanaischer SchauspielerAbraham Attah (* 2001)

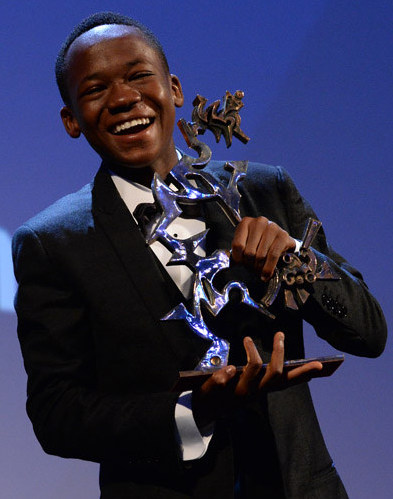
Abraham Attah (* 2001)

- Attah, Ayesha Harruna (* 1983), ghanaische Schriftstellerin
- Attah, Richard (* 1995), ghanaischer Fußballtorhüter
- Attaiga, Giuma (* 1950), libyscher Politiker
- Attaingnant, Pierre, französischer Musiknoten-Drucker, Musikverleger und Buchhändler
- Attakora-Gyan, Nana (* 1989), kanadischer Fußballspieler
- Attakruh, John Baptist (* 1957), ghanaischer Geistlicher, römisch-katholischer Bischof von Sekondi-Takoradi
- Attakullakulla, Diplomat und Häuptling der Cherokee
- Attal, Ben (* 1997), französischer Filmschauspieler
- Attal, Gabriel (* 1989), französischer Politiker
- Attal, Henri (1936–2003), französischer Filmschauspieler
- Attal, Nina (* 1992), französische Sängerin und Gitarristin
- Attal, Yvan (* 1965), französischer Schauspieler und RegisseurYvan Attal (* 1965)

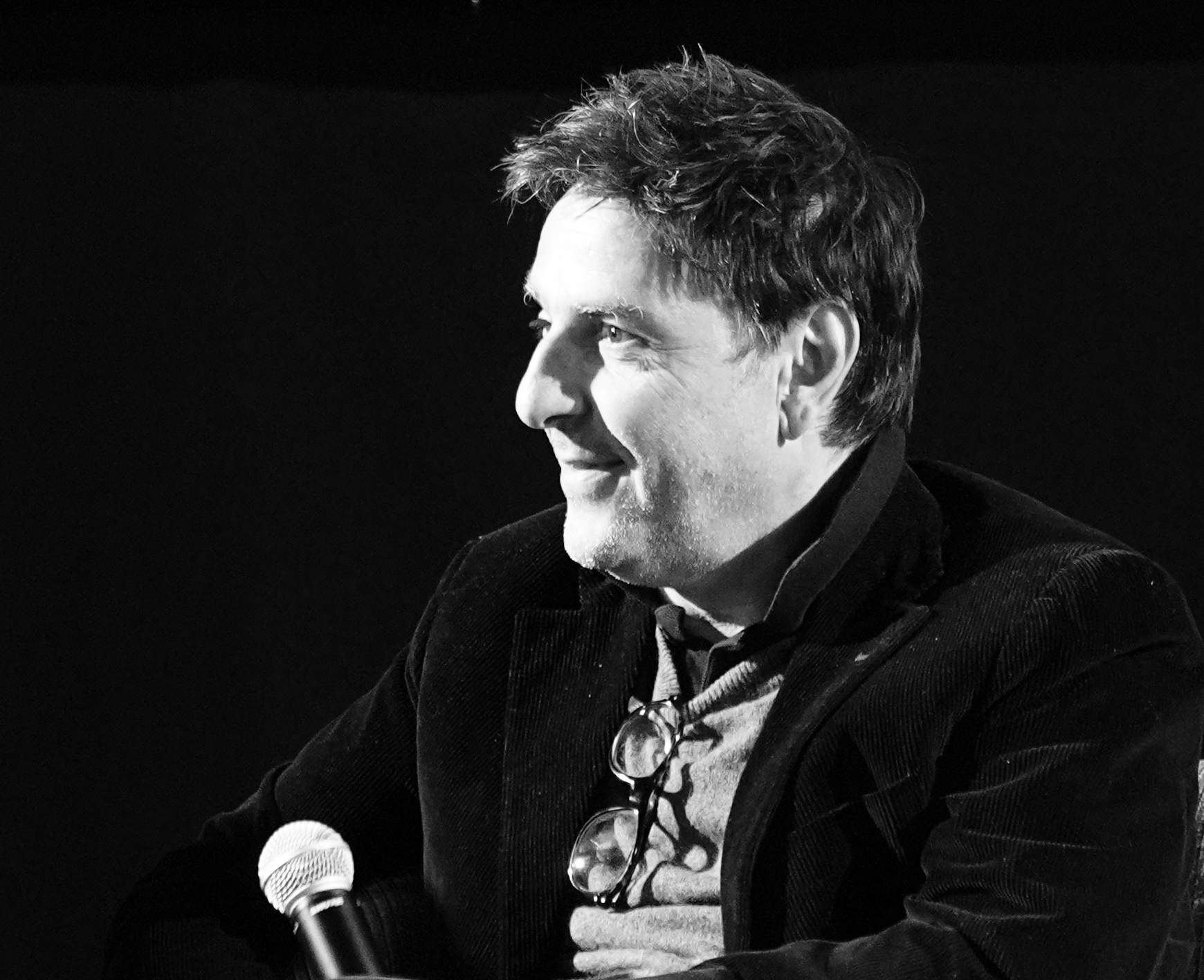
Yvan Attal (* 1965)

- Attala von Bobbio († 627), Abt von Bobbio
- Attala von Straßburg († 741), Äbtissin des Klosters St. Stephan
- Attalah, Lina (* 1982), ägyptische Journalistin
- Attali, Jacques (* 1943), französischer Ökonom
- Attalides, Alexandra (* 1958), zypriotische Politikerin (Volt)
- Attalikos, griechischer Koroplast
- Attallah, Alain (* 1964), ägyptisch-griechischer Basketballtrainer und -spieler
- Attalos († 336 v. Chr.), makedonischer Feldherr
- Attalos († 316 v. Chr.), Leibwächter Philipps II., Diadoche, Schwager des Perdikkas und Alketas
- Attalos I. (269 v. Chr.–197 v. Chr.), König von Pergamon
- Attalos II. (220 v. Chr.–138 v. Chr.), König von Pergamon
- Attalos III. (171 v. Chr.–133 v. Chr.), König von Pergamon
- Attalos von Rhodos, griechischer Mathematiker und Astronom
- Attamah, Joseph (* 1994), ghanaischer Fußballspieler
- Attambelos I., Herrscher der Charakene
- Attambelos II., Herrscher der Charakene
- Attambelos VII., Herrscher der Charakene
- Attambelos VIII., Herrscher der Charakene
- Attanasi, Tony (* 1914), italienischer Dokumentar- und Animationsfilmer
- Attanasio, A. A. (* 1951), amerikanischer Science-Fiction- und Fantasyautor
- Attanasio, Annabelle (* 1993), US-amerikanische SchauspielerinAnnabelle Attanasio (* 1993)

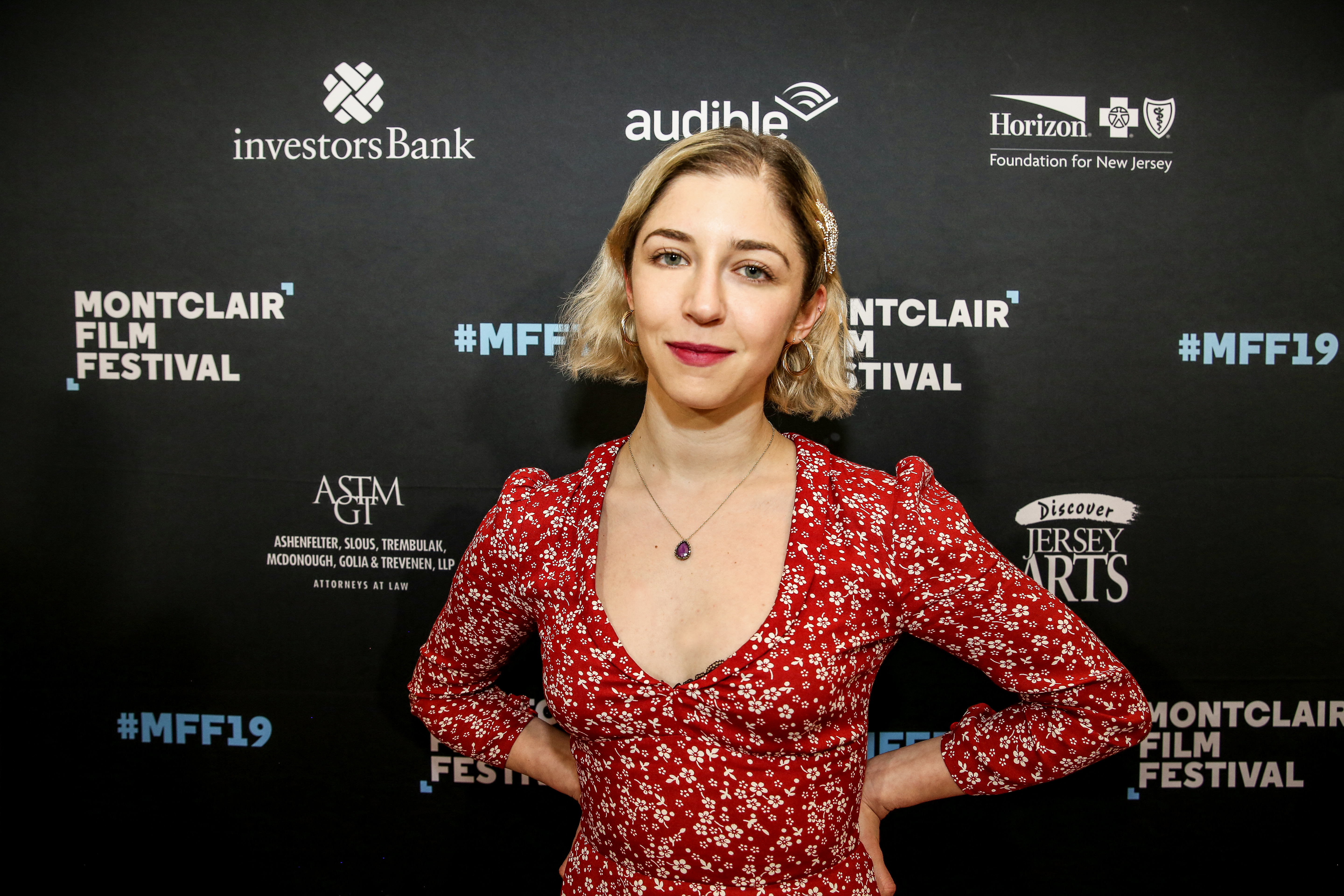
Annabelle Attanasio (* 1993)

- Attanasio, Dino (* 1925), italienischer Comiczeichner
- Attanasio, Giovanni (1928–1988), italienischer Schauspieler
- Attanasio, Luca (1977–2021), italienischer Diplomat
- Attanasio, Paul (* 1959), US-amerikanischer Drehbuchautor und FilmproduzentPaul Attanasio (* 1959)

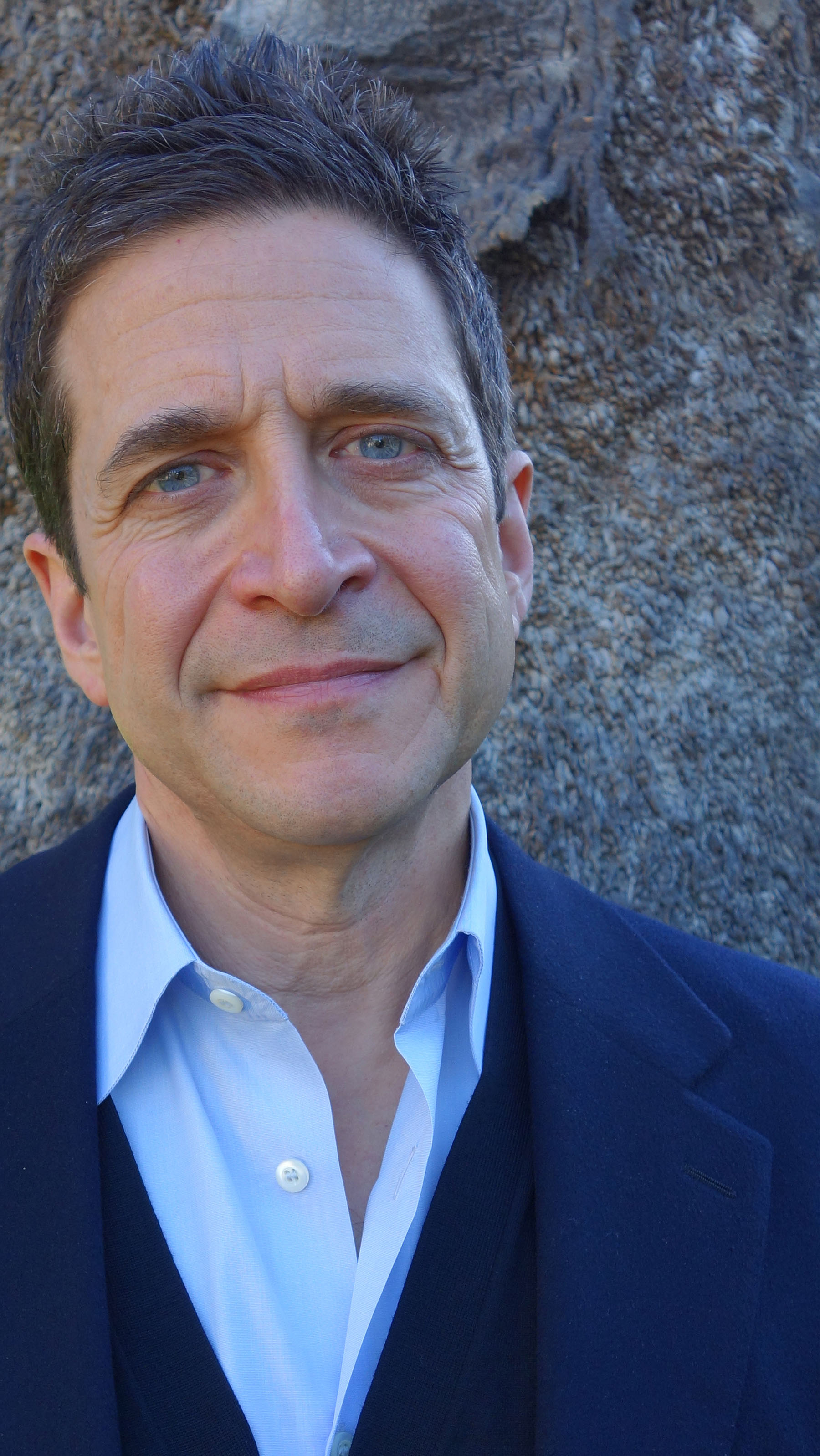
Paul Attanasio (* 1959)

- Attaoui, Mohamed (* 2001), spanischer Mittelstreckenläufer
- Attaphol Buspakom (1962–2015), thailändischer Fußballspieler und -trainer
- Attaphol Phueamsubol (* 1999), thailändischer Fußballspieler
- Attaphon Kannoo (* 1991), thailändischer Fußballspieler
- Attapon Buathong (* 1986), thailändischer Fußballspieler
- Attapon Chommaleethanawat (* 1996), thailändischer Fußballspieler
- Attapong Kittichamratsak (* 1990), thailändischer Fußballspieler
- Attar Ashrafi, Mehdi (1948–2021), iranischer Gewichtheber
- Attar, Abdul Wahab Abdul Salam (* 1940), saudischer Diplomat
- Attar, Anna (* 1986), österreichische Künstlerin und Musikerin
- Attar, Chajim b. Mose (1696–1743), maghrebinischer Kabbalist
- Attar, Dalya (* 1990), US-amerikanische Politikerin
- Attar, Fariduddin, islamischer Mystiker
- Attar, Frank, französischer Politikwissenschaftler und Autor
- Attar, Issam al- (1927–2024), syrischer Muslimbruder
- Attar, Mohamed Diab al- (1927–2016), ägyptischer Fußballspieler und Fußballschiedsrichter
- Attar, Sarah (* 1992), saudi-arabische Leichtathletin
- Attar, Timotheus (1832–1891), Bischof der Chaldäisch-katholischen Kirche
- Attar-kittaḫ, elamitischer König
- Attarbashi, Hamed (* 1976), deutscher Basketballtrainer
- Attard Bezzina, Emmanuel, Parlamentssprecher Maltas
- Attard, Daniel (* 1992), maltesischer Politiker der Partit Laburista
- Attard, David (* 1953), maltesischer Jurist und Richter am Internationalen Seegerichtshof
- Attard, Fabio (* 1959), maltesischer Geistlicher, 11. Generaloberer der Salesianer Don Boscos
- Attard, Isabelle (* 1969), französische Politikerin, Mitglied der Nationalversammlung
- Attard, Norbert Francis (* 1951), maltesischer Künstler
- Attard-Montalto, John (* 1953), maltesischer Politiker, MdEP
- Attardi, Alphonse (1892–1970), US-amerikanischer Mobster und Pentito
- Attardi, Giuseppe (1923–2008), italienisch-US-amerikanischer Genetiker
- Attardi, Ugo (1923–2006), italienischer Maler, Bildhauer und Schriftsteller
- Attas, Haidar Abu Bakr al- (* 1939), jemenitischer Politiker
- Attas, Muhammad Naquib al- (* 1931), malaysischer muslimischer Philosoph und Denker
- Attašušu, elamischer König
- Attavanti, Attavante degli (1452–1525), italienischer Maler
- Attaway, Stephen W. (1960–2019), US-amerikanischer Bauingenieur
- Attaway, William (1911–1986), US-amerikanischer Schriftsteller und Komponist

#### Atte
- Atte-Oudeyi, Zanzan (* 1980), togoischer Fußballspieler
- Attefall, Stefan (* 1960), schwedischer Politiker (Christdemokraten), Mitglied des Riksdag
- Attell, Abe (1884–1970), US-amerikanischer Boxer
- Attell, Monte (1885–1960), US-amerikanischer Boxer
- Attems, Anton († 1826), österreichischer Generalmajor
- Attems, Edmund (1847–1929), österreichischer Politiker
- Attems, Ernst Gottlieb von (1694–1757), Bischof von Laibach
- Attems, Ferdinand (1746–1820), österreichischer Politiker
- Attems, Franz (1848–1919), österreichischer Politiker
- Attems, Franz (1926–1999), österreichischer katholischer Geistlicher
- Attems, Friedrich (1818–1901), österreichischer Politiker
- Attems, Hermann Matthias von († 1713), Passauer Domherr, Offizial und Dombaumeister
- Attems, Ignaz von (1844–1915), österreichischer Politiker
- Attems, Johannes (* 1947), österreichischer Banker
- Attems, Joseph Oswald von (1679–1744), Bischof von Lavant (1724 bis 1744)
- Attems, Maria Viktoria von (1899–1983), österreichische Malerin, Zeichnerin, Illustratorin und Designerin
- Attems, Ottokar Maria von (1815–1867), Fürstbischof von Seckau
- Attems-Gilleis, Anton August von (1834–1891), österreichischer Gutsbesitzer und Politiker, Landtagsabgeordneter
- Attems-Gilleis, Maximilian (1859–1939), österreichischer Gutsbesitzer und Politiker
- Attems-Heiligenkreuz, Alexander von (1814–1896), Geheimer Rat und Feldmarschallleutnant
- Attems-Heiligenkreuz, Heinrich Christian von (1858–1937), Landespräsident im Herzogtum Krain und Geheimer Rat
- Attems-Heiligenkreuz, Heinrich Moritz von (1852–1926), Geheimer Rat und General der Kavallerie
- Attems-Heiligenkreuz, Hermann von (1865–1951), österreichischer Politiker
- Attems-Heiligenkreuz, Ignaz Maria von (1774–1861), österreichischer Politiker
- Attems-Heiligenkreuz, Joseph Alois von (1780–1871), österreichischer Feldmarschallleutnant und Landkomtur des Deutschen Ordens
- Attems-Heiligenkreuz, Marius Anton von (1862–1947), österreichischer Statthalter von Dalmatien
- Attems-Heiligenkreuz, Maximilian (1892–1977), österreichischer Diplomat
- Attems-Heiligenkreuz, Sophie Gräfin (1862–1937), österreichische Schriftstellerin
- Attems-Heiligenkreuz, Viktor von (1864–1947), Präsident der österreichischen Seebehörde in Triest
- Attems-Petzenstein, Carl von (1868–1952), österreichischer Zoologe
- Attems-Petzenstein, Franz Josef (1914–2003), österreichischer Militär
- Attems-Petzenstein, Heinrich von (1834–1909), österreichischer Offizier und Pomologe
- Attems-Petzenstein, Sigmund von (1708–1758), österreichischer Historiker und Landverweser
- Attems-Petzenstein, Wilhelm Anton Michael von (1848–1916), österreichischer Feldmarschallleutnant
- Attena, Heba († 1449), ostfriesische Häuptlingstochter
- Attena, Hero, Häuptling im Norderland in Ostfriesland
- Attena, Lütet, Häuptling im Norderland in Ostfriesland
- Attena, Onna († 1560), zweite Ehefrau des Grafen Otto III. und die Mutter von Johann II.
- Attena, Sibet († 1473), ostfriesischer Häuptling
- Attenberg, Jami (* 1971), US-amerikanische Schriftstellerin
- Attenberger, Andreas (* 1984), deutscher Eishockeyspieler
- Attenberger, Heidi (* 1962), deutsche Ruderin
- Attenberger, Johann (1936–1968), deutscher Motorradrennfahrer
- Attenberger, Karl (1885–1951), deutscher Kameramann
- Attenberger, Toni (1882–1949), deutscher Filmregisseur, Filmproduzent, Drehbuchautor, Journalist und Schriftsteller
- Attenberger, Ulrike (* 1980), deutsche Radiologin
- Attenborough, Charlotte (* 1959), britische Schauspielerin
- Attenborough, David (* 1926), britischer Dokumentarfilmer und Naturforscher
- Attenborough, Frederick (1887–1973), britischer Akademiker
- Attenborough, Joseph, britischer Theater- und Filmschauspieler
- Attenborough, Michael (* 1950), britischer Theaterleiter
- Attenborough, Richard (1923–2014), britischer Schauspieler und FilmregisseurRichard Attenborough (1923–2014)

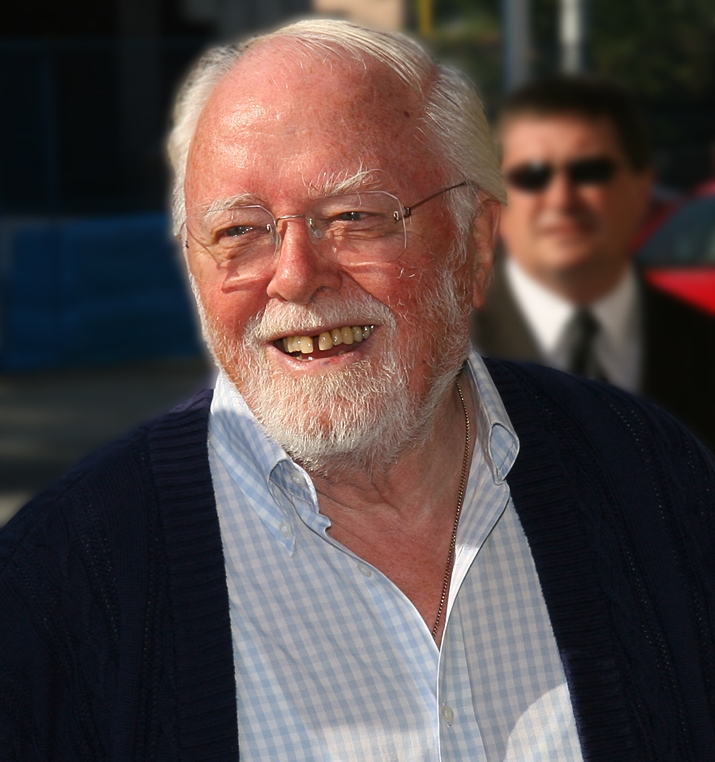
Richard Attenborough (1923–2014)

- Attendolo, Lorenzo, italienischer Adliger und Condottiere
- Attendolo, Michele († 1463), Condottiere
- Attendu, Antoine Ferdinand (1845–1917), französischer Stilllebenmaler
- Attenhofer, Adolf (1879–1950), Schweizer Schriftsteller und Indologe
- Attenhofer, August (1828–1862), Schweizer Porträt- und Kirchenmaler
- Attenhofer, Eduard (1842–1912), Schweizer Journalist und Schriftsteller
- Attenhofer, Elsie (1909–1999), Schweizer Kabarettistin, Schauspielerin, Schriftstellerin und Diseuse
- Attenhofer, Gian (* 2002), Schweizer Handballspieler
- Attenhofer, Karl (1836–1906), Schweizer Jurist und Richter
- Attenhofer, Karl (1837–1914), Schweizer Komponist, Dirigent, Sänger und Organist
- Attenhofer, Maria Caecilia (1675–1753), Schweizer Äbtissin
- Attenhofer, Peter Karl (1765–1844), Schweizer Politiker
- Attenhofer, Rolf (* 1940), Schweizer Chansonnier
- Attenhuber, Friedrich (1877–1947), deutscher Maler
- Attenoux, Michel (1930–1988), französischer Jazzmusiker und Bandleader
- Atterberg, Albert (1846–1916), schwedischer Chemiker
- Atterberg, Kurt (1887–1974), schwedischer Komponist, Dirigent und MusikkritikerKurt Atterberg (1887–1974)

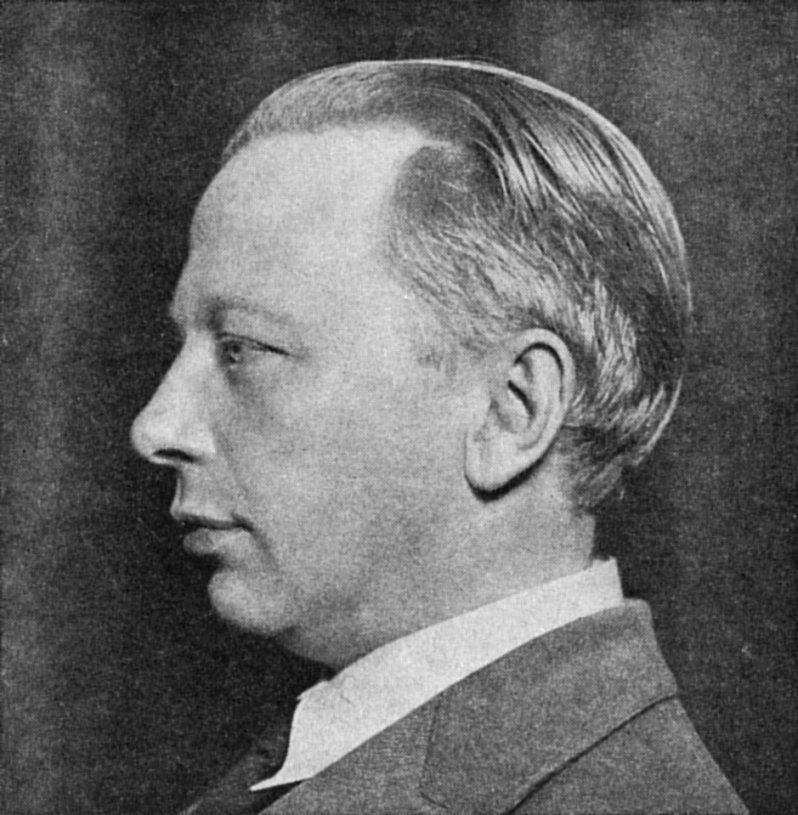
Kurt Atterberg (1887–1974)

- Atterbom, Ebba (1868–1961), schwedische Übersetzerin
- Atterbom, Per Daniel Amadeus (1790–1855), schwedischer Schriftsteller und Literaturhistoriker
- Atterbury, Francis (1663–1732), englischer Bischof von Rochester
- Atterbury, Grosvenor (1869–1956), US-amerikanischer Architekt
- Atterbury, Malcolm (1907–1992), US-amerikanischer Schauspieler
- Atterer, Lilian (* 1948), deutsche Schönheitskönigin sowie ehemaliges Fotomodell
- Atterhäll, Tommy (* 1978), schwedischer Handballspieler und -trainer
- Attern, Dieter (1923–2021), deutscher Fußballspieler
- Attersee, Christian Ludwig (* 1940), österreichischer Maler der Pop ArtChristian Ludwig Attersee (* 1940)

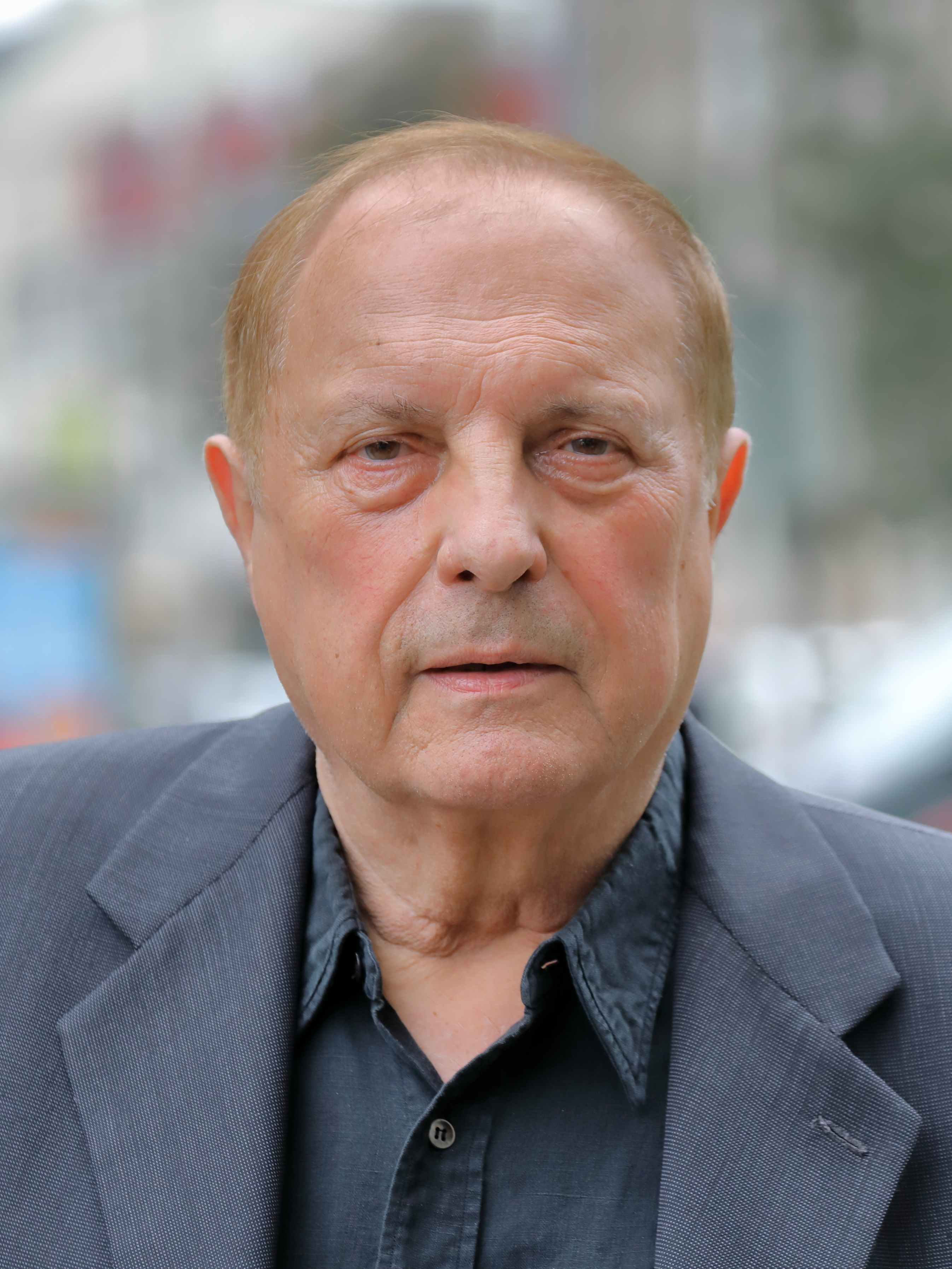
Christian Ludwig Attersee (* 1940)

- Attersley, Bob (1933–2010), kanadischer Eishockeyspieler und Politiker
- Atterton, Edward (* 1962), britischer Filmschauspieler
- Atterwall, Lennart (1911–2001), schwedischer Leichtathlet
- Atteslander, Peter (1926–2016), Schweizer Soziologe
- Atteslander, Zofia (1874–1924), polnische Malerin
- Attesti, Francesco (* 1975), italienischer Pianist
- Atteveld, Raymond (* 1966), niederländischer Fußballspieler und -trainer
- Attewell, William (1861–1927), englischer Cricketspieler
- Attey, Philippe (1951–2019), ivorischer Politiker

#### Attf
- Attfield, John (1835–1911), englischer Chemiker

#### Atth
- Atthalin, Louis Marie Baptiste (1784–1856), französischer Offizier
- Atthaphon Pannakhen (* 2002), thailändischer Fußballspieler
- Atthawit Sukchuai (* 1996), thailändischer Fußballspieler
- Atthipol Poolsap (* 1984), thailändischer Fußballspieler
- Atthoumani, Said, komorischer Politiker

#### Atti
- Atti, Francesco degli († 1361), Kardinal der Römischen Kirche und Bischof von Florenz
- Atti, Isotta degli († 1474), italienische Fürstin während der Renaissance
- Attia, Ahmed Bahaeddine (1946–2007), tunesischer Filmproduzent, Filmregisseur und Drehbuchautor
- Attia, Caroline (* 1960), französische Skirennläuferin
- Attia, Iman (* 1963), deutsche Sozialpädagogin
- Attia, Kader (* 1970), französischer Installationskünstler und FotografKader Attia (* 1970)

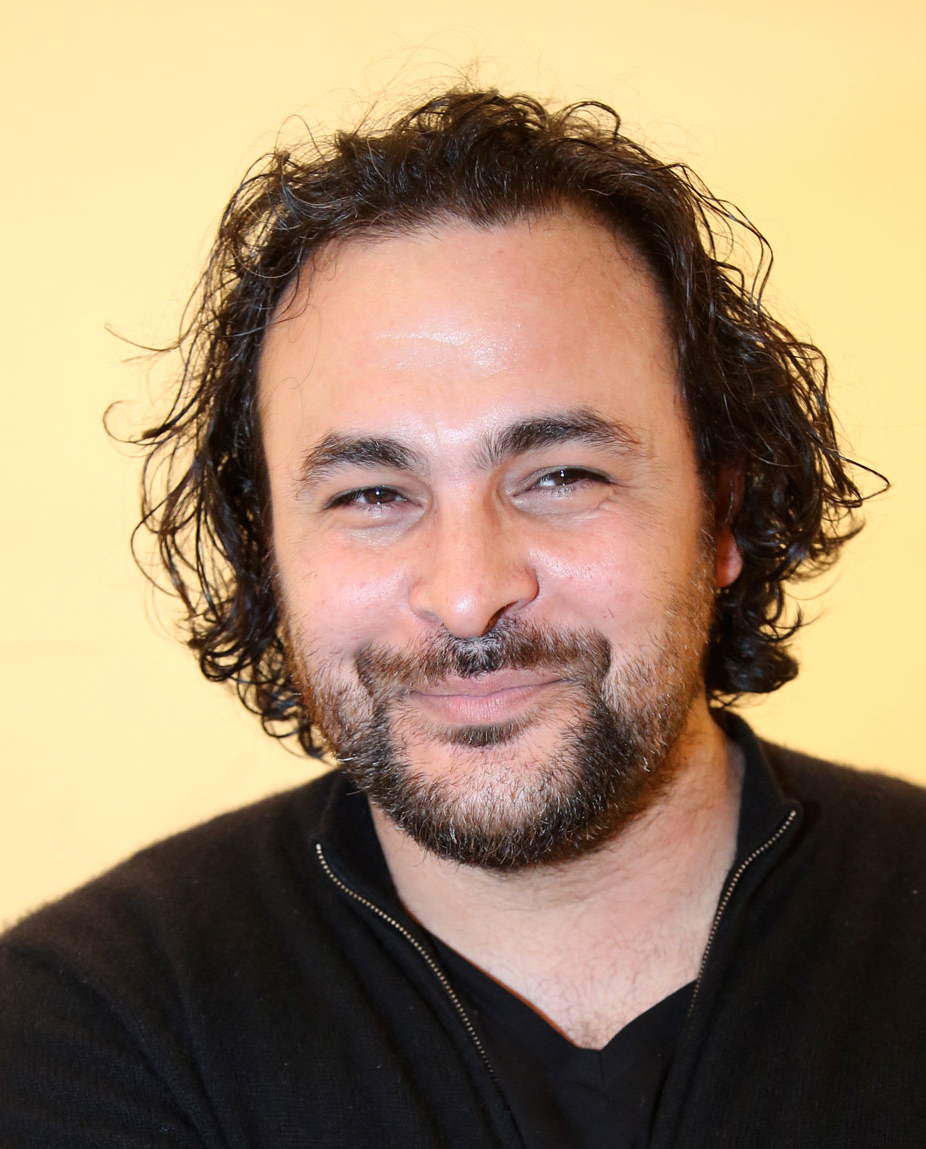
Kader Attia (* 1970)

- Attia, William (* 1976), französischer Spieleautor
- Attiaallah, Salem Mohamed (* 1993), ägyptischer Hindernisläufer
- Attias, Cécilia (* 1957), französisches Model und Ehefrau des französischen StaatspräsidentenCécilia Attias (* 1957)

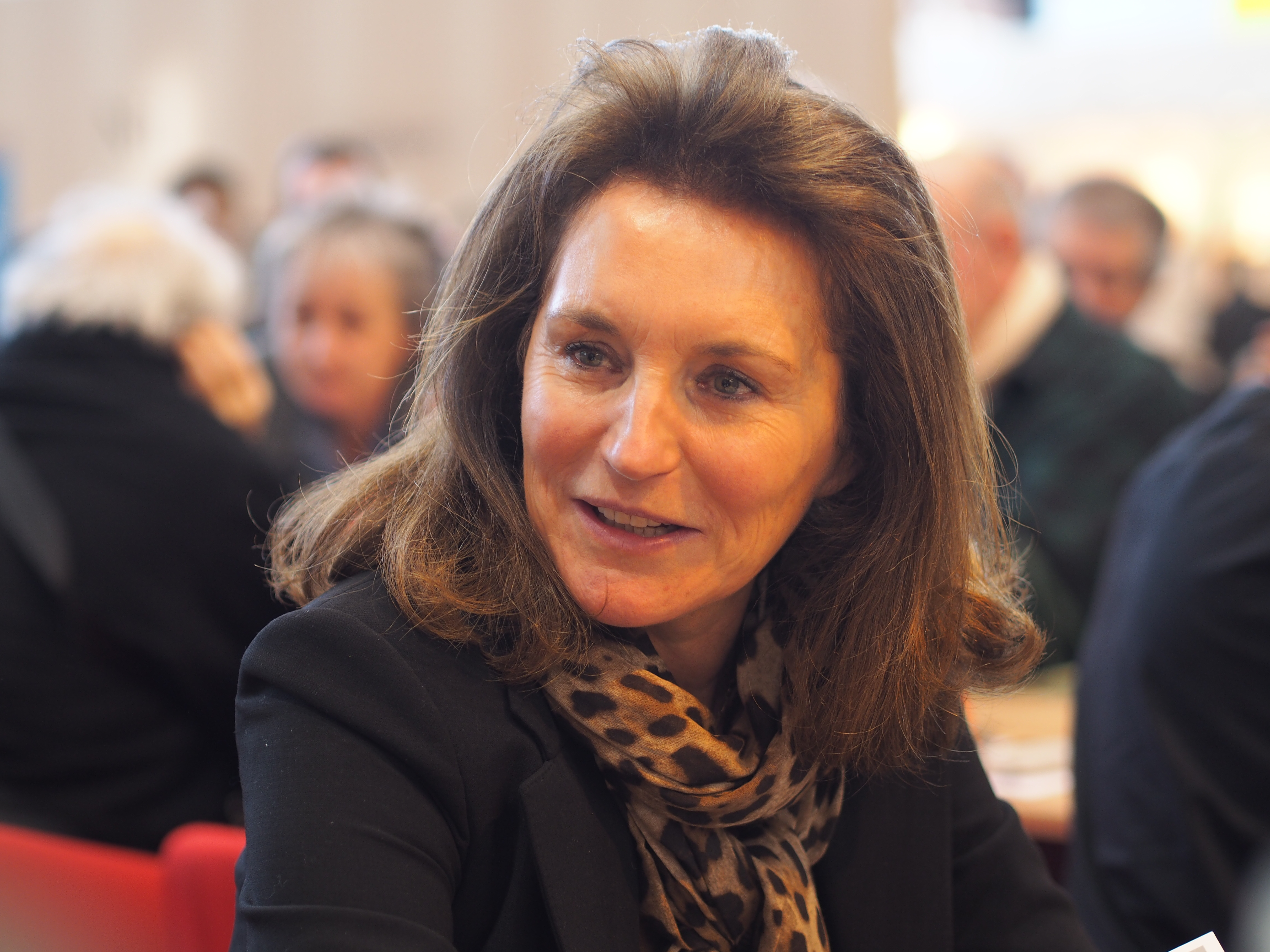
Cécilia Attias (* 1957)

- Attias, Emilia (* 1987), argentinische Schauspielerin, Model, Sängerin, DJ und Fernsehmoderatorin
- Attias, Michaël (* 1968), israelischer Jazzmusiker
- Atticus von Konstantinopel († 425), Erzbischof von Konstantinopel
- Atticus, Titus Pomponius (110 v. Chr.–32 v. Chr.), römischer Ritter aus der Familie der Pomponier
- Attidius Cornelianus, Lucius, römischer Suffektkonsul (151)
- Attie, Shimon (* 1957), US-amerikanischer Fotokünstler
- Attieh, Joseph (* 1987), libanesischer Sänger
- Attig, Jürgen (* 1961), deutscher Jazz- und Fusionmusiker (Kontrabass, E-Bass, Komposition)
- Attig, Rudolf (1893–1981), deutscher Generalarzt der Wehrmacht im Zweiten Weltkrieg
- Attiger, Stephan (* 1967), Schweizer Politiker (FDP)
- Attiger-Suter, Jeanette (1938–1987), Schweizer Landrätin (FDP, Basel-Landschaft)
- Attikos, Platoniker
- Attila († 453), König der Hunnen
- Attila the Stockbroker (* 1957), britischer Musiker
- Attila von Zamora, katholischer Bischof von Zamora
- Attili, Antonella (* 1963), italienische Schauspielerin
- Attilio, Henri d’ (1927–2008), französischer Politiker (Parti socialiste), Mitglied der Nationalversammlung
- Attillus, römischer Mosaizist
- Attinas, griechischer Koroplast
- Attinger, Pascal (* 1952), Schweizer Altorientalist
- Attinger, Victor (1856–1927), Schweizer Fotograf und Verleger
- Attinghausen, Werner von, Landammann von Uri
- Attinghausen-Schweinsberg, Thüring von († 1353), Schweizer Abt
- Attingré, Armelle (* 1989), französisch-montenegrinische Handball- und Beachhandballspielerin
- Attipoe, Richard (1957–2007), togoischer Politiker und Minister für Sport
- Attiret, Jean-Denis (1702–1768), französischer Jesuit, Missionar und Maler in China
- Attis, Claudio D’ (* 1978), deutsch-italienischer Regisseur
- Attison, Harry (* 1969), vanuatuischer Fußballschiedsrichter
- Attius Alfianus Lucilius Ruga, Gaius, römischer Offizier (Kaiserzeit)
- Attius Laco, römischer Statthalter
- Attius Macro, Lucius, Konsul 134
- Attius Suburanus Aemilianus, Sextus, Prätorianerpräfekt und Konsul unter Trajan
- Attius Tutor, Titus, römischer Offizier (Kaiserzeit)
- Attiya, Nataly (* 1975), israelische Schauspielerin
- Attiyat Allah, Yahia (* 1995), marokkanischer Fußballspieler
- Attiyya, Abd ar-Rahman ibn Hamad al- (* 1950), katarischer Politiker

#### Attl
- Attl, Elisabeth (* 1968), österreichische Dirigentin
- Attlee, Clement (1883–1967), britischer Politiker, Mitglied des House of Commons, Premierminister (1945–1951)Clement Attlee (1883–1967)

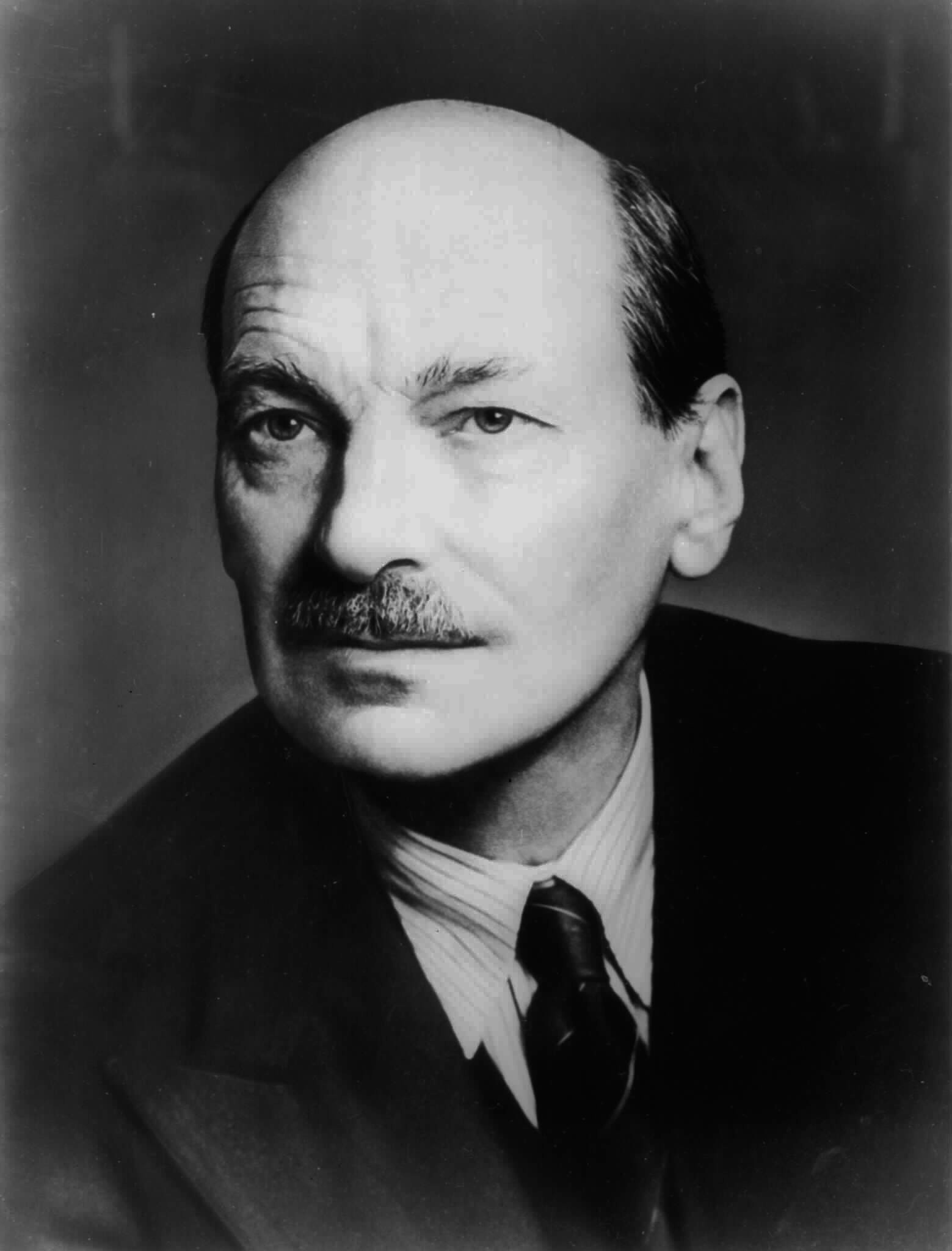
Clement Attlee (1883–1967)

- Attlee, John, 3. Earl Attlee (* 1956), britischer Politiker (Conservative Party) und Peer
- Attles, Al (1936–2024), US-amerikanischer Basketballspieler und -trainer
- Attlesey, Dick (1929–1984), US-amerikanischer Hürdenläufer und Sprinter
- Attling, Efva (* 1952), schwedische Schauspielerin, Model und Schmuckdesignerin
- Attlmayr, Ferdinand (1829–1906), österreichischer Marineoffizier, Seetaktiker an der Marineakademie Fiume

#### Atto
- Atto († 663), Herzog, dux von Spoleto
- Atto, Bischof von Speyer
- Atto von Freising, 5. Bischof von Freising (von 783/784 bis 810/811)
- Atto von Pistoia, Heiliger; Bischof; Vallombrosaner; Abt
- Atto von Vercelli, Bischof des Bistums Vercelli
- Attolico, Bernardo (1880–1942), italienischer Diplomat und Botschafter; Hoher Kommissar in der Freien Stadt Danzig (1920–1921)
- Attolico, Francesco (* 1963), italienischer Wasserballspieler
- Attolini Lack, Antonio (1931–2012), mexikanischer Architekt und Bauingenieur
- Attong, Winston (* 1947), Radrennfahrer aus Trinidad und Tobago
- Attorese, Pier Nicola (1930–2021), italienischer Ruderer
- Attorner, Franz (* 1856), österreichischer Maler
- Attouch, Hédy (1949–2023), französischer Mathematiker
- Attoumane, Ahmed Ben Cheikh (* 1938), komorischer Politiker
- Attoumane, Mohamed (* 1981), komorischer Schwimmer
- Attoumani, Géniale (* 1985), französische Journalistin von Mayotte

#### Attr
- Attracta, heilige Nonne
- Attri, Manu (* 1992), indischer Badmintonspieler
- Attridge, Florence (1901–1975), britische Leiterin eines Frauenteams in der Marconi-Funkfabrik
- Attridge, Harold William (* 1946), US-amerikanischer Neutestamentler
- Attrill, Louis (* 1975), britischer Ruderer
- Attrill, William (1868–1939), britischer Cricket- und Fußballspieler

#### Attu
- Attucks, Crispus († 1770), Erstes Opfer des Massakers von BostonCrispus Attucks († 1770)

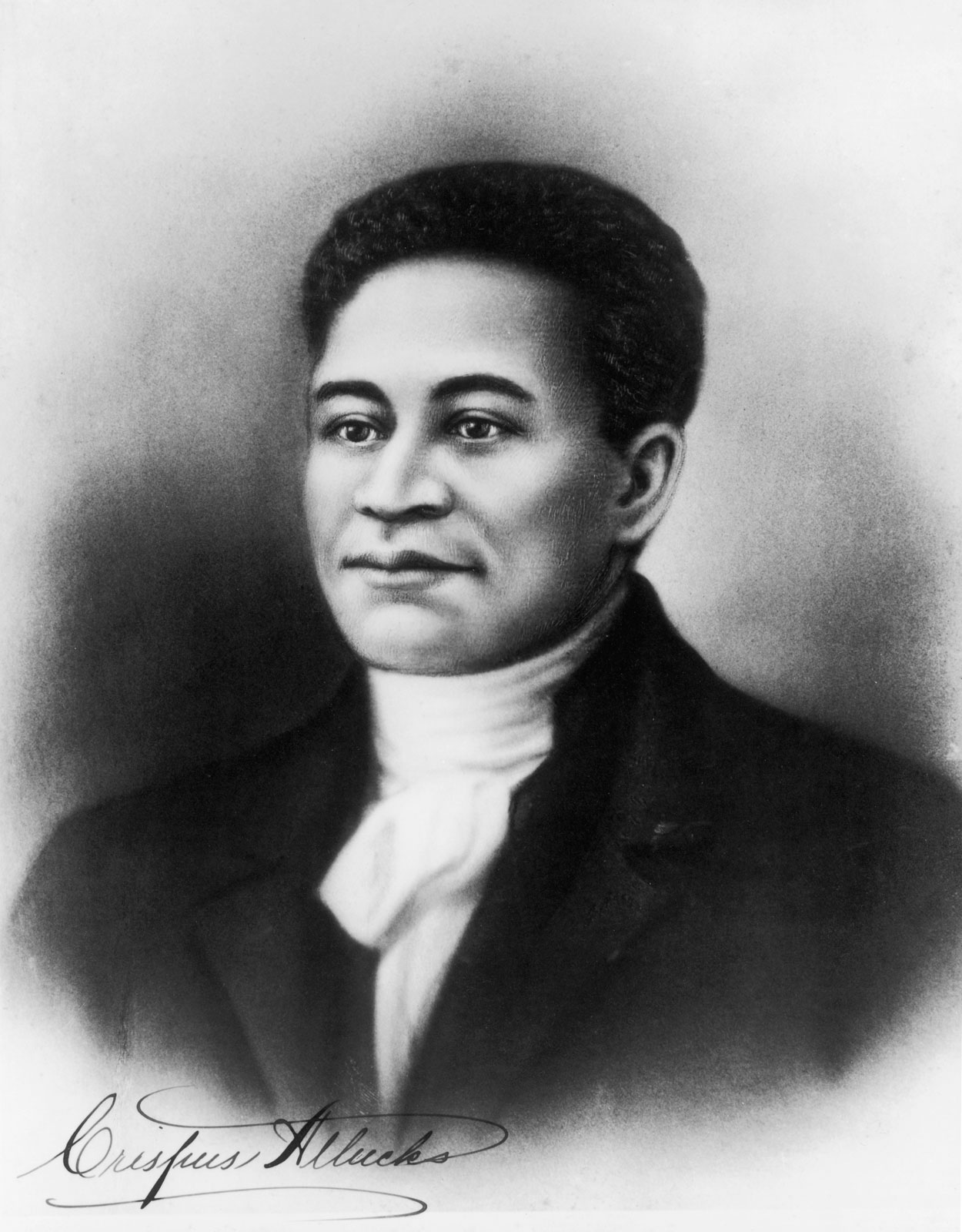
Crispus Attucks († 1770)

#### Attw
- Attwan, Amjad (* 1997), irakischer Fußballspieler
- Attwater, Henry Philemon (1854–1931), amerikanischer Offizier und Entdecker
- Attwell, Arthur (1920–1991), britischer Theologe; Bischof von Sodor und Man
- Attwell, Erin (* 1999), kanadische Radrennfahrerin
- Attwell, Reg (1920–1986), englischer Fußballspieler
- Attwell, Stuart (* 1982), englischer Fußballschiedsrichter
- Attwood, Paul (* 1969), britischer Bobfahrer
- Attwood, Richard (* 1940), englischer Formel-1-Rennfahrer
- Attwood, Teresa K. (* 1959), britische Bioinformatikerin und Hochschullehrerin
- Attwood, Thomas († 1838), englischer Komponist und Organist
- Attwood, Tony (* 1952), britischer klinischer Psychologe

### Atu
- Atu, Penieli (* 2005), amerikanisch-samoanischer Fußballspieler
- Atuahene, Peter Kwaku (* 1956), ghanaischer Geistlicher, Bischof von Goaso
- Atubolu, Noah (* 2002), deutsch-nigerianischer Fußballtorhüter
- Atug, Manuel (* 1976), deutscher Ingenieur, IT-Sicherheitsberater, Autor und Aktivist im Bereich Cybersicherheit und Kritische InfrastrukturManuel Atug (* 1976)

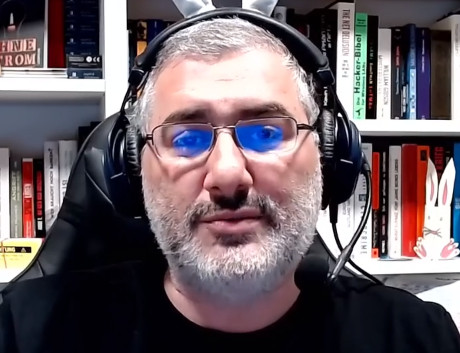
Manuel Atug (* 1976)

- Atuhaire, Agather, ugandische Juristin, Investigativjournalistin und digitale Aktivistin
- Atuk, Irmak (* 1985), türkische Schauspielerin, Moderatorin und Model
- Atukorale, Thalatha (* 1963), sri-lankische Politikerin
- Atun, Hakkı (* 1935), zyperntürkischer Politiker
- Atundo, Longinus (1936–1996), kenianischer römisch-katholischer Geistlicher und Bischof von Bungoma
- Atunsi, Fethi Ahmed (* 1983), libyscher Radrennfahrer
- Atuti, Ruth (* 1964), kenianische Sprinterin
- Atutschin, Andrei Anatoljewitsch (* 1980), russischer Biologe, Illustrator und Paläokünstler

### Atw
- Atwater, Edith (1911–1986), US-amerikanische Schauspielerin
- Atwater, Frankie (* 1969), US-amerikanischer Sprinter
- Atwater, Harry (* 1960), US-amerikanischer Physiker
- Atwater, John Wilbur (1840–1910), US-amerikanischer Politiker
- Atwater, Lee (1951–1991), US-amerikanischer Politikberater und -stratege
- Atwater, P. M. H. (* 1937), US-amerikanische Autorin im Bereich von Nahtod-Erfahrungen und Spiritualität
- Atwater, Richard (1892–1948), US-amerikanischer Journalist, Universitätsdozent und Kinderbuchautor
- Atwater, Steve (* 1966), US-amerikanischer American-Football-Spieler
- Atwater, Tanya (* 1942), US-amerikanische Meeresgeologin
- Atwater, Wilbur Olin (1844–1907), US-amerikanischer Chemiker
- Atwater-Rhodes, Amelia (* 1984), US-amerikanische Schriftstellerin
- Atweh, Nasri (* 1981), kanadischer Musiker und Musikproduzent
- Atwell, Hayley (* 1982), britisch-US-amerikanische SchauspielerinHayley Atwell (* 1982)

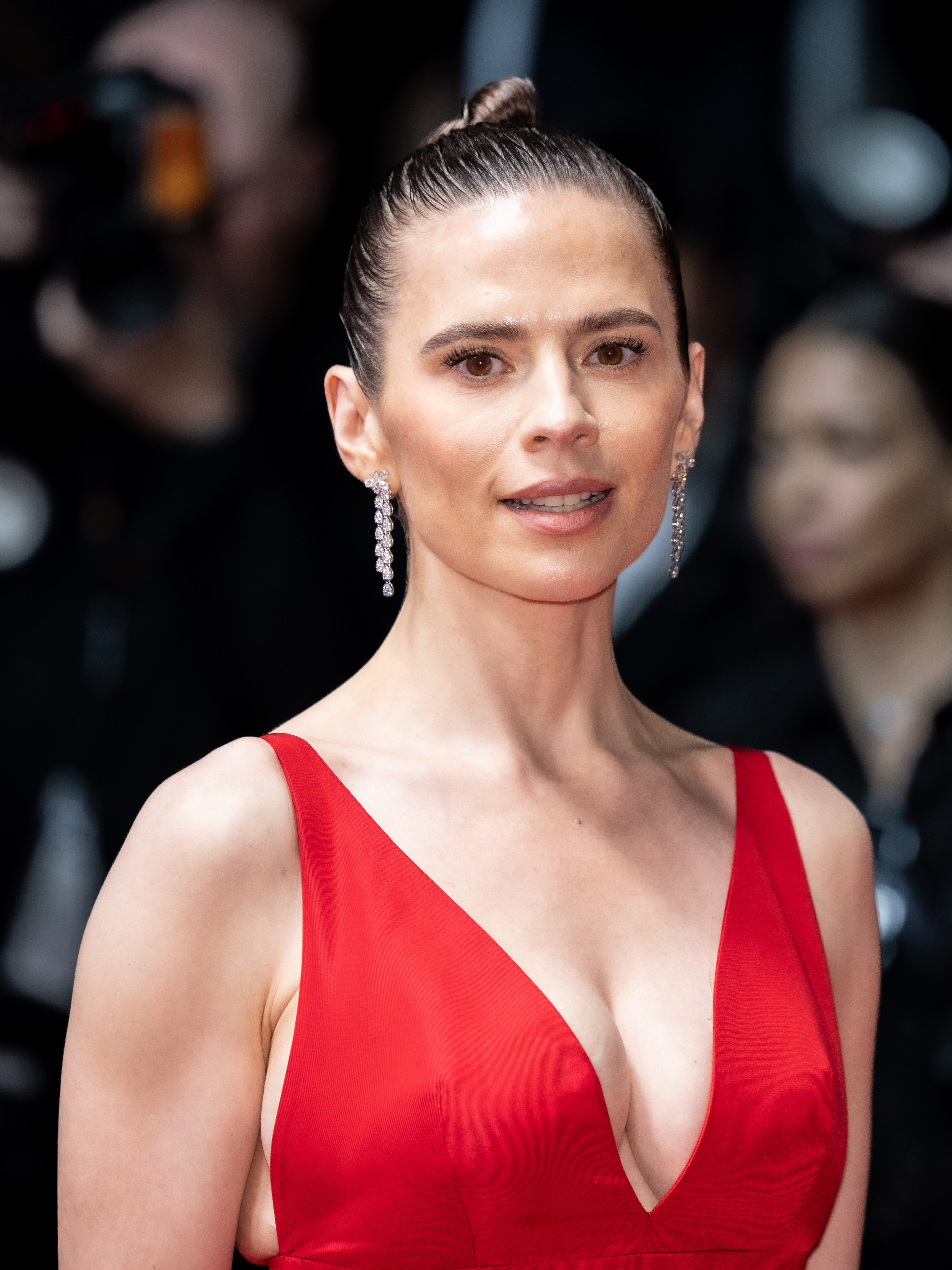
Hayley Atwell (* 1982)

- Atwell, Robert (* 1954), britischer anglikanischer Bischof
- Atwell, Roy (1878–1962), US-amerikanischer Schauspieler
- Atwell, Simon (* 1996), simbabwischer Sprinter
- Atwell, Susann (* 1967), deutsche Fernsehmoderatorin und ModelSusann Atwell (* 1967)

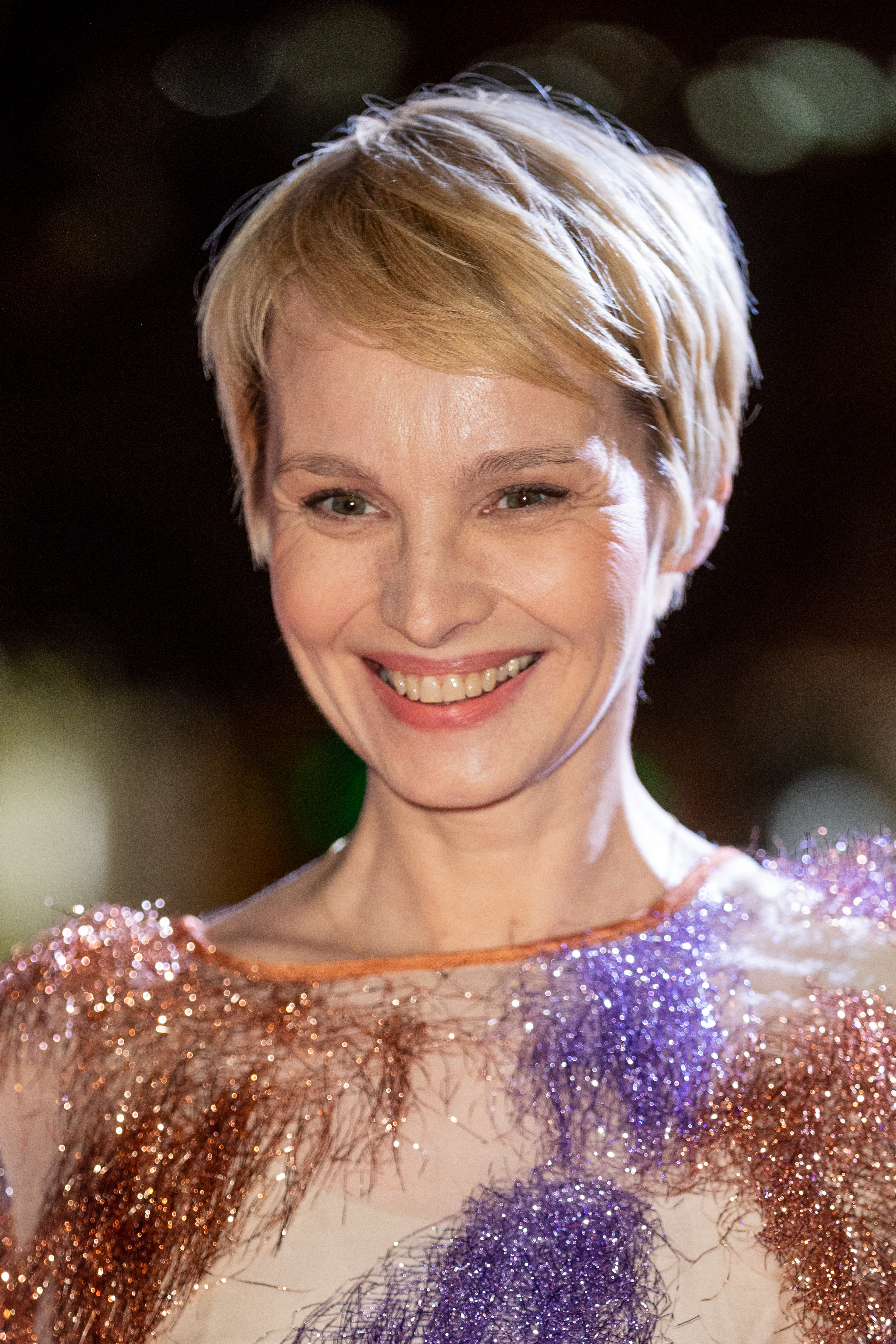
Susann Atwell (* 1967)

- Atwell, Tutu (* 1999), US-amerikanischer American-Football-Spieler
- Atwell, William Hawley (1869–1961), US-amerikanischer Jurist
- Atwell, Winifred (1914–1983), trinidadische Pianistin
- Atwill, Joseph, US-amerikanischer Autor, Softwareunternehmer und Amateurwissenschaftler
- Atwill, Lionel (1885–1946), britisch-US-amerikanischer Film- und Theaterschauspieler
- Atwood, Clare (1866–1962), englisch-britische Malerin
- Atwood, Colleen (* 1948), US-amerikanische Kostümbildnerin
- Atwood, David (1815–1889), US-amerikanischer Politiker
- Atwood, Duncan (* 1955), US-amerikanischer Speerwerfer
- Atwood, Eden (* 1969), US-amerikanische Jazzsängerin, Schauspielerin und Fürsprecherin für die Bürgerrechte intersexueller Menschen
- Atwood, Frank (1956–2022), US-amerikanischer Kindermörder
- Atwood, George († 1807), englischer Physiker und Erfinder
- Atwood, Harrison Henry (1863–1954), US-amerikanischer Politiker
- Atwood, J. Brian (* 1942), US-amerikanischer Regierungsbeamter und Hochschullehrer
- Atwood, Jane Evelyn (* 1947), französisch-amerikanische Fotografin und Fotojournalistin
- Atwood, Margaret (* 1939), kanadische SchriftstellerinMargaret Atwood (* 1939)

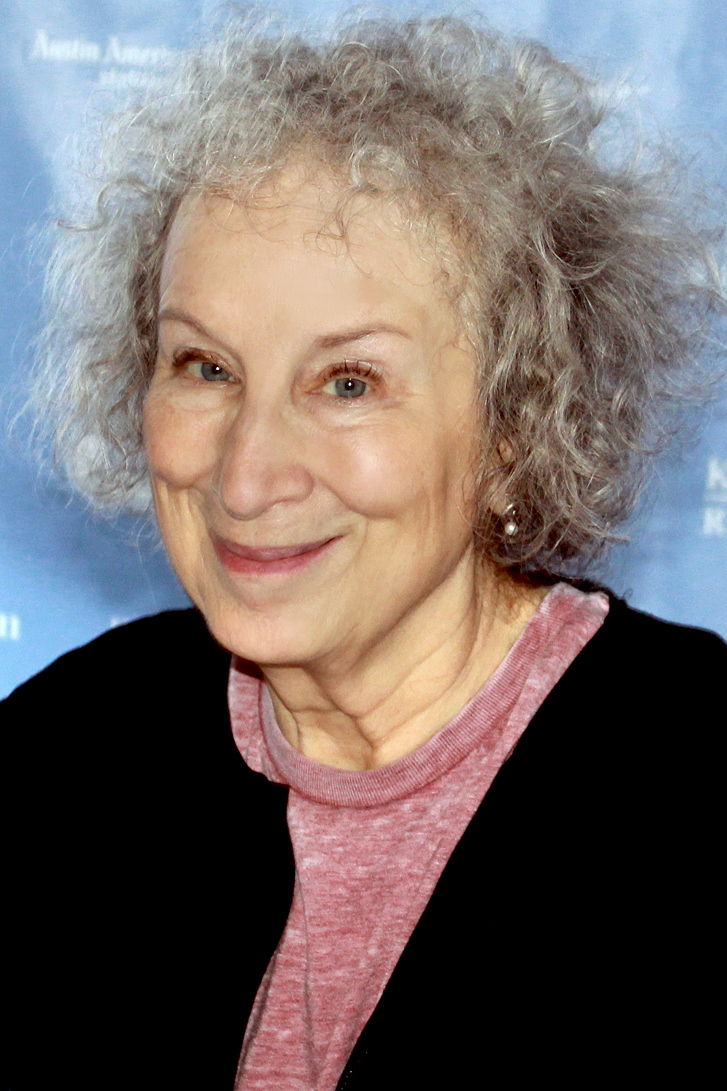
Margaret Atwood (* 1939)

- Atwood, Mary Anne (1817–1910), englische Autorin über Alchemie und Okkultismus
- Atwood, Nathaniel E. (1807–1886), US-amerikanischer Fischer, Kaufmann, nicht-akademischer Ichthyologe und Politiker
- Atwood, Susie (* 1953), US-amerikanische Schwimmerin
- Atwood, William B., US-amerikanischer Physiker
- Atwood-Ferguson, Miguel, US-amerikanischer Musiker (Streichinstrumente) und Arrangeur

### Atx
- Atxaga, Bernardo (* 1951), baskischer Schriftsteller

### Aty
- Atyinai, Nicola, ungarischer Condottiere

### Atz
- Atz Tammerle, Myriam (* 1980), italienische Politikerin (Süd-Tiroler Freiheit)
- Atz, Gabriel Fernando (* 1981), brasilianischer Fußballspieler
- Atz, Karl (1832–1913), Südtiroler Priester und Kunsthistoriker
- Atz, Roland (* 1946), italienischer Politiker (Südtirol)
- Atzbach, Rainer (* 1967), deutscher Mittelalter- und Neuzeitarchäologe
- Atzberger, Leonhard (1854–1918), deutscher römisch-katholischer Geistlicher und Dogmatiker
- Atze, Marcel (* 1967), deutscher Germanist und Bibliothekar
- Atzei, Bianca (* 1987), italienische Popsängerin
- Atzei, Paolo Mario Virgilio (* 1942), italienischer Ordensgeistlicher und emeritierter römisch-katholischer Erzbischof von Sassari
- Atzel, Georg (* 1845), Landtagsabgeordneter
- Atzel, Johann Jakob (1754–1816), deutscher Architekt und Baumeister
- Atzenhofer, Stefan (* 1972), deutscher Comiczeichner und Illustrator
- Atzeni, Giuseppe (* 1978), Schweizer Radrennfahrer
- Atzenroth, Karl (1895–1995), deutscher Unternehmer und Politiker (FDP), MdB
- Atzerodt, Friedrich (1804–1886), deutscher Schriftsteller und Pädagoge
- Atzerodt, George (1835–1865), deutschamerikanischer Verschwörer bei der Ermordung von Abraham LincolnGeorge Atzerodt (1835–1865)

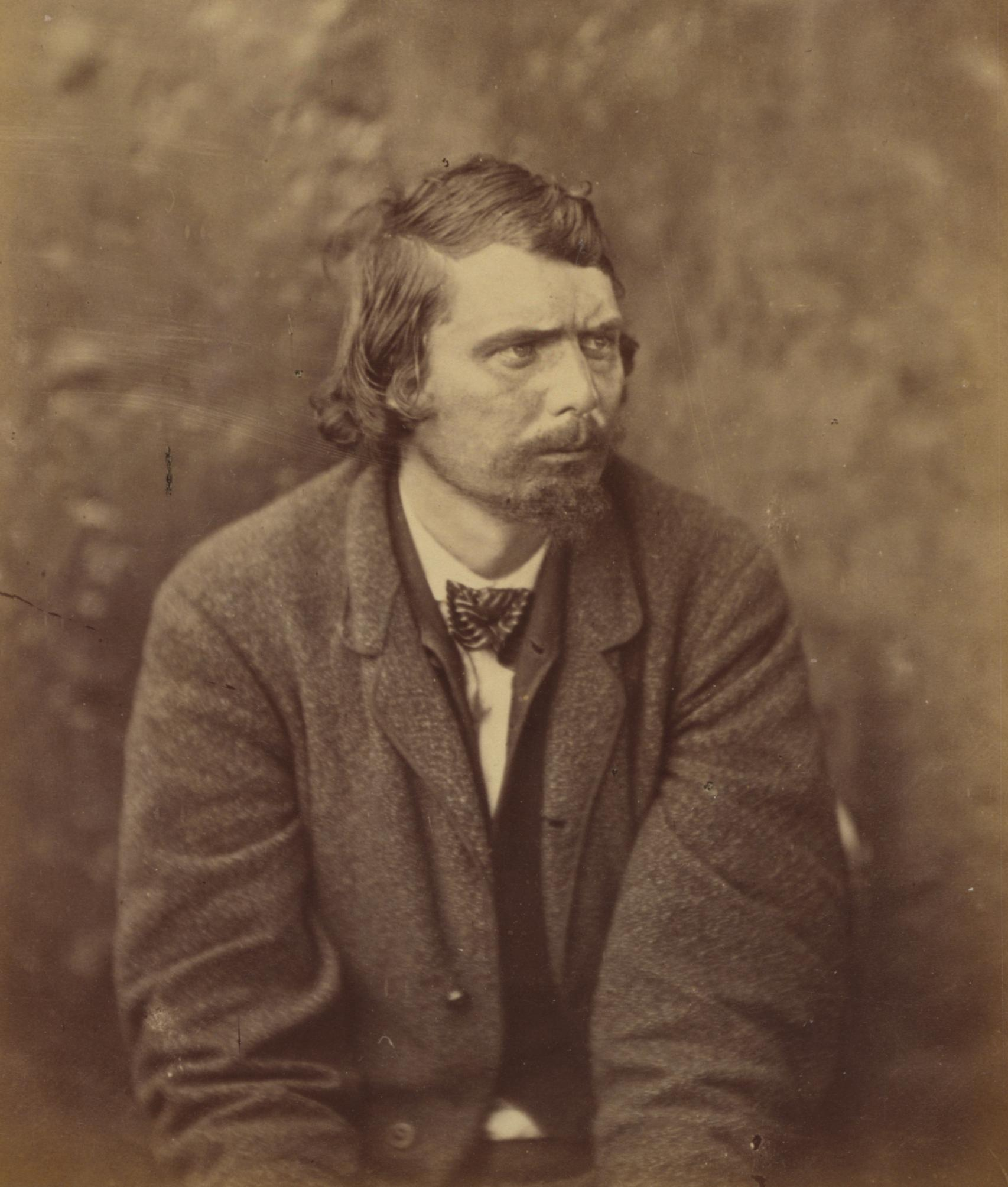
George Atzerodt (1835–1865)

- Atzerodt, Irene (1909–1992), deutsche Theologin
- Atzerodt, Saskia (* 1992), deutsches Model, Playmate und Reality-TV-Teilnehmerin
- Atzersen, Thomas († 1553), Pfarrer
- Atzesberger, Hans (* 1912), deutscher Fußballspieler
- Atzili, Omer (* 1993), israelischer Fußballspieler
- Atzinger, Hans-Georg (* 1944), deutscher Brigadegeneral
- Atzinger, Oskar (* 1963), deutscher Politiker (AfD), MdL
- Atzler, Edgar (1887–1938), deutscher Physiologe
- Atzler, Norbert (* 1949), deutscher Politiker (CDU), MdA
- Atzler, Paul (1889–1972), deutscher Rechtswissenschaftler
- Atzlinger, Rainer (* 1961), österreichischer Industriedesigner
- Atzmon, Anat (* 1958), israelische Schauspielerin und Sängerin
- Atzmon, Gilad (* 1963), britischer Jazzmusiker und Autor
- Atzmon, Moshe (* 1931), israelischer Dirigent
- Atzori, Fernando (1942–2020), italienischer Boxer
- Atzorn, Jens (* 1976), deutscher Schauspieler
- Atzorn, Robert (* 1945), deutscher SchauspielerRobert Atzorn (* 1945)

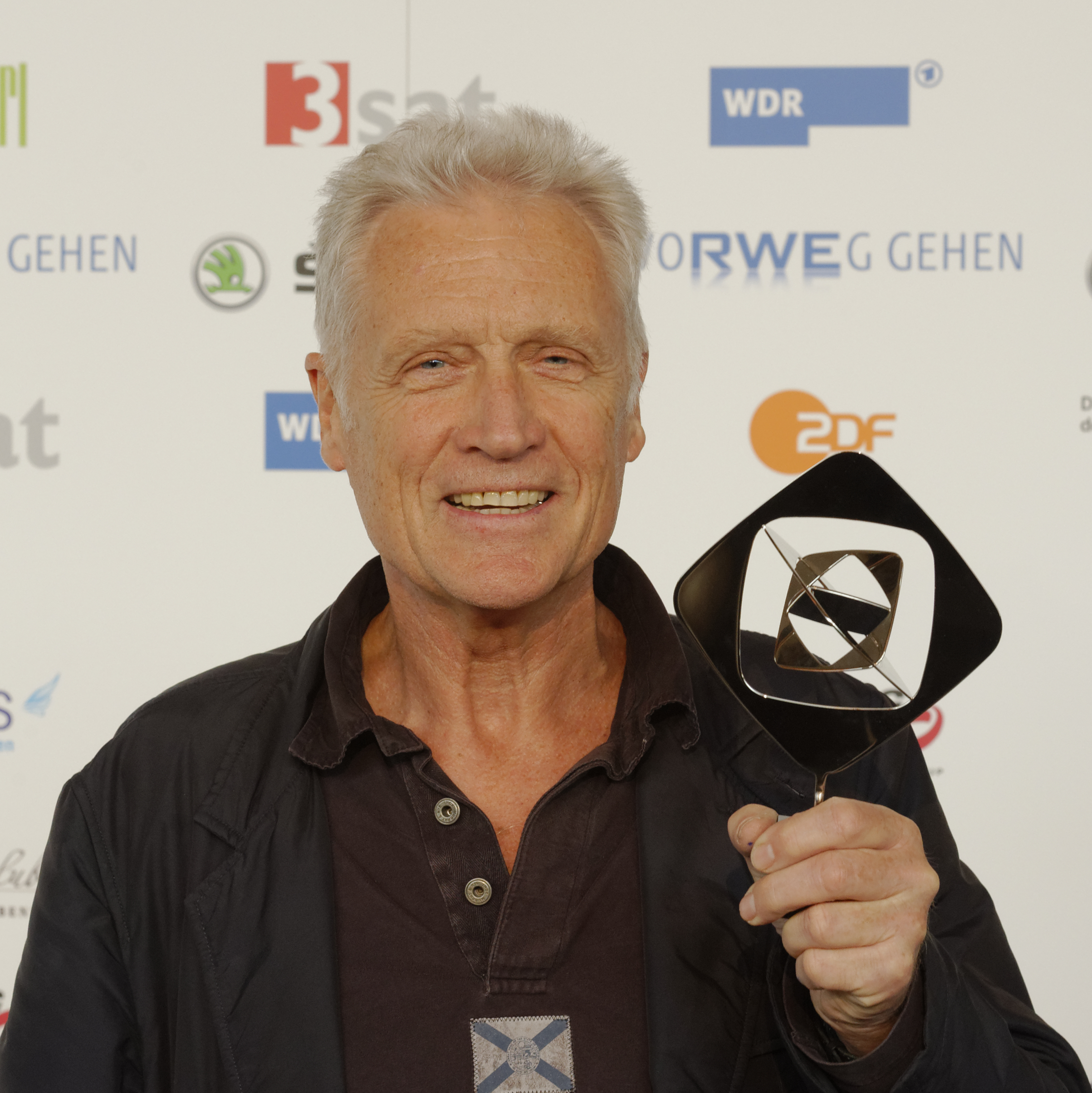
Robert Atzorn (* 1945)

- Atzpodien, Waldemar (1834–1910), deutscher Zimmermann, Gutsbesitzer und Kommunalpolitiker
- Atzrott, Otto (1854–1922), deutscher Turnfunktionär
- Atzwanger, Hugo (1883–1960), österreichischer Maler, Grafiker, Fotograf und Volkskundler